# 장미 전쟁
장미 전쟁(영어: Wars of the Roses)은 붉은 장미를 표시로 삼은 랭커스터 왕가와 흰 장미를 표시로 삼은 요크 왕가 사이의 왕위 쟁탈전이었다. 1455년부터 1485년까지 벌어졌다.
요크 공작 리처드는 헨리 6세의 발병을 틈타 1453년 호민관 겸 방위관이 되어 랭커스터가의 중심세력인 서머셋 공작과 싸워, 장미전쟁을 일으켜 그를 멸하였다. 1460년에 리처드는 왕위를 요구하여 헨리 6세의 사후 왕위 계승이 승인되었으나, 랭커스터파의 반대로 리처드는 전사하였다. 리처드의 아들 에드워드는 1461년 랭커스터가를 격파하고 왕위를 획득하여 에드워드 4세가 되었다. 이윽고 요크가 내부에 불화가 일어나, 1483년 에드워드 4세의 사후, 에드워드 5세와 그 동생이 에드워드 4세의 적자가 아니라는 명분으로 에드워드 4세의 동생 글로스터 공 리처드가 리처드 3세로서 즉위하였다.
이에 어머니 계통으로 왕실에 연결된 랭커스터가의 유일한 왕위 요구자인 헨리 튜더가 1485년 망명지인 프랑스에서 귀국하여 1485년 보스워스 전투에서 리처드 3세를 격파하고 헨리 7세로 즉위하였다. 이로써 장미 전쟁은 끝나고 튜더 왕조가 열리게 되었다.
이 전투의 과정에서 많은 제후와 기사가 몰락하고 튜더 왕조 헨리 7세에 의해 잉글랜드의 절대주의가 시작되었다. 장미전쟁의 구귀족 중에서도 왕권에 대하여 반항적인 부분이 거의 모두 괴멸해버리고 말았다. 이것은 헨리 7세의 국가 재건사업을 용이하게 만들었다.

## 가계도
|                          |                          |                          |                          |                          |                          |  |  |                                     |                                     |                                     |                                     |                                     |                                     |                             |                             |                             |                             |                            |                            |                                        |                                        |                                        |                                        |                                        |                                        |                           |                           |                           |                           |                           |                           |                                   |                                   |                                   |                                   | 잉글랜드 국왕 에드워드 3세        |                                   |                               |                               |                           |                           |                           |                           |                           |                           |                                   |                                   |                                   |                                   |                                   |                                   |                               |                               |                               |                               |                               |                               |                       |                       |                           |                           |                           |                           |                           |                           |                     |                     |                     |                     |  |  |                            |                            |                            |                            |                                   |                                   |                                   |                                   |                                   |                                   |                        |                        |                              |                              |                              |                              |                              |                              |                             |                             |                             |                             |                             |                             |                             |                             |                             |                             |                                 |                                 |                                 |                                 |                                 |                                 |                       |                       |                         |                         |                         |                         |                             |                             |                             |                             |                             |                             |                             |                             |                             |                             |  |  |  |  |  |  |  |  |  |  |  |  |  |  |  |  |  |  |  |  |  |  |  |  |  |  |  |  |  |  |  |  |
|                          |                          |                          |                          |                          |                          |  |  |                                     |                                     |                                     |                                     |                                     |                                     |                             |                             |                             |                             |                            |                            |                                        |                                        |                                        |                                        |                                        |                                        |                           |                           |                           |                           |                           |                           |                                   |                                   |                                   |                                   |                                   |                                   |                               |                               |                           |                           |                           |                           |                           |                           |                                   |                                   |                                   |                                   |                                   |                                   |                               |                               |                               |                               |                               |                               |                       |                       |                           |                           |                           |                           |                           |                           |                     |                     |                     |                     |  |  |                            |                            |                            |                            |                                   |                                   |                                   |                                   |                                   |                                   |                        |                        |                              |                              |                              |                              |                              |                              |                             |                             |                             |                             |                             |                             |                             |                             |                             |                             |                                 |                                 |                                 |                                 |                                 |                                 |                       |                       |                         |                         |                         |                         |                             |                             |                             |                             |                             |                             |                             |                             |                             |                             |  |  |  |  |  |  |  |  |  |  |  |  |  |  |  |  |  |  |  |  |  |  |  |  |  |  |  |  |  |  |  |  |
|                          |                          |                          |                          |                          |                          |  |  |                                     |                                     |                                     |                                     |                                     |                                     |                             |                             |                             |                             |                            |                            |                                        |                                        |                                        |                                        |                                        |                                        |                           |                           |                           |                           |                           |                           |                                   |                                   |                                   |                                   |                                   |                                   |                               |                               |                           |                           |                           |                           |                           |                           |                                   |                                   |                                   |                                   |                                   |                                   |                               |                               |                               |                               |                               |                               |                       |                       |                           |                           |                           |                           |                           |                           |                     |                     |                     |                     |  |  |                            |                            |                            |                            |                                   |                                   |                                   |                                   |                                   |                                   |                        |                        |                              |                              |                              |                              |                              |                              |                             |                             |                             |                             |                             |                             |                             |                             |                             |                             |                                 |                                 |                                 |                                 |                                 |                                 |                       |                       |                         |                         |                         |                         |                             |                             |                             |                             |                             |                             |                             |                             |                             |                             |  |  |  |  |  |  |  |  |  |  |  |  |  |  |  |  |  |  |  |  |  |  |  |  |  |  |  |  |  |  |  |  |
| 에드워드 흑태자 (장남)   | 에드워드 흑태자 (장남)   | 에드워드 흑태자 (장남)   | 에드워드 흑태자 (장남)   | 에드워드 흑태자 (장남)   | 에드워드 흑태자 (장남)   |  |  | 요크 공작 에드먼드 랭글리 (사남)    | 요크 공작 에드먼드 랭글리 (사남)    | 요크 공작 에드먼드 랭글리 (사남)    | 요크 공작 에드먼드 랭글리 (사남)    | 요크 공작 에드먼드 랭글리 (사남)    | 요크 공작 에드먼드 랭글리 (사남)    |                             |                             |                             |                             |                            |                            | 클래런스 공작 라이오넬 앤트워프 (차남) | 클래런스 공작 라이오넬 앤트워프 (차남) | 클래런스 공작 라이오넬 앤트워프 (차남) | 클래런스 공작 라이오넬 앤트워프 (차남) | 클래런스 공작 라이오넬 앤트워프 (차남) | 클래런스 공작 라이오넬 앤트워프 (차남) |                           |                           |                           |                           |                           |                           |                                   |                                   |                                   |                                   |                                   |                                   |                               |                               |                           |                           |                           |                           |                           |                           |                                   |                                   |                                   |                                   |                                   |                                   |                               |                               |                               |                               |                               |                               |                       |                       |                           |                           |                           |                           |                           |                           |                     |                     |                     |                     |  |  |                            |                            |                            |                            | 랭커스터 공작 곤트의 존 (삼남)    | 랭커스터 공작 곤트의 존 (삼남)    | 랭커스터 공작 곤트의 존 (삼남)    | 랭커스터 공작 곤트의 존 (삼남)    | 랭커스터 공작 곤트의 존 (삼남)    | 랭커스터 공작 곤트의 존 (삼남)    |                        |                        |                              |                              |                              |                              |                              |                              |                             |                             |                             |                             |                             |                             |                             |                             |                             |                             |                                 |                                 |                                 |                                 |                                 |                                 |                       |                       |                         |                         |                         |                         |                             |                             |                             |                             |                             |                             |                             |                             |                             |                             |  |  |  |  |  |  |  |  |  |  |  |  |  |  |  |  |  |  |  |  |  |  |  |  |  |  |  |  |  |  |  |  |
| 에드워드 흑태자 (장남)   | 에드워드 흑태자 (장남)   | 에드워드 흑태자 (장남)   | 에드워드 흑태자 (장남)   | 에드워드 흑태자 (장남)   | 에드워드 흑태자 (장남)   |  |  | 요크 공작 에드먼드 랭글리 (사남)    | 요크 공작 에드먼드 랭글리 (사남)    | 요크 공작 에드먼드 랭글리 (사남)    | 요크 공작 에드먼드 랭글리 (사남)    | 요크 공작 에드먼드 랭글리 (사남)    | 요크 공작 에드먼드 랭글리 (사남)    |                             |                             |                             |                             |                            |                            | 클래런스 공작 라이오넬 앤트워프 (차남) | 클래런스 공작 라이오넬 앤트워프 (차남) | 클래런스 공작 라이오넬 앤트워프 (차남) | 클래런스 공작 라이오넬 앤트워프 (차남) | 클래런스 공작 라이오넬 앤트워프 (차남) | 클래런스 공작 라이오넬 앤트워프 (차남) |                           |                           |                           |                           |                           |                           |                                   |                                   |                                   |                                   |                                   |                                   |                               |                               |                           |                           |                           |                           |                           |                           |                                   |                                   |                                   |                                   |                                   |                                   |                               |                               |                               |                               |                               |                               |                       |                       |                           |                           |                           |                           |                           |                           |                     |                     |                     |                     |  |  |                            |                            |                            |                            | 랭커스터 공작 곤트의 존 (삼남)    | 랭커스터 공작 곤트의 존 (삼남)    | 랭커스터 공작 곤트의 존 (삼남)    | 랭커스터 공작 곤트의 존 (삼남)    | 랭커스터 공작 곤트의 존 (삼남)    | 랭커스터 공작 곤트의 존 (삼남)    |                        |                        |                              |                              |                              |                              |                              |                              |                             |                             |                             |                             |                             |                             |                             |                             |                             |                             |                                 |                                 |                                 |                                 |                                 |                                 |                       |                       |                         |                         |                         |                         |                             |                             |                             |                             |                             |                             |                             |                             |                             |                             |  |  |  |  |  |  |  |  |  |  |  |  |  |  |  |  |  |  |  |  |  |  |  |  |  |  |  |  |  |  |  |  |
|                          |                          |                          |                          |                          |                          |  |  |                                     |                                     |                                     |                                     |                                     |                                     |                             |                             |                             |                             |                            |                            | 얼스터 백작부인 필리파 플랜태저넷      |                                        |                                        |                                        |                                        |                                        |                           |                           |                           |                           |                           |                           |                                   |                                   |                                   |                                   |                                   |                                   |                               |                               |                           |                           |                           |                           |                           |                           |                                   |                                   |                                   |                                   |                                   |                                   |                               |                               |                               |                               |                               |                               |                       |                       |                           |                           |                           |                           |                           |                           |                     |                     |                     |                     |  |  |                            |                            |                            |                            |                                   |                                   |                                   |                                   |                                   |                                   |                        |                        |                              |                              |                              |                              |                              |                              |                             |                             |                             |                             |                             |                             |                             |                             |                             |                             |                                 |                                 |                                 |                                 |                                 |                                 |                       |                       |                         |                         |                         |                         |                             |                             |                             |                             |                             |                             |                             |                             |                             |                             |  |  |  |  |  |  |  |  |  |  |  |  |  |  |  |  |  |  |  |  |  |  |  |  |  |  |  |  |  |  |  |  |
|                          |                          |                          |                          |                          |                          |  |  |                                     |                                     |                                     |                                     |                                     |                                     |                             |                             |                             |                             |                            |                            |                                        |                                        |                                        |                                        |                                        |                                        |                           |                           |                           |                           |                           |                           |                                   |                                   |                                   |                                   |                                   |                                   |                               |                               |                           |                           |                           |                           |                           |                           |                                   |                                   |                                   |                                   |                                   |                                   |                               |                               |                               |                               |                               |                               |                       |                       |                           |                           |                           |                           |                           |                           |                     |                     |                     |                     |  |  |                            |                            |                            |                            |                                   |                                   |                                   |                                   |                                   |                                   |                        |                        |                              |                              |                              |                              |                              |                              |                             |                             |                             |                             |                             |                             |                             |                             |                             |                             |                                 |                                 |                                 |                                 |                                 |                                 |                       |                       |                         |                         |                         |                         |                             |                             |                             |                             |                             |                             |                             |                             |                             |                             |  |  |  |  |  |  |  |  |  |  |  |  |  |  |  |  |  |  |  |  |  |  |  |  |  |  |  |  |  |  |  |  |
|                          |                          |                          |                          |                          |                          |  |  |                                     |                                     |                                     |                                     |                                     |                                     |                             |                             |                             |                             |                            |                            |                                        |                                        |                                        |                                        |                                        |                                        |                           |                           |                           |                           |                           |                           |                                   |                                   |                                   |                                   |                                   |                                   |                               |                               |                           |                           |                           |                           |                           |                           |                                   |                                   |                                   |                                   |                                   |                                   |                               |                               |                               |                               |                               |                               |                       |                       |                           |                           |                           |                           |                           |                           |                     |                     |                     |                     |  |  |                            |                            |                            |                            |                                   |                                   |                                   |                                   |                                   |                                   |                        |                        |                              |                              |                              |                              |                              |                              |                             |                             |                             |                             |                             |                             |                             |                             |                             |                             |                                 |                                 |                                 |                                 |                                 |                                 |                       |                       |                         |                         |                         |                         |                             |                             |                             |                             |                             |                             |                             |                             |                             |                             |  |  |  |  |  |  |  |  |  |  |  |  |  |  |  |  |  |  |  |  |  |  |  |  |  |  |  |  |  |  |  |  |
|                          |                          |                          |                          |                          |                          |  |  |                                     |                                     |                                     |                                     |                                     |                                     |                             |                             |                             |                             |                            |                            |                                        |                                        |                                        |                                        |                                        |                                        |                           |                           |                           |                           |                           |                           |                                   |                                   |                                   |                                   |                                   |                                   |                               |                               |                           |                           |                           |                           |                           |                           |                                   |                                   |                                   |                                   |                                   |                                   |                               |                               |                               |                               |                               |                               |                       |                       |                           |                           |                           |                           |                           |                           |                     |                     |                     |                     |  |  |                            |                            |                            |                            |                                   |                                   |                                   |                                   |                                   |                                   |                        |                        |                              |                              |                              |                              |                              |                              |                             |                             |                             |                             |                             |                             |                             |                             |                             |                             |                                 |                                 |                                 |                                 |                                 |                                 |                       |                       |                         |                         |                         |                         |                             |                             |                             |                             |                             |                             |                             |                             |                             |                             |  |  |  |  |  |  |  |  |  |  |  |  |  |  |  |  |  |  |  |  |  |  |  |  |  |  |  |  |  |  |  |  |
| 잉글랜드 국왕 리처드 2세 | 잉글랜드 국왕 리처드 2세 | 잉글랜드 국왕 리처드 2세 | 잉글랜드 국왕 리처드 2세 | 잉글랜드 국왕 리처드 2세 | 잉글랜드 국왕 리처드 2세 |  |  |                                     |                                     |                                     |                                     |                                     |                                     |                             |                             | 마치 백작 로저 모티머       | 마치 백작 로저 모티머       | 마치 백작 로저 모티머      | 마치 백작 로저 모티머      | 마치 백작 로저 모티머                  | 마치 백작 로저 모티머                  |                                        |                                        | 엘리자베스 모티머                      | 엘리자베스 모티머                      | 엘리자베스 모티머         | 엘리자베스 모티머         | 엘리자베스 모티머         | 엘리자베스 모티머         |                           |                           |                                   |                                   |                                   |                                   |                                   |                                   |                               |                               |                           |                           |                           |                           |                           |                           | 웨스모얼랜드 백작부인 조안 보퍼트 | 웨스모얼랜드 백작부인 조안 보퍼트 | 웨스모얼랜드 백작부인 조안 보퍼트 | 웨스모얼랜드 백작부인 조안 보퍼트 | 웨스모얼랜드 백작부인 조안 보퍼트 | 웨스모얼랜드 백작부인 조안 보퍼트 |                               |                               |                               |                               |                               |                               |                       |                       |                           |                           |                           |                           |                           |                           |                     |                     |                     |                     |  |  |                            |                            |                            |                            | 잉글랜드 국왕 헨리 4세 볼링브로크 | 잉글랜드 국왕 헨리 4세 볼링브로크 | 잉글랜드 국왕 헨리 4세 볼링브로크 | 잉글랜드 국왕 헨리 4세 볼링브로크 | 잉글랜드 국왕 헨리 4세 볼링브로크 | 잉글랜드 국왕 헨리 4세 볼링브로크 |                        |                        |                              |                              |                              |                              |                              |                              |                             |                             |                             |                             |                             |                             |                             |                             |                             |                             |                                 |                                 |                                 |                                 |                                 |                                 | 서머싯 백작 존 보퍼트 | 서머싯 백작 존 보퍼트 | 서머싯 백작 존 보퍼트   | 서머싯 백작 존 보퍼트   | 서머싯 백작 존 보퍼트   | 서머싯 백작 존 보퍼트   |                             |                             |                             |                             |                             |                             |                             |                             |                             |                             |  |  |  |  |  |  |  |  |  |  |  |  |  |  |  |  |  |  |  |  |  |  |  |  |  |  |  |  |  |  |  |  |
| 잉글랜드 국왕 리처드 2세 | 잉글랜드 국왕 리처드 2세 | 잉글랜드 국왕 리처드 2세 | 잉글랜드 국왕 리처드 2세 | 잉글랜드 국왕 리처드 2세 | 잉글랜드 국왕 리처드 2세 |  |  |                                     |                                     |                                     |                                     |                                     |                                     |                             |                             | 마치 백작 로저 모티머       | 마치 백작 로저 모티머       | 마치 백작 로저 모티머      | 마치 백작 로저 모티머      | 마치 백작 로저 모티머                  | 마치 백작 로저 모티머                  |                                        |                                        | 엘리자베스 모티머                      | 엘리자베스 모티머                      | 엘리자베스 모티머         | 엘리자베스 모티머         | 엘리자베스 모티머         | 엘리자베스 모티머         |                           |                           |                                   |                                   |                                   |                                   |                                   |                                   |                               |                               |                           |                           |                           |                           |                           |                           | 웨스모얼랜드 백작부인 조안 보퍼트 | 웨스모얼랜드 백작부인 조안 보퍼트 | 웨스모얼랜드 백작부인 조안 보퍼트 | 웨스모얼랜드 백작부인 조안 보퍼트 | 웨스모얼랜드 백작부인 조안 보퍼트 | 웨스모얼랜드 백작부인 조안 보퍼트 |                               |                               |                               |                               |                               |                               |                       |                       |                           |                           |                           |                           |                           |                           |                     |                     |                     |                     |  |  |                            |                            |                            |                            | 잉글랜드 국왕 헨리 4세 볼링브로크 | 잉글랜드 국왕 헨리 4세 볼링브로크 | 잉글랜드 국왕 헨리 4세 볼링브로크 | 잉글랜드 국왕 헨리 4세 볼링브로크 | 잉글랜드 국왕 헨리 4세 볼링브로크 | 잉글랜드 국왕 헨리 4세 볼링브로크 |                        |                        |                              |                              |                              |                              |                              |                              |                             |                             |                             |                             |                             |                             |                             |                             |                             |                             |                                 |                                 |                                 |                                 |                                 |                                 | 서머싯 백작 존 보퍼트 | 서머싯 백작 존 보퍼트 | 서머싯 백작 존 보퍼트   | 서머싯 백작 존 보퍼트   | 서머싯 백작 존 보퍼트   | 서머싯 백작 존 보퍼트   |                             |                             |                             |                             |                             |                             |                             |                             |                             |                             |  |  |  |  |  |  |  |  |  |  |  |  |  |  |  |  |  |  |  |  |  |  |  |  |  |  |  |  |  |  |  |  |
|                          |                          |                          |                          |                          |                          |  |  |                                     |                                     |                                     |                                     |                                     |                                     |                             |                             |                             |                             |                            |                            |                                        |                                        |                                        |                                        |                                        |                                        |                           |                           |                           |                           |                           |                           |                                   |                                   |                                   |                                   |                                   |                                   |                               |                               |                           |                           |                           |                           |                           |                           |                                   |                                   |                                   |                                   |                                   |                                   |                               |                               |                               |                               |                               |                               |                       |                       |                           |                           |                           |                           |                           |                           |                     |                     |                     |                     |  |  |                            |                            |                            |                            |                                   |                                   |                                   |                                   |                                   |                                   |                        |                        |                              |                              |                              |                              |                              |                              |                             |                             |                             |                             |                             |                             |                             |                             |                             |                             |                                 |                                 |                                 |                                 |                                 |                                 |                       |                       |                         |                         |                         |                         |                             |                             |                             |                             |                             |                             |                             |                             |                             |                             |  |  |  |  |  |  |  |  |  |  |  |  |  |  |  |  |  |  |  |  |  |  |  |  |  |  |  |  |  |  |  |  |
|                          |                          |                          |                          |                          |                          |  |  | 케임브리지 백작 코인스버러의 리처드 | 케임브리지 백작 코인스버러의 리처드 | 케임브리지 백작 코인스버러의 리처드 | 케임브리지 백작 코인스버러의 리처드 | 케임브리지 백작 코인스버러의 리처드 | 케임브리지 백작 코인스버러의 리처드 |                             |                             | 앤 드 모티머                | 앤 드 모티머                | 앤 드 모티머               | 앤 드 모티머               | 앤 드 모티머                           | 앤 드 모티머                           |                                        |                                        | 노섬벌랜드 백작 헨리 퍼시              | 노섬벌랜드 백작 헨리 퍼시              | 노섬벌랜드 백작 헨리 퍼시 | 노섬벌랜드 백작 헨리 퍼시 | 노섬벌랜드 백작 헨리 퍼시 | 노섬벌랜드 백작 헨리 퍼시 |                           |                           | 노섬벌랜드 백작부인 엘레노어 네빌 | 노섬벌랜드 백작부인 엘레노어 네빌 | 노섬벌랜드 백작부인 엘레노어 네빌 | 노섬벌랜드 백작부인 엘레노어 네빌 | 노섬벌랜드 백작부인 엘레노어 네빌 | 노섬벌랜드 백작부인 엘레노어 네빌 |                               |                               |                           |                           |                           |                           |                           |                           |                                   |                                   | 켄트 백작 윌리엄 네빌             | 켄트 백작 윌리엄 네빌             | 켄트 백작 윌리엄 네빌             | 켄트 백작 윌리엄 네빌             | 켄트 백작 윌리엄 네빌         | 켄트 백작 윌리엄 네빌         |                               |                               |                               |                               |                       |                       | 솔즈베리 백작 리처드 네빌 | 솔즈베리 백작 리처드 네빌 | 솔즈베리 백작 리처드 네빌 | 솔즈베리 백작 리처드 네빌 | 솔즈베리 백작 리처드 네빌 | 솔즈베리 백작 리처드 네빌 |                     |                     |                     |                     |  |  |                            |                            |                            |                            | 잉글랜드 국왕 헨리 5세            | 잉글랜드 국왕 헨리 5세            | 잉글랜드 국왕 헨리 5세            | 잉글랜드 국왕 헨리 5세            | 잉글랜드 국왕 헨리 5세            | 잉글랜드 국왕 헨리 5세            |                        |                        | 프랑스 왕녀 캐서린 드 발루아 | 프랑스 왕녀 캐서린 드 발루아 | 프랑스 왕녀 캐서린 드 발루아 | 프랑스 왕녀 캐서린 드 발루아 | 프랑스 왕녀 캐서린 드 발루아 | 프랑스 왕녀 캐서린 드 발루아 |                             |                             | 오웬 튜더                   | 오웬 튜더                   | 오웬 튜더                   | 오웬 튜더                   | 오웬 튜더                   | 오웬 튜더                   |                             |                             | 서머싯 공작 존 보퍼트           | 서머싯 공작 존 보퍼트           | 서머싯 공작 존 보퍼트           | 서머싯 공작 존 보퍼트           | 서머싯 공작 존 보퍼트           | 서머싯 공작 존 보퍼트           |                       |                       |                         |                         |                         |                         | 서머싯 공작 에드문드 보퍼트 | 서머싯 공작 에드문드 보퍼트 | 서머싯 공작 에드문드 보퍼트 | 서머싯 공작 에드문드 보퍼트 | 서머싯 공작 에드문드 보퍼트 | 서머싯 공작 에드문드 보퍼트 |                             |                             |                             |                             |  |  |  |  |  |  |  |  |  |  |  |  |  |  |  |  |  |  |  |  |  |  |  |  |  |  |  |  |  |  |  |  |
|                          |                          |                          |                          |                          |                          |  |  | 케임브리지 백작 코인스버러의 리처드 | 케임브리지 백작 코인스버러의 리처드 | 케임브리지 백작 코인스버러의 리처드 | 케임브리지 백작 코인스버러의 리처드 | 케임브리지 백작 코인스버러의 리처드 | 케임브리지 백작 코인스버러의 리처드 |                             |                             | 앤 드 모티머                | 앤 드 모티머                | 앤 드 모티머               | 앤 드 모티머               | 앤 드 모티머                           | 앤 드 모티머                           |                                        |                                        | 노섬벌랜드 백작 헨리 퍼시              | 노섬벌랜드 백작 헨리 퍼시              | 노섬벌랜드 백작 헨리 퍼시 | 노섬벌랜드 백작 헨리 퍼시 | 노섬벌랜드 백작 헨리 퍼시 | 노섬벌랜드 백작 헨리 퍼시 |                           |                           | 노섬벌랜드 백작부인 엘레노어 네빌 | 노섬벌랜드 백작부인 엘레노어 네빌 | 노섬벌랜드 백작부인 엘레노어 네빌 | 노섬벌랜드 백작부인 엘레노어 네빌 | 노섬벌랜드 백작부인 엘레노어 네빌 | 노섬벌랜드 백작부인 엘레노어 네빌 |                               |                               |                           |                           |                           |                           |                           |                           |                                   |                                   | 켄트 백작 윌리엄 네빌             | 켄트 백작 윌리엄 네빌             | 켄트 백작 윌리엄 네빌             | 켄트 백작 윌리엄 네빌             | 켄트 백작 윌리엄 네빌         | 켄트 백작 윌리엄 네빌         |                               |                               |                               |                               |                       |                       | 솔즈베리 백작 리처드 네빌 | 솔즈베리 백작 리처드 네빌 | 솔즈베리 백작 리처드 네빌 | 솔즈베리 백작 리처드 네빌 | 솔즈베리 백작 리처드 네빌 | 솔즈베리 백작 리처드 네빌 |                     |                     |                     |                     |  |  |                            |                            |                            |                            | 잉글랜드 국왕 헨리 5세            | 잉글랜드 국왕 헨리 5세            | 잉글랜드 국왕 헨리 5세            | 잉글랜드 국왕 헨리 5세            | 잉글랜드 국왕 헨리 5세            | 잉글랜드 국왕 헨리 5세            |                        |                        | 프랑스 왕녀 캐서린 드 발루아 | 프랑스 왕녀 캐서린 드 발루아 | 프랑스 왕녀 캐서린 드 발루아 | 프랑스 왕녀 캐서린 드 발루아 | 프랑스 왕녀 캐서린 드 발루아 | 프랑스 왕녀 캐서린 드 발루아 |                             |                             | 오웬 튜더                   | 오웬 튜더                   | 오웬 튜더                   | 오웬 튜더                   | 오웬 튜더                   | 오웬 튜더                   |                             |                             | 서머싯 공작 존 보퍼트           | 서머싯 공작 존 보퍼트           | 서머싯 공작 존 보퍼트           | 서머싯 공작 존 보퍼트           | 서머싯 공작 존 보퍼트           | 서머싯 공작 존 보퍼트           |                       |                       |                         |                         |                         |                         | 서머싯 공작 에드문드 보퍼트 | 서머싯 공작 에드문드 보퍼트 | 서머싯 공작 에드문드 보퍼트 | 서머싯 공작 에드문드 보퍼트 | 서머싯 공작 에드문드 보퍼트 | 서머싯 공작 에드문드 보퍼트 |                             |                             |                             |                             |  |  |  |  |  |  |  |  |  |  |  |  |  |  |  |  |  |  |  |  |  |  |  |  |  |  |  |  |  |  |  |  |
|                          |                          |                          |                          |                          |                          |  |  |                                     |                                     |                                     |                                     |                                     |                                     |                             |                             |                             |                             |                            |                            |                                        |                                        |                                        |                                        |                                        |                                        |                           |                           |                           |                           |                           |                           |                                   |                                   |                                   |                                   |                                   |                                   |                               |                               |                           |                           |                           |                           |                           |                           |                                   |                                   |                                   |                                   |                                   |                                   |                               |                               |                               |                               |                               |                               |                       |                       |                           |                           |                           |                           |                           |                           |                     |                     |                     |                     |  |  |                            |                            |                            |                            |                                   |                                   |                                   |                                   |                                   |                                   |                        |                        |                              |                              |                              |                              |                              |                              |                             |                             |                             |                             |                             |                             |                             |                             |                             |                             |                                 |                                 |                                 |                                 |                                 |                                 |                       |                       |                         |                         |                         |                         |                             |                             |                             |                             |                             |                             |                             |                             |                             |                             |  |  |  |  |  |  |  |  |  |  |  |  |  |  |  |  |  |  |  |  |  |  |  |  |  |  |  |  |  |  |  |  |
|                          |                          |                          |                          |                          |                          |  |  |                                     |                                     |                                     |                                     |                                     |                                     |                             |                             |                             |                             |                            |                            |                                        |                                        |                                        |                                        |                                        |                                        |                           |                           |                           |                           |                           |                           |                                   |                                   |                                   |                                   |                                   |                                   |                               |                               |                           |                           |                           |                           |                           |                           |                                   |                                   |                                   |                                   |                                   |                                   |                               |                               |                               |                               |                               |                               |                       |                       |                           |                           |                           |                           |                           |                           |                     |                     |                     |                     |  |  |                            |                            |                            |                            |                                   |                                   |                                   |                                   |                                   |                                   |                        |                        |                              |                              |                              |                              |                              |                              |                             |                             |                             |                             |                             |                             |                             |                             |                             |                             |                                 |                                 |                                 |                                 |                                 |                                 |                       |                       |                         |                         |                         |                         |                             |                             |                             |                             |                             |                             |                             |                             |                             |                             |  |  |  |  |  |  |  |  |  |  |  |  |  |  |  |  |  |  |  |  |  |  |  |  |  |  |  |  |  |  |  |  |
|                          |                          |                          |                          |                          |                          |  |  |                                     |                                     |                                     |                                     | 요크 공작 리처드 플랜테저넷         | 요크 공작 리처드 플랜테저넷         | 요크 공작 리처드 플랜테저넷 | 요크 공작 리처드 플랜테저넷 | 요크 공작 리처드 플랜테저넷 | 요크 공작 리처드 플랜테저넷 |                            |                            |                                        |                                        |                                        |                                        |                                        |                                        |                           |                           | 노섬벌랜드 백작 헨리 퍼시 | 노섬벌랜드 백작 헨리 퍼시 | 노섬벌랜드 백작 헨리 퍼시 | 노섬벌랜드 백작 헨리 퍼시 | 노섬벌랜드 백작 헨리 퍼시         | 노섬벌랜드 백작 헨리 퍼시         |                                   |                                   |                                   |                                   |                               |                               | 요크 백작부인 세실리 네빌 | 요크 백작부인 세실리 네빌 | 요크 백작부인 세실리 네빌 | 요크 백작부인 세실리 네빌 | 요크 백작부인 세실리 네빌 | 요크 백작부인 세실리 네빌 |                                   |                                   | 토머스 네빌                       | 토머스 네빌                       | 토머스 네빌                       | 토머스 네빌                       | 토머스 네빌                   | 토머스 네빌                   |                               |                               | 워릭 백작 리처드 네빌         | 워릭 백작 리처드 네빌         | 워릭 백작 리처드 네빌 | 워릭 백작 리처드 네빌 | 워릭 백작 리처드 네빌     | 워릭 백작 리처드 네빌     |                           |                           | 몬태규 후작 존 네빌       | 몬태규 후작 존 네빌       | 몬태규 후작 존 네빌 | 몬태규 후작 존 네빌 | 몬태규 후작 존 네빌 | 몬태규 후작 존 네빌 |  |  | 나폴리 왕녀 마거릿 드 앙주 | 나폴리 왕녀 마거릿 드 앙주 | 나폴리 왕녀 마거릿 드 앙주 | 나폴리 왕녀 마거릿 드 앙주 | 나폴리 왕녀 마거릿 드 앙주        | 나폴리 왕녀 마거릿 드 앙주        |                                   |                                   | 잉글랜드 국왕 헨리 6세            | 잉글랜드 국왕 헨리 6세            | 잉글랜드 국왕 헨리 6세 | 잉글랜드 국왕 헨리 6세 | 잉글랜드 국왕 헨리 6세       | 잉글랜드 국왕 헨리 6세       |                              |                              | 리치먼드 백작 에드문드 튜더  | 리치먼드 백작 에드문드 튜더  | 리치먼드 백작 에드문드 튜더 | 리치먼드 백작 에드문드 튜더 | 리치먼드 백작 에드문드 튜더 | 리치먼드 백작 에드문드 튜더 |                             |                             |                             |                             |                             |                             | 리치먼드 백작부인 마거릿 보퍼트 | 리치먼드 백작부인 마거릿 보퍼트 | 리치먼드 백작부인 마거릿 보퍼트 | 리치먼드 백작부인 마거릿 보퍼트 | 리치먼드 백작부인 마거릿 보퍼트 | 리치먼드 백작부인 마거릿 보퍼트 |                       |                       | 서머싯 공작 헨리 보퍼트 | 서머싯 공작 헨리 보퍼트 | 서머싯 공작 헨리 보퍼트 | 서머싯 공작 헨리 보퍼트 | 서머싯 공작 헨리 보퍼트     | 서머싯 공작 헨리 보퍼트     |                             |                             | 서머싯 공작 에드문드 보퍼트 | 서머싯 공작 에드문드 보퍼트 | 서머싯 공작 에드문드 보퍼트 | 서머싯 공작 에드문드 보퍼트 | 서머싯 공작 에드문드 보퍼트 | 서머싯 공작 에드문드 보퍼트 |  |  |  |  |  |  |  |  |  |  |  |  |  |  |  |  |  |  |  |  |  |  |  |  |  |  |  |  |  |  |  |  |
|                          |                          |                          |                          |                          |                          |  |  |                                     |                                     |                                     |                                     | 요크 공작 리처드 플랜테저넷         | 요크 공작 리처드 플랜테저넷         | 요크 공작 리처드 플랜테저넷 | 요크 공작 리처드 플랜테저넷 | 요크 공작 리처드 플랜테저넷 | 요크 공작 리처드 플랜테저넷 |                            |                            |                                        |                                        |                                        |                                        |                                        |                                        |                           |                           | 노섬벌랜드 백작 헨리 퍼시 | 노섬벌랜드 백작 헨리 퍼시 | 노섬벌랜드 백작 헨리 퍼시 | 노섬벌랜드 백작 헨리 퍼시 | 노섬벌랜드 백작 헨리 퍼시         | 노섬벌랜드 백작 헨리 퍼시         |                                   |                                   |                                   |                                   |                               |                               | 요크 백작부인 세실리 네빌 | 요크 백작부인 세실리 네빌 | 요크 백작부인 세실리 네빌 | 요크 백작부인 세실리 네빌 | 요크 백작부인 세실리 네빌 | 요크 백작부인 세실리 네빌 |                                   |                                   | 토머스 네빌                       | 토머스 네빌                       | 토머스 네빌                       | 토머스 네빌                       | 토머스 네빌                   | 토머스 네빌                   |                               |                               | 워릭 백작 리처드 네빌         | 워릭 백작 리처드 네빌         | 워릭 백작 리처드 네빌 | 워릭 백작 리처드 네빌 | 워릭 백작 리처드 네빌     | 워릭 백작 리처드 네빌     |                           |                           | 몬태규 후작 존 네빌       | 몬태규 후작 존 네빌       | 몬태규 후작 존 네빌 | 몬태규 후작 존 네빌 | 몬태규 후작 존 네빌 | 몬태규 후작 존 네빌 |  |  | 나폴리 왕녀 마거릿 드 앙주 | 나폴리 왕녀 마거릿 드 앙주 | 나폴리 왕녀 마거릿 드 앙주 | 나폴리 왕녀 마거릿 드 앙주 | 나폴리 왕녀 마거릿 드 앙주        | 나폴리 왕녀 마거릿 드 앙주        |                                   |                                   | 잉글랜드 국왕 헨리 6세            | 잉글랜드 국왕 헨리 6세            | 잉글랜드 국왕 헨리 6세 | 잉글랜드 국왕 헨리 6세 | 잉글랜드 국왕 헨리 6세       | 잉글랜드 국왕 헨리 6세       |                              |                              | 리치먼드 백작 에드문드 튜더  | 리치먼드 백작 에드문드 튜더  | 리치먼드 백작 에드문드 튜더 | 리치먼드 백작 에드문드 튜더 | 리치먼드 백작 에드문드 튜더 | 리치먼드 백작 에드문드 튜더 |                             |                             |                             |                             |                             |                             | 리치먼드 백작부인 마거릿 보퍼트 | 리치먼드 백작부인 마거릿 보퍼트 | 리치먼드 백작부인 마거릿 보퍼트 | 리치먼드 백작부인 마거릿 보퍼트 | 리치먼드 백작부인 마거릿 보퍼트 | 리치먼드 백작부인 마거릿 보퍼트 |                       |                       | 서머싯 공작 헨리 보퍼트 | 서머싯 공작 헨리 보퍼트 | 서머싯 공작 헨리 보퍼트 | 서머싯 공작 헨리 보퍼트 | 서머싯 공작 헨리 보퍼트     | 서머싯 공작 헨리 보퍼트     |                             |                             | 서머싯 공작 에드문드 보퍼트 | 서머싯 공작 에드문드 보퍼트 | 서머싯 공작 에드문드 보퍼트 | 서머싯 공작 에드문드 보퍼트 | 서머싯 공작 에드문드 보퍼트 | 서머싯 공작 에드문드 보퍼트 |  |  |  |  |  |  |  |  |  |  |  |  |  |  |  |  |  |  |  |  |  |  |  |  |  |  |  |  |  |  |  |  |
|                          |                          |                          |                          |                          |                          |  |  |                                     |                                     |                                     |                                     |                                     |                                     |                             |                             |                             |                             |                            |                            |                                        |                                        |                                        |                                        |                                        |                                        |                           |                           |                           |                           |                           |                           |                                   |                                   |                                   |                                   |                                   |                                   |                               |                               |                           |                           |                           |                           |                           |                           |                                   |                                   |                                   |                                   |                                   |                                   |                               |                               |                               |                               |                               |                               |                       |                       |                           |                           |                           |                           |                           |                           |                     |                     |                     |                     |  |  |                            |                            |                            |                            |                                   |                                   |                                   |                                   |                                   |                                   |                        |                        |                              |                              |                              |                              |                              |                              |                             |                             |                             |                             |                             |                             |                             |                             |                             |                             |                                 |                                 |                                 |                                 |                                 |                                 |                       |                       |                         |                         |                         |                         |                             |                             |                             |                             |                             |                             |                             |                             |                             |                             |  |  |  |  |  |  |  |  |  |  |  |  |  |  |  |  |  |  |  |  |  |  |  |  |  |  |  |  |  |  |  |  |
|                          |                          |                          |                          |                          |                          |  |  |                                     |                                     |                                     |                                     |                                     |                                     |                             |                             |                             |                             |                            |                            |                                        |                                        |                                        |                                        |                                        |                                        |                           |                           |                           |                           |                           |                           |                                   |                                   |                                   |                                   |                                   |                                   |                               |                               |                           |                           |                           |                           |                           |                           |                                   |                                   |                                   |                                   |                                   |                                   |                               |                               |                               |                               |                               |                               |                       |                       |                           |                           |                           |                           |                           |                           |                     |                     |                     |                     |  |  |                            |                            |                            |                            |                                   |                                   |                                   |                                   |                                   |                                   |                        |                        |                              |                              |                              |                              |                              |                              |                             |                             |                             |                             |                             |                             |                             |                             |                             |                             |                                 |                                 |                                 |                                 |                                 |                                 |                       |                       |                         |                         |                         |                         |                             |                             |                             |                             |                             |                             |                             |                             |                             |                             |  |  |  |  |  |  |  |  |  |  |  |  |  |  |  |  |  |  |  |  |  |  |  |  |  |  |  |  |  |  |  |  |
|                          |                          |                          |                          |                          |                          |  |  |                                     |                                     |                                     |                                     |                                     |                                     |                             |                             |                             |                             | 잉글랜드 국왕 에드워드 4세 | 잉글랜드 국왕 에드워드 4세 | 잉글랜드 국왕 에드워드 4세             | 잉글랜드 국왕 에드워드 4세             | 잉글랜드 국왕 에드워드 4세             | 잉글랜드 국왕 에드워드 4세             |                                        |                                        | 잉글랜드 국왕 리처드 3세  | 잉글랜드 국왕 리처드 3세  | 잉글랜드 국왕 리처드 3세  | 잉글랜드 국왕 리처드 3세  | 잉글랜드 국왕 리처드 3세  | 잉글랜드 국왕 리처드 3세  |                                   |                                   | 클래런스 공작 조지 플랜태저넷     | 클래런스 공작 조지 플랜태저넷     | 클래런스 공작 조지 플랜태저넷     | 클래런스 공작 조지 플랜태저넷     | 클래런스 공작 조지 플랜태저넷 | 클래런스 공작 조지 플랜태저넷 |                           |                           |                           |                           |                           |                           |                                   |                                   |                                   |                                   |                                   |                                   | 클래런스 공작부인 이사벨 네빌 | 클래런스 공작부인 이사벨 네빌 | 클래런스 공작부인 이사벨 네빌 | 클래런스 공작부인 이사벨 네빌 | 클래런스 공작부인 이사벨 네빌 | 클래런스 공작부인 이사벨 네빌 |                       |                       | 앤 네빌                   | 앤 네빌                   | 앤 네빌                   | 앤 네빌                   | 앤 네빌                   | 앤 네빌                   |                     |                     |                     |                     |  |  |                            |                            |                            |                            | 웨일스 공 웨스트민스터의 에드워드 | 웨일스 공 웨스트민스터의 에드워드 | 웨일스 공 웨스트민스터의 에드워드 | 웨일스 공 웨스트민스터의 에드워드 | 웨일스 공 웨스트민스터의 에드워드 | 웨일스 공 웨스트민스터의 에드워드 |                        |                        |                              |                              |                              |                              |                              |                              |                             |                             |                             |                             |                             |                             |                             |                             |                             |                             |                                 |                                 |                                 |                                 |                                 |                                 |                       |                       |                         |                         |                         |                         |                             |                             |                             |                             |                             |                             |                             |                             |                             |                             |  |  |  |  |  |  |  |  |  |  |  |  |  |  |  |  |  |  |  |  |  |  |  |  |  |  |  |  |  |  |  |  |
|                          |                          |                          |                          |                          |                          |  |  |                                     |                                     |                                     |                                     |                                     |                                     |                             |                             |                             |                             | 잉글랜드 국왕 에드워드 4세 | 잉글랜드 국왕 에드워드 4세 | 잉글랜드 국왕 에드워드 4세             | 잉글랜드 국왕 에드워드 4세             | 잉글랜드 국왕 에드워드 4세             | 잉글랜드 국왕 에드워드 4세             |                                        |                                        | 잉글랜드 국왕 리처드 3세  | 잉글랜드 국왕 리처드 3세  | 잉글랜드 국왕 리처드 3세  | 잉글랜드 국왕 리처드 3세  | 잉글랜드 국왕 리처드 3세  | 잉글랜드 국왕 리처드 3세  |                                   |                                   | 클래런스 공작 조지 플랜태저넷     | 클래런스 공작 조지 플랜태저넷     | 클래런스 공작 조지 플랜태저넷     | 클래런스 공작 조지 플랜태저넷     | 클래런스 공작 조지 플랜태저넷 | 클래런스 공작 조지 플랜태저넷 |                           |                           |                           |                           |                           |                           |                                   |                                   |                                   |                                   |                                   |                                   | 클래런스 공작부인 이사벨 네빌 | 클래런스 공작부인 이사벨 네빌 | 클래런스 공작부인 이사벨 네빌 | 클래런스 공작부인 이사벨 네빌 | 클래런스 공작부인 이사벨 네빌 | 클래런스 공작부인 이사벨 네빌 |                       |                       | 앤 네빌                   | 앤 네빌                   | 앤 네빌                   | 앤 네빌                   | 앤 네빌                   | 앤 네빌                   |                     |                     |                     |                     |  |  |                            |                            |                            |                            | 웨일스 공 웨스트민스터의 에드워드 | 웨일스 공 웨스트민스터의 에드워드 | 웨일스 공 웨스트민스터의 에드워드 | 웨일스 공 웨스트민스터의 에드워드 | 웨일스 공 웨스트민스터의 에드워드 | 웨일스 공 웨스트민스터의 에드워드 |                        |                        |                              |                              |                              |                              |                              |                              |                             |                             |                             |                             |                             |                             |                             |                             |                             |                             |                                 |                                 |                                 |                                 |                                 |                                 |                       |                       |                         |                         |                         |                         |                             |                             |                             |                             |                             |                             |                             |                             |                             |                             |  |  |  |  |  |  |  |  |  |  |  |  |  |  |  |  |  |  |  |  |  |  |  |  |  |  |  |  |  |  |  |  |
|                          |                          |                          |                          |                          |                          |  |  |                                     |                                     |                                     |                                     |                                     |                                     |                             |                             |                             |                             |                            |                            |                                        |                                        |                                        |                                        |                                        |                                        |                           |                           |                           |                           |                           |                           |                                   |                                   |                                   |                                   |                                   |                                   |                               |                               |                           |                           |                           |                           |                           |                           |                                   |                                   |                                   |                                   |                                   |                                   |                               |                               |                               |                               |                               |                               |                       |                       |                           |                           |                           |                           |                           |                           |                     |                     |                     |                     |  |  |                            |                            |                            |                            |                                   |                                   |                                   |                                   |                                   |                                   |                        |                        |                              |                              |                              |                              |                              |                              |                             |                             |                             |                             |                             |                             |                             |                             |                             |                             |                                 |                                 |                                 |                                 |                                 |                                 |                       |                       |                         |                         |                         |                         |                             |                             |                             |                             |                             |                             |                             |                             |                             |                             |  |  |  |  |  |  |  |  |  |  |  |  |  |  |  |  |  |  |  |  |  |  |  |  |  |  |  |  |  |  |  |  |
|                          |                          |                          |                          |                          |                          |  |  |                                     |                                     |                                     |                                     |                                     |                                     |                             |                             |                             |                             |                            |                            |                                        |                                        |                                        |                                        |                                        |                                        |                           |                           |                           |                           |                           |                           |                                   |                                   |                                   |                                   |                                   |                                   |                               |                               |                           |                           |                           |                           |                           |                           |                                   |                                   |                                   |                                   |                                   |                                   |                               |                               |                               |                               |                               |                               |                       |                       |                           |                           |                           |                           |                           |                           |                     |                     |                     |                     |  |  |                            |                            |                            |                            |                                   |                                   |                                   |                                   |                                   |                                   |                        |                        |                              |                              |                              |                              |                              |                              |                             |                             |                             |                             |                             |                             |                             |                             |                             |                             |                                 |                                 |                                 |                                 |                                 |                                 |                       |                       |                         |                         |                         |                         |                             |                             |                             |                             |                             |                             |                             |                             |                             |                             |  |  |  |  |  |  |  |  |  |  |  |  |  |  |  |  |  |  |  |  |  |  |  |  |  |  |  |  |  |  |  |  |
|                          |                          |                          |                          |                          |                          |  |  |                                     |                                     |                                     |                                     |                                     |                                     | 잉글랜드 국왕 에드워드 5세  | 잉글랜드 국왕 에드워드 5세  | 잉글랜드 국왕 에드워드 5세  | 잉글랜드 국왕 에드워드 5세  | 잉글랜드 국왕 에드워드 5세 | 잉글랜드 국왕 에드워드 5세 |                                        |                                        | 요크의 엘리자베스                      | 요크의 엘리자베스                      | 요크의 엘리자베스                      | 요크의 엘리자베스                      | 요크의 엘리자베스         | 요크의 엘리자베스         |                           |                           |                           |                           |                                   |                                   |                                   |                                   |                                   |                                   |                               |                               |                           |                           |                           |                           |                           |                           |                                   |                                   |                                   |                                   |                                   |                                   |                               |                               |                               |                               |                               |                               |                       |                       |                           |                           |                           |                           |                           |                           |                     |                     |                     |                     |  |  |                            |                            |                            |                            |                                   |                                   |                                   |                                   |                                   |                                   |                        |                        |                              |                              |                              |                              |                              |                              |                             |                             |                             |                             | 잉글랜드 국왕 헨리 7세 튜더 | 잉글랜드 국왕 헨리 7세 튜더 | 잉글랜드 국왕 헨리 7세 튜더 | 잉글랜드 국왕 헨리 7세 튜더 | 잉글랜드 국왕 헨리 7세 튜더 | 잉글랜드 국왕 헨리 7세 튜더 |                                 |                                 |                                 |                                 |                                 |                                 |                       |                       |                         |                         |                         |                         |                             |                             |                             |                             |                             |                             |                             |                             |                             |                             |  |  |  |  |  |  |  |  |  |  |  |  |  |  |  |  |  |  |  |  |  |  |  |  |  |  |  |  |  |  |  |  |
|                          |                          |                          |                          |                          |                          |  |  |                                     |                                     |                                     |                                     |                                     |                                     | 잉글랜드 국왕 에드워드 5세  | 잉글랜드 국왕 에드워드 5세  | 잉글랜드 국왕 에드워드 5세  | 잉글랜드 국왕 에드워드 5세  | 잉글랜드 국왕 에드워드 5세 | 잉글랜드 국왕 에드워드 5세 |                                        |                                        | 요크의 엘리자베스                      | 요크의 엘리자베스                      | 요크의 엘리자베스                      | 요크의 엘리자베스                      | 요크의 엘리자베스         | 요크의 엘리자베스         |                           |                           |                           |                           |                                   |                                   |                                   |                                   |                                   |                                   |                               |                               |                           |                           |                           |                           |                           |                           |                                   |                                   |                                   |                                   |                                   |                                   |                               |                               |                               |                               |                               |                               |                       |                       |                           |                           |                           |                           |                           |                           |                     |                     |                     |                     |  |  |                            |                            |                            |                            |                                   |                                   |                                   |                                   |                                   |                                   |                        |                        |                              |                              |                              |                              |                              |                              |                             |                             |                             |                             | 잉글랜드 국왕 헨리 7세 튜더 | 잉글랜드 국왕 헨리 7세 튜더 | 잉글랜드 국왕 헨리 7세 튜더 | 잉글랜드 국왕 헨리 7세 튜더 | 잉글랜드 국왕 헨리 7세 튜더 | 잉글랜드 국왕 헨리 7세 튜더 |                                 |                                 |                                 |                                 |                                 |                                 |                       |                       |                         |                         |                         |                         |                             |                             |                             |                             |                             |                             |                             |                             |                             |                             |  |  |  |  |  |  |  |  |  |  |  |  |  |  |  |  |  |  |  |  |  |  |  |  |  |  |  |  |  |  |  |  |
|                          |                          |                          |                          |                          |                          |  |  |                                     |                                     |                                     |                                     |                                     |                                     |                             |                             |                             |                             |                            |                            |                                        |                                        |                                        |                                        |                                        |                                        |                           |                           |                           |                           |                           |                           |                                   |                                   |                                   |                                   |                                   |                                   |                               |                               |                           |                           |                           |                           |                           |                           |                                   |                                   |                                   |                                   |                                   |                                   |                               |                               |                               |                               |                               |                               | 튜더 가               |                       |                           |                           |                           |                           |                           |                           |                     |                     |                     |                     |  |  |                            |                            |                            |                            |                                   |                                   |                                   |                                   |                                   |                                   |                        |                        |                              |                              |                              |                              |                              |                              |                             |                             |                             |                             |                             |                             |                             |                             |                             |                             |                                 |                                 |                                 |                                 |                                 |                                 |                       |                       |                         |                         |                         |                         |                             |                             |                             |                             |                             |                             |                             |                             |                             |                             |  |  |  |  |  |  |  |  |  |  |  |  |  |  |  |  |  |  |  |  |  |  |  |  |  |  |  |  |  |  |  |  |

출처:

## 배경

### 1. 13-14세기 유럽의 변화와 영국의 정세
13세기말, 근대적 형태의 주권 국가가 나타나려는 징후가 있었다. 이전 시기의 중복되는 사법권은 점차 일원화되어가고 대부분의 지역에서 권위를 행사하는 하나의 정부가 있었다. 보니파키우스와의 투쟁에서 에드워드 1세와 필립 4세는 주권의 특질을 가진 것들 즉 외부세력으로부터의 완전한 독립, 왕국의 모든 이들에 대해 과세하고, 재판하고, 법을 제정할 수 있는 권위들을 주장하였다. 이런 권리들은 교황과의 투쟁에서 주장되었고 프랑스와 영국의 성직자들조차 왕을 충실하게 지지하였고 왕의 결정을 받아들였다. 그러나 이런 새로운 형태의 정치권력으로의 이행이 가속화되어 갈 시점에서 그 이행이 중단되게 되었다. 14․15세기 동안에 세속 정부는 내부분쟁과 대외전쟁으로 약화되었다.
14세기 초에 영국과 프랑스는 주권 국가의 등장에 필요한 모든 특징들, 즉 크기, 통일, 안정된 왕조를 갖고 있는 유일한 국가였다. 그러나 영국, 프랑스 왕들은 14세기의 경제적 문제들을 제대로 이해하지 못했고 경제적 불황에 대한 치유책을 찾지 못했다. 주요한 수입원이었던 농업 생산은 계속되었으나 나쁜 기후 때문에 정체되거나 오히려 감소했다. 따라서 개인이나 국가의 수입을 증가시키는 유일한 방법은 이웃의 것을 빼앗는 것이었다. 그래서 프랑스와 영국은 그 세기의 대부분을 서로 전쟁을 했다. 귀족들은 이익이 되는 관직을 차지하기 위해 음모를 꾸몄고 그들의 왕에 대해 반란을 일으켰다. 그리고 무거운 세금 때문에 하층민들은 언제나 불만에 차 있었고 반항적이었다. 영국과 프랑스왕들의 목표는 왕국의 모든 특권계급과 지역들을 왕권에 복속시키고, 약한 변경의 공국들을 합병하는 것이었다. 신민들에게 정복 전쟁을 위한 과세가 부과되었고 정복은 새로운 재정수입원을 가져다 주었다. 성직자, 귀족, 도시인들은 자신들의 특권이 왕의 요구로부터 자신들을 지켜줄 수 없다는 것을 인정해야 했다. 왕국에서의 특권집단에 대한 공격은 부지불식간에 주변의 약한 세력에 대한 공격으로 연결되었다.
이러한 상황은 에드워드 3세가 스코틀랜드를, 필립 6세은 플랑드르를 병합하려고 했을 때 상대를 과소평가했다는 것을 깨닫게 했다. 스코틀랜드인들과 플랑드르인들은 필사적으로 저항했고 에드워드 3세와 필립 6세은 자신들이 장기적이고도 많은 비용이 드는 전쟁에 말려들게 되었다는 것을 알게 되었다. 말년에 에드워드와 필립은 위험한 딜레마에 빠졌음을 알게 되었다. 그들이 세금을 부과한다면 폭동이 일어날 위험에 빠지게 될 것이고 세금은 부과하지 못한다면 그들의 정복 정책은 실패로 끝날 수밖에 없었다. 이런 상황은 특권 계급에게 현재의 실정을 설명해 주고 그들의 의견을 조정할 필요성이 증가하였다. 성직자들과 귀족들의 특권에 대한 공격, 중앙 정부의 강화, 왕의 권위에 대한 새로운 개념이 모든 것들을 설명하고 인정되어야 했다. 반복되는 무거운 세금을 성직자, 귀족, 도시인들의 동의 없이는 징수할 수 없었다.
영국은 이미 단일적 정치적 단위였고 왕의 궁정에서 이루어지는 결정들은 왕국 전역에 걸쳐 적용되었다. 특권 계급의 대표들을 중앙의 회의에 소집하는 의회가 이미 이용되고 있었다. 에드워드는 그가 일으킨 전쟁이 그에게 더 압박을 줌에 따라 에드워드는 의회의 성원을 늘리고 의회를 그의 정책을 설명하고 과세에 대한 동의를 얻는 장으로 삼고 점점 더 빈번하게 사용하였다. 영국 정부에서 의회를 영국 정부의 필수 기구로 만들면서도 에드워드는 그의 권력을 양보할 생각이 전혀 없었고 정책에 관한 한 언제나 주도권을 잡았다. 그러나 에드워드가 만든 의회는 그의 나약한 계승자들에게는 위험스러운 기구가 되었다. 강력한 왕들은 정책에 관한 모든 것을 하나의 기구에 집중시킴으로써 시간과 노력을 줄일 수 있었지만 이런 기구는 귀족이 반대를 제기할 수 있는 장소였다. 정부의 많은 일들이 의례적으로 의회의 최종적인 승인을 받는 절차를 거쳤기에 귀족들은 의회를 통제함으로써 정보를 통제하려고 하였다.
에드워드 3세의 사후, 귀족들의 반란이 일어났다. 크게 성공하지는 못했지만 왕은 귀족의 지지가 필요하다는 것을 알게 되었다. 귀족들은 신민들을 중립적인 태도에 서게 했고 왕들은 귀족들에게 고위 관직을 주어야 했다. 왕들은 그들의 충성을 유지하기 위해 토지나 연금으로 보수를 주어야 했고 귀족과 기사들의 군사적 봉사에 의존해야만 했다. 귀족에 의해 소집되고 왕실재정에서 급료를 받는 군대로 이루어졌다. 이들은 종종 왕보다 자신들의 지휘관에게 더 충성했고 이들은 반란이나 내란에 이용될 수 있었다. 귀족들은 부와 권력을 얻기 위해 중앙 정부를 통제하려고 했다. 귀족들의 반란, 반란이 성공한 이후 귀족들 사이의 분쟁, 왕과 귀족의 한 당파 사이의 동맹, 왕권의 일시적인 회복, 새로운 귀족의 반란 등으로 정치는 극도로 혼란한 상태에 빠졌다. 1307년에서 1485년 사이에 영국에서는 9명의 왕들 중에서 6명이 퇴위당하고 5명은 살해당했다(에드워드 2세, 리처드 2세, 헨리 6세, 에드워드 5세, 리처드 3세). 에드워드 4세는 퇴위되었다가 다시 왕위를 되찾았다. 프랑스에서의 실패는 영국에서 장미전쟁으로 이어졌다. 토지와 좋은 관직을 차지하기 위해 서로 왕가의 어느 가문이 더 정당한 왕위계승권을 갖고 있나를 결정하는 전쟁으로 이어지게 된 것이다.

### 2. 교황권의 쇠퇴
70여년에 걸친 교황의 아비뇽 유수(1309~1378)는 교황의 권위로 더욱 실추시켰다. 클레먼트 5세(1305~14)는 교황 우위에 있어서의 프랑스 시대의 문을 열었다. 영국왕의 프랑스 신민으로 부르도우의 주교인 클레멘트는 필립 4세의 지지를 받은 타협적 선택을 했다. 그는 보니파키우스 8세를 견책했고, 템플 기사단을 정죄하고 결국 해체시켰는데 이는 그들의 재산을 원했던 필립 4세의 주장에 따른 것이었다. 아비뇽 교황들에 의해 교황치정의 중앙집권화는 증대하고 교황의 세금은 확장되었다. 건물 경비와 운영비는 더 많은 수입을 필요로 했고 기대세(미래에 수혜가 많은 자리를 약속받는데 대한 지불금), 사례비(교황의 봉공에 대한 사례), 첫 해 수입의 헌납(수혜받은 첫 해 수입의 일정량을 바침), 이 외에도 성직록의 1/10세, 법정수수료, 감사헌금 등이 세금원의 개발로 충당했다.
서방대분열은 40여년 동안 서방기독권을 나누어 놓았다(1378~1417). 각 교황은 각자 다른 계승자로 이어져서 서로 다른 승계를 계속했다. 경쟁적인 ‘교황들’에 대한 지지는 국가계열을 따랐다. 아비뇽 교황들은 프랑스와 스코틀랜드, 카스틸과 프랑스 동맹국들의 지지를 받았다. 로마 교황은 영국인, 포르투갈인, 플란더즈인과 대부분의 이탈리아인 및 게르만인의 지지를 받았다. 이런 것들이 교황권에 대한 치명적인 훼손을 낳았다. 혼란과 혼돈이 상충하는 교황들과 이중의 임명권 행사로부터 생겼다. 세속군주들은 그들에게 의존하는 교황으로부터 새로운 특전들을 빼앗아냈다.
1417년부터 1537년에 이르는 기간의 교황들은 대부분 왕후출신이거나 인문주의자인 교인들로 주로 채워졌다. 이 시대의 대부분의 교황들은 교회를 물질적으로나 영적으로 회복시키려고 주력하였다. 마틴 5세(1417~31)는 분열을 종식시키고 로마의 건국재건을 시작하였다. 유게네 4세(1431~47)는 회의를 바슬(basle)로부터 페라라, 프로렌스, 로마를 옮기며 소집했다. 이는 후스 추종자들과의 문제를 일단락 짓고 비잔틴과 재결합하는 것 같았다. 니콜라스 5세(1447~55)는 바티칸 도서관을 다시 세우고 유명한 르네상스 후원자가 되었다. 전에 인문주의자였던 피오 2세(1471~84)는 성직자회의 이론을 정죄하는 칙서 Execrabilis(증오서,1460)를 발표했다. 식스투스 4세(1471~84)와 알렉산더 6세(1492~1504)같은 다른 교황들은 그들의 행정에서 족벌정책을 추구했다. 또한 영적인 영역에서 르네상스 교황들은 교황의 대권과 신앙의 기탁을 주장했다. 선교활동을 지원했고 어떤 분야에서는 온건한 개혁을 하고 르네상스의 보다 낳은 국면들의 후원자가 되었다.
중세 후기에 일어난 혁명적인 이론과 운동은 중세의 기독교를 흔들어 놓기 시작했다. 피에르 뒤부아의 「성지의 회복」에서 교회의 영적 우위를 인정했으나, 교회의 세속사에 대한 군주의 통어를 주장했고, 피두아 마르시그리오의 「평화의 수호자」에서 국가와 교회의 권위는 모든 인민의 의지로부터 나온다고 주장했다. 교회는 민주적 사회로 신앙인들의 연합체라고 했고 인민을 대표하는 일반공의회는 교황보다 우위에 있으며, 그는 단지 일종의 대통령같은 존재라고 했다. 성자자회의 운동은 이를 사상의 일부를 채택히 교회헌법에 도전했다. 그리고 기독교의 합리적 기반인 추상적 보편개념을 부인한 오캄주의나 직접적인 신에의 경험을 강조한 신비주의는 교회와 규율을 파괴하게 되었다. 또한 중세 후기의 발효로부터 이단들은 기존의 교회조직과 실행들을 공격하였다. 존 위클리프는 성직자들의 부와 사치스런 생활에 대한 공격으로부터 시작해 종국에 교회의 위계적 구성, 교황의 우위, 주교의 권위를 부인했다. 그는 성서의 개인적 해석을 주장하고 일부 성찬례를 거부했다. 위클리프의 추종자들, 롤라드 또는 “가난한 성직자들”은 그의 교리에 대한 설교를 계속했다. 영국에서 발호한 영국 프로테스탄트인 위클리프와 더불어 보헤이마에서 후스주의자의 추종자인 존 후스는 위클리프의 가르침을 받아들였고 그 후에 후스의 운동은 게르만 지배에 대항하는 민족적 저항이 되었다. 후스가 콘스탄스공의회에 의해 처형된 후(1415) 이 운동은 20여년 간의 피비린내 나는 전쟁으로 발전하였다. 형식상의 효율성을 지나치게 확신하고 때로 미신적이거나 염세적이기까지 했다. 많은 성자와 축복 받은 사람들이 이 시대에 살았고 당시의 민간인이나 종교인들의 다수가 선한 종교개혁을 바라고 있었으며 높은 수준의 경건 생활을 했다.

### 3. 영국의 부 축척 방식의 변화
중세 말 잉글랜드의 부는 토지였는데, 토지 경작에 대부분의 영국인들이 종사하였다. 그들은 곡물을 기르고 낙농품을 생산하였으며, 가축을 돌보았다. 영국에서 가장 중요한 산업이었던 직물은 토지에 간접적인 기반을 두고 있었는데, 종종 대규모의 양떼로부터 유럽에서 가장 질 좋은 양모를 생산하고 있었다.
그러나 금융서비스와 상업서비스 부분으로부터 당시의 경제는 거의 얻는 것이 없었다. 에드워드 1세와 에드워드 3세는 이탈리아 회사들에게 진 전쟁채무의 변제를 늦추고 있었는데도 불구하고 헐 출신의 라 포울 가문을 제외하고 런던에 지점을 두 이탈리아의 국제적 은행가들과 경쟁할 수 있는 영국상인들은 거의 없었다. 영국 상선은 연안을 제외하고는 일반적으로 외국의 선박수송에 의해서 눌리고 있었다. 그러나 가스코뉴의 포도주와 모직물을 저지대 국가들로 해상 운송하는 것은 점차 영국상인들의 수중에 들어오게 되었고, 점차 영국선박들이 장악하게 되었다.
촌락 주변에 흩어진 시장과 장의 숫자가 많아졌고 소규모 도시와 촌락의 대부분이 그들의 시골 배후지와 통합되는데, 그것이 부유한 주민들이 길드에 가입하고 도시주택을 사거나 임대하여 도시 관직을 차지하는 등 도시 생활에서 얼마간의 역할을 수행했다. 일부 항구를 포함하여 소수의 도시는 더 커졌고, 더 넓은 사업권을 가졌다.
이같은 부에서 개인과 단체 그리고 국왕의 분쟁이 일어났다. 최대의 지주는 속인 대영주들, 주교들과 수도원들, 그리고 다른 종교단체들이었다. 1300년대에 그들은 전 세기의 인구팽창을 창출된 시장 붐을 통하여 여전히 상당한 이득을 얻고 있었고, 물가가 오르고 토지수입이 상당했다. 그리기 때문에 영주들은 그들의 영지를 직접 경영하였으며, 효율적인 경영에 개인적인 관심을 가졌다. 그들은 토지보유 농민들로부터 높은 지대를 짜내고 장원법정에서 보유지에 부과한 의무를 세심하게 기록하는 등 가능한 한 그들의 권리를 주장했다. 그같은 토지재산이 귀족들의 정치적이며, 행정적인 영향력, 그리고 사회적인 영향력의 토대였다.
모든 사람들 가운데 왕이 최대의 지주였는데, 그것은 에드워드 1세가 웨일즈 공국을 획득하고 1399년에 랭커스터가의 영지들이 왕령지에 통합되기 이전에도 역시 그러했다. 에드워드 1세와 그의 계승자들 치하에서 세금의 증가를 통하여 왕은 개개인의 토지소유주와 상인들로부터 부를 끌어낼 수 있었다. 특히 전쟁이라는 최우선 사업을 위하여 왕은 신민들의 재산과 인내심을 크게 의존할 수밖에 없었다. 만약 신민들의 부가 성장을 멈춘다면, 또는 개인과 단체의 번영이 위축된다면 왕이 수행해야만 하는 비상한 임무들은 결국 그가 택할 수 있는 수단의 한계를 넘어설 것이고, 신민들의 인내심도 위험수위에 다다를 것이었다.
14세기 중엽에 이르기까지 번영했던 집약농업 시대가 거의 지나갔다. 물가는 내리고 있었고, 시장을 위한 경작도 수익이 줄고 있었다. 임금은 오르고 있었는데 수공업자들보다 농업노동자들의 임금이 더 올랐다. 대규모 농업경영이 매력을 상실하고 있었던 주요한 이유는 인구붐이 끝나고 급속도의 인구하락이 시작한 데 있었다. 흉작과 흑사병, 빈곤, 기아, 사망률 상승이 이용할 수 있는 노동자 수를 줄게 하자 임금이 올랐다. 인구가 줄자 식품과 식량에 대한 수요가 줄었고 물가도 따라서 하락했다.
처참한 죽음에서 살아남았던 사람들에게 14세기 말과 15세기 동안의 삶은 그 이전과는 달라졌다. 많은 농민들에게 그 때는 기회와 야망, 풍요의 시대가 되었다. 농민들은 축소된 노동시장에서 몇 세기 동안의 무능을 떨쳐버리고 지대를 낮추도록 빈번히 압력을 가할 수 있었으며, 또 자신의 고용에 대한 더 나은 임금을 주장할 수 있었다. 그리하여 물가폭락과 함께 그들의 생활수준도 향상되었다. 더 성공적이고 야심 많은 농민들은 새로운 토지를 임차했고 여분의 현금을 그들 동료들에게 대부하는 방식으로 투자하였다. 반면에 토지 소유자들은 심각한 어려움에 직면하고 있었다. 밀과 양모 그리고 기타 상품의 시장생산에서 수익이 줄었고, 잉글랜드의 경작지 면적이 축소되었으며, 농업투자가 줄어들었다. 임금과 다른 비용이 올랐으며 번성하는 농민들에게 임대지로 임대하기 위해 집약농업 기술을 포기하는 것이 현명한 것 같았다. 토지소유자들은 고통스럽게 이에 적응해야 했으며 여러 가지 반응을 나타냈다. 보수적인 성향을 가진 교회영주들은 포함한 일부 영주들은 남아있는 보유농들에 대하여 그들의 지배력을 유지하기 위해 고압적인 방법을 사용하였고, 심지어는 억압과 강탈을 자행하였다. 일부 영주들은 그들의 수입을 유지하기 위해 그들의 영지를 무자비하게 수탈했다. 또 다른 영주들은 15세기 후반에 그들 영지의 수익성을 개선하기 위해 더욱 효과적인 경영법을 채택했다. 그렇지만 그 밖의 다른 사람들은 방목과 경작을 위해 들과 공동지를 인클로즈하는 것이 불안정한 지대를 보강하는, 비용이 적게 들며 대안적인 하나의 방법이라고 생각했다. 인클로져는 15세기 후반에 특히 북부와 서부에서 활발히 진행되었다. 대소 영주들은 다같이 하나의 집단으로서 게으르고, 흑사병 이후에는 추가임금 없이는 일하려 하지 않는 피고용자들의 못된 짓을 억제하기 위해 행동했다. 임금을 흑사병 이전의 수준으로 되돌리고 해방된 노동력의 유동을 억제하기 위해 에드워드 3세가 공포한 왕령(1349)은 재빨리 의회제정법으로 바뀌었다. 더욱이 상당한 지위에 있던 대영주나 젠틀맨에게는 그가 이용할 수 있는 보충적인 부의 원천이 있었는데 그것은 토지와 돈, 그리고 가문상속, 많은 재산을 가진 상속녀와 부유한 미망인과의 운좋은 결혼 등이었다. 다른 사람들은 특히 전쟁시의 왕에게 봉사함으로써 전쟁의 수익으로 번영했다.
14세기 잉글랜드에서 경제적 ․사회적․정치적․군사적 긴장들이 누적된 결과로는 농민반란(1381)에서 가장 생생하게 드러난다. 1381년의 농민반란(와트 타일러의 난)은 농민반란의 격렬함과 범위, 그리고 광범위한 호소력이라는 점에서 특별한 것이었으나, 근본적인 성격에서는 그렇지 않았다. 그 성격은 뒤따라 일어난 다른 모반과 봉기들에게서도 마찬가지로 나타난 것이다. 농민반란의 결과로는 그 동안 정부가 강력히 주장하던 노동자 법령을 14세기 말에 폐지하고 임금 문제를 협조적으로 조정하는 일을 담당하는 치안 판사를 정부가 파견하도록 하는 데에서 조금이 변화가 일어났다.

## 원인

### 역사적 기원
플랜타제넷(Plantagenet)왕가는 프랑스의 앙주에서 시작된 왕실이다. 이 왕가는 1154년 당시 무정부시기에 헨리 2세가 즉위하면서부터 리차드 3세가 전투에서 사망한 1485년까지 영국제국을 차지했던 가문이다.
해당 가문에서 즉위한 왕들은, 종종 재정적 및 군사적 지원에 대한 대가로 왕권을 제한하는 대헌장과 같은 협상을 진행하여야 하였다. 왕은 더 이상 국가에서 재판권, 전쟁의 특권 등을 소유한 절대 군주로 간주되지 않았고 국가는 정교한 사법 제도에 의해 운영되면서 왕국 역시 권력 행사 의무를 사법적으로 정의하였다. 프랑스, 스코틀랜드, 웨일스, 아일랜드와의 갈등과 영어를 기본 언어로 설정함으로써 뚜렷한 국가적 정체성이 형성되었다.
14세기에 플랜타제넷가는 백년 전쟁에서 패했으며 사회적, 정치적, 경제적인 위기에 직면하였다. 자유권을 억압받던 민중의 반란이 빈번하게 발생하였으며 영국 귀족들은 용병을 사들였으며 헨리 6세에게 공개적으로 위협을 가했다.
이러한 사회적으로 혼란한 시기에, 영국 통치 가문이었던 플랜타제넷가는 가문 내 분열이 발생하였다. 플랜타제넷가문 내 요크와 랭커스터에 각각 지리적인 기반을 두고 있는 두 분파 사이의 경쟁은 장미전쟁을 일으켰으며, 영국 왕위 계승을 위한 수십 년간의 싸움이 발생했다.
장미전쟁의 갈등 세력
- 백장미(요크가문을 상징)
- 붉은 장미(랭커스터가문을 상징)

### 바스타드 연방주의 (Bastard Federalism)
1327년부터 1377년까지 영국을 통치한 에드워드 3세는 "the Black Prince"라고 불리는 우드스톡의 에드워드, 앤트워프(Antwerp)의 리오넬(Lionel), 곤트(Gaunt)의 존(John), 랭글리(Langley)의 에드먼드(Edmund),  우드스톡(Woodstock)의 토마스(Thomas), 총 5명의 다섯 아들을 두었다. 그의 통치 기간 동안, 그는 그의 아들들을 위한 영지를 만들었다. 1337년에 에드워드를 위한 콘월,  그리고 1362년에 리오넬을 위한 클래런스와 존을 위한 공작을 만들었다. 리처드 2세의 통치 기간인 1385년 에드먼드와 토마스는 각각 요크와 글로스터공작이 되었다. 1337년 콘월 공국이 세워지기 전까지, 공작들은 군주에 의해서 어떤 사례에 대해서도 지위를 수여받은 적이 없었으며, 그들의 기원은 현 왕권에 견줄만한 세력으로, 강력한 새로운 영국 귀족 계층의 시초가 되었다. 새로운 공작들은 에드워드의 아들들과 그들의 상속인들에게 주권자나 국가로부터 독립적인 추정 소득을 제공했기 때문에 그들이 그들 자신의 사적인 군대를 설립하고 유지할 수 있도록 허용했다.
시간이 지나면서, 이 공작들은 1885년 역사학자 찰스 플러머(Charles Plummer)에 의해 형성되어 플러머의 동시대 학자인 윌리엄 스터브스(William Stubbs)에 의해 확장된 개념으로서 다소 논쟁이 있는 용어지만, 소위 "바스타드 연방주의(Bastard Feudalism)"로 불리는 구조에서 내재된 구조적 결함을 악화시켰다. 에드워드 1세의 통치 기간 동안, 스터브스는 징병제에 기반한 봉건적 부담금이 군주를 섬긴 거물들에 의해 병역의 대가로 왕실의 지불 시스템으로 대체된 사회 역학의 실질적인 변화를 설명한다. 따라서, 봉신들이 부를 때 군복무를 하는 대신, 그들은 그들의 수입의 일부를 그들의 영주에게 지불했고, 그들은 고용된 가신들로 빚진 서비스를 보충했다. 이 세력은 인척관계인 것으로 알려져 있다. 군주는 통치를 위해 자신을 중심으로 인척 관계에 있는 개인들의 집합을 이루게 하였으며, 이는 바스타드 연방주의의 기본적인 부분을 정의하는 요소 중에 하나이다. 비록 이 관계들은 이제는 바스타드 봉건주의 이전의 종신 혹은 봉건적 관계보다는 상호 이익을 나타내는 개인간의 관계에 의해 크게 정의되나, 당시 군주는 이러한 관계를 더 강력한 영주들을 해당 지역 내에 있는 하위 귀족들과 연결시키는 수단으로 활용했다. 결과적으로, 영주들은 이제 그들이 암묵적으로 신뢰할 수 있는 기사를 비롯한 귀족들을 결집시킬 수 있었다. 영주를 따르는, 후원 세력에게 마땅한 사회적 지위를 부여했기 때문이다. 이런 관계 형성은 종종 군주가 실제로 알고 있는 관계 수보다 많았다. 필요에 따라 인척 간 교류가 활발했고, 결집하였기 때문이다.

리처드 2세의 통치 시기에, 리처드가 증가하는 영주의 권력에 대한 균형추로서 자신의 통치 권력을 강화시키려고 노력하였으며 영주들과의 권력 투쟁이 빈번하였다. 세력이 강해진 영주들은 고트의 존과 그의 아들 헨리 볼링브로크가 리처드에게 했던 것처럼 군주의 권위에 맞서는 한편 영주의 이익을 방어할 수 있을 정도로 강력해졌다. 장미전쟁 기간 동안, 요크의 리처드와 킹메이커 워릭과 같은 불만을 품은 영주들은 헨리 6세의 권위에 성공적으로 저항하기 위해 자신의 복잡한 인척관계로 형성된 인적 네트워크를 활용했다.

### 전쟁의 원인에 대한 두 가문의 상반된 주장

#### Lancastrian(랭커스터 가문)의 주장
랭커스터 가문은 에드워드 3세의 세 번째 아들인, John of Gaunt의 후손이다. 이름은 곤트가 랭커스터 공작이라는 기본 칭호에서 유리했으며, 그의 배우자인 랭커스터의 블랑쉬의 권리로 이 이름을 사용하게 됐다. 왕좌에 대한 랭커스터 가문의 주장은 남성 혈통을 명시적으로 강조한 에드워드 3세로부터 우선권을 받았다는 것이다. 헨리 4세는 리처드 2세를 퇴위시키고 이후 왕위를 물려받을 권리를 이 주장에 근거했다. 라이오넬, 클라렌스 공작, 그러나 모티머는 그의 할머니인 필리파로부터 소유권을 물려받아 여성 계통의 후손이었다. 랭커스터 가문의 중요한 분파는 보퍼트 가문이었는데, 그의 외가(外家) 캐서린 스윈포드의 후손인 곤트 가문의 후손이었다. 원래는 사생아였으나, 나중에 곤트와 캐서린이 결혼했을 때 의회법에 의해 합법화되었다. 그러나 헨리 4세는 그들의 왕위 계승에서 제외시켰다.

#### 요크가문의 주장
요크 가문은 에드워드 3세의 생존 넷째 아들이자, 곤트의 존의 남동생인 랭글리 에드먼드의 후손이다. 이름은 1385년 그의 조카인 리차드 2세 통치 기간 동안 획득한 요크 공작이라는 랭글리의 기본 칭호에서 유래되었다. 요크가의 왕위 계승권 주장은 랭커스터의 주장과 달리 크랄렌스 공작 라이오넬의 후손인 여성 혈통에 기반을 두고 있다. 랭글리의 둘째 아들 코니스버그의 리처드는 로저 모티머의 딸이자 에드먼드 모티머의 자매인 앤 디 도티머와 결혼했다. 앤의 할머니인 클라랜스의 필리파는 앤트워프 라이오넬의 딸이었다. 14세기에는 모티머 가문이 왕국에서 가장 강력한 국경지대의 귀족가였다. 트레블리언은 "장미전쟁은 대부분 영국 왕좌와 밀접하게 관련된 위대한 영국 귀족인 웨일즈 국경에 근거지를 둔 귀족간에 벌어진 불화였다"고 서술한다.

## 경과

### 개관
새로운 요크 왕조의 국왕이 된 에드워드 4세는 결정적으로 불리한 점이 있었다. 폐위당한 왕(헨리 6세)와 그의 왕비와 왕자가 붙잡히지 않은 채 자유로운 몸으로 남아 있었던 것이다. 이들은 스코틀랜드와 프랑스에게 힘을 모을 구심점이 되었다. 그런데다가 에드워드 4세는 잉글랜드의 대영주들과 그들의 부하들로부터 폭넓은 지지를 얻지 못하였다. 워릭 백작과의 갈등에, 동생 클래런스공 조지에게 버림받았다. 에드워드 4세에게 반감을 지닌 이러한 갖가지 세력은 하나로 뭉쳐 1469년 반란을 음모했고 랭커스터 왕조의 왕비 마거리트와 거북스러운 협약을 맺게 되었다. 워릭과 클래런스, 랭커스터 가문, 요크파의 비주류는 잉글랜드로 되돌아왔고, 에드워드 4세는 그의 동맹자인 부르고뉴공에게 도망갔다. 그들은 헨리 6세를 복위시켰다. 하지만 폐위당한 에드워드는 체포되지 않았기 때문에 부르고뉴의 도움으로 군대를 모아 다시 잉글랜드로 돌아와 헨리 6세와 마거리트 왕비를 제거했다. 워릭과 글래런스, 요크 파의 비주류도 제거되었다. 에드워드 4세는 헨리 4세가 직면했던 것처럼 자신의 정통성을 확인하는 문제에 봉착했지만 그는 유능한 군주였고 그의 통치는 신민들에게 긍정적으로 받아들여졌다. 특히 그는 정부재정을 개선하는데 기여했다.
그러나 그가 어린 두 왕자만 두고 죽음으로써 다시 혼란은 시작된다. 12살 된 왕자(에드워드 5세)가 미성년으로 왕위에 오른 것은 이미 여러 차례 별 다른 어려움없이 헤쳐나왔던 경험이 있었기 때문에 그다지 문제가 될 것이 없없다. 하지만 1450년대 이래 에드워드 4세와 워릭, 클래런스가 제멋대로 거리낌없이 불법적인 행위를 자행한 것은 에드워드 5세의 즉위를 특별히 위험스러운 것으로 만들었다. 에드워드 4세는 왕국에서 그의 권위를 넓히기 위해 대부분 자신의 가문이나 아내의 우드빌(Woodville) 가문과 연관을 맺고 있던 한 무리의 대영주들(북부에서는 글로스터에게, 웨일즈에서 우드빌가문에게, 미들랜즈에서는 헤이스팅스 경에게)에게 의존했다. 에드워드가 살아있을 동안은 그들 관계가 매끄럽게 그나마 돌아갔지만, 1483년 에드워드 4세 사후 서로에 대한 불신, 특히 글로스터와 우드빌 가문의 불신은 그 지배집단을 약화시켰고 이 집단 바깥으로 밀러나 있던 퍼시가문(북부)과 버킹엄공(웨일즈 및 서부 미들랜즈)은 이것을 기회로 생각했다. 이러한 상황은 리처드가 어린 조카(에드워드 5세)의 왕위를 찬탈하고 런던탑에 감금시키게 하였다. 왕비의 남자 형제와 헤이즈팅스경을 처형하였다. 에드워드 4세와 그의 아들들이 사생아였다고 선언하고 클래런스의 자식들은 아예 무시해 버렸다. 이러한 리처드 3세의 행위는 다시 왕조전쟁이 벌어지게 하였다. 1483년 10월 에드워드 3세의 다섯째 아들 토머스의 후손이 버킹엄 공이 반란을 일으켰다. 그러나 더 성공은 거둔 것은 1485년 헨리 튜더(Henry Tutor)가 프랑스로부터 건너와 영국에 상륙한 것이었다. 그는 에드워드 3세의 아들인 존 고트의 사생아에서 비롯된 보퍼트 가문으로부터 그의 아버지에게 시집온 그의 어머니를 통해 그의 왕위계승권을 끌어냈지만 그의 주장은 빈약한 것이었다. 그럼에도 그는 1485년 8월 22일 보스워스(Bosworth)벌판에서 리처드 3세를 무찌르고 그의 목숨을 빼앗았다.

### 갈등 초기 단계(1377-1399)

#### 후계 위기

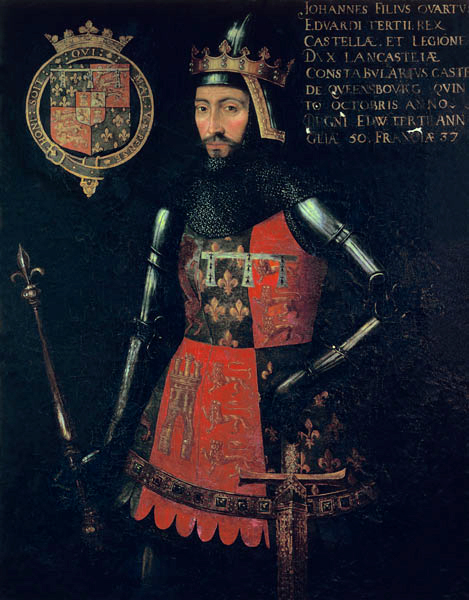
고트 존(John of Gaunt), 랭커스터가문의 창시자

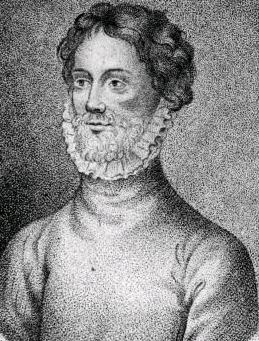
랭글리 에드먼드(Edmund of Langley), 요크가문의 창시자

Mortimer는 에드워드 3세의 사망 이후의 계승권 문제가 장미전쟁의 근본 원인이었다고 분석한다. 에드워드의 왕위 계승은 안정적으로 진행되는 듯 했으나, 그의 통치 말기에는 "직계 계승의 범위가 갑자기 좁아졌다". 에드워드 3세의 장자이자 상속인인 코너월 공작 에드워드(검은 왕자 the Black Prince Edward 라고도 함)와 클라렌스 공작 라이오넬은 각각 1376년과 1368년에 이미 사망한 상태였다. 에드워드 3세에게는 왕위를 이을 아들로서 랭커스터 공작의 존, 랭글리의 에드먼드, 그리고 우드스톡의 토마스 이렇게 세 명의 아들이 있었다.
코너윌 공작 에드워드는 리차드라는 아들이 있었는데, 당시 왕위 계승 원칙에 따라 형의 아들보다 우선권을 가졌다. 하지만 리처드는 미성년자이며, 아버지의 직계혈족이 살아있는 상황에서 에드워드 3세의 사망 시점에서 왕위를 상속할 후계자는 누가 될 지에 대한 상당한 불확실성이 있었다. 결과적으로, 에드워드는 손자 리처드를 그가 10살 때 리처드 2세로서 왕위를 계승시켰다.
최장자승계의 법칙에 따라, 리처드가 적법한 상속자가 없이 사망하면, 클라렌스 공작 리오넬의 후손들이자 에드워드 3세의 둘째 아들, 리처드의 삼촌인 앤트워프의 라이오넬의 후손들이 상속권을 갖게 된다. 클라렌스 공작은 유일한 자녀인 딸 필리파가 모티머 가문으로 시집갔으며, 그녀는 아들 로저 모티머를 낳았다. 즉 그녀의 아들인 로저 모티머는 법적으로 가장 높은 상속권을 가진다. 그러나 에드워드 3세가 1376년에 발행한 패턴트 서문에 따르면, 계승 문제가 복잡해졌다. 이 법령에 따르면 남성 직계자만을 상속권자로 한정하였다. 이는 클라렌스 공작 후손들이 여성 직계선으로부터 내려온 것이었기 때문에, 클라렌스 공작의 후손들보다 에드워드 3세의 세번째 아들인 랭커스터 공작의 존이 우선상속권을 받게 된다. 따라서 이 법령에 따르면, 리차드 2세가 합법적인 후계자 없이 죽었을 경우, 여성 직계선을 통해 기인한 앤드워트 공작의 리오넬 후손보다는 남성 직계선을 통해 기인한 에드워드 3세의 세번째 아들인 존이 우선적으로 왕위 계승권을 가졌다.

#### 리차드 2세의 통치
리차드 2세는(Richard of Bordeaux) 1377년부터 1399년에 걸친 영국 왕실의 왕이었다. 그는 웨일의 왕자로서, 에드워드(블랙 프린스라는 명칭으로 후대에 잘 알려짐)와 켄트의 존 카운티스의 아들이었다. 리차드의 아버지는 1376년에 사망했기 때문에 리차드 2세가 할아버지 에드워드 3세의 후계자로 남았으며, 후에 에드워드 3세가 사망하면서 당시 10살이었던 리차드가 왕위를 계승했다.
리차드가 왕으로서 부임 후 몇 년동안에는 여러 국가 주요 회의에서 영국의 통치는 리차드의 삼촌인 고트의 존과 우드스탁의 토마스 의 영향을 받았다. 그 당시 영국은 백년 전쟁을 비롯한 다양한 사회적 문제로 인해 혼란 시기였다. 리차드의 통치 기간 중 가장 중대한 이슈 중 하나는 1381년에 발생했던 농민 반란이었으며, 이로 인한 사회적 위기를 성공적으로 진압하는 데에 리차드 2세가 중심적인 역할을 했다. 그의 아버지나 할아버지처럼 싸움 좋아하는 성격이 아니었기 때문에 그는 백년 전쟁을 종결하는 것을 목표로 했다. 왕권을 강화시키는 것을 강조했던 리차드는 귀족의 세력을 억제하고 그의 신변 보호를 위해 사병에 의존했다. 리차드는 할아버지와 달리, 왕궁에서 예술과 문화를 중심으로 세련된 분위기를 조성하고자 했다.
이러한 그의 정책으로 리차드 2세는 통치 기간 동안 세력이 강했던 귀족과의 갈등이 증가했다. 리차드는 삼촌인 고트의 존, 랭커스터 공작으로부터 실질적인 국가권력을 소유하고 있는 그들에게서 권력을 되찾기 위해 어린 나이임에도 불구하고 상임 통치 회의 없이 통치했다. 유럽에서 실패한 군사 원정을 지원하기 위한 막대한 세금으로 1381년 농민반란을 유발하였으며, 의회가 왕의 마이클 데 라폴과 협력을 거부함으로써 리차드를 퇴위시키고자 하였다. 리차드는 정치적인 적을 제압하기 위해 그의 후계자 선정을 번복하였다.
왕의 자신의 소수 옹호 세력에 대한 과도한 의존은 불만을 유발했고, 1387년 귀족들의 모임이었던 "Appellant Lords"가 정부를 통제하는 권한을 행사했다. 1389년에 Richard는 통제력을 되찾았고, 그 후 8년동안은 갈등 세력들과 상대적인으로 조화를 유지하며 평화 통치했다.
프랑스는 에드워드 3세의 정복 활동으로 인해 많은 영토가 소실되었으며, 이로 인해 1389년 7월 찰스 6세(Charles VI)와 알렝검(Leulinghem) 간에 휴전 조약으로 불리는 평화 조약을 체결하고자 하였다. 이 평화 제안은 사실상 영국을 프랑스의 세무주의 국가로 만드는 것이었으며 당시 전쟁에 참전하고 있던 기사가 대다수를 차지하는 의회의 반대로 거절되었다. 한편 리차드는 의회의 승인을 구하지 않고 찰스와 직접 사실상의 평화를 협상하기로 결정하고 6살의 딸인 Valois의 Isabella와 결혼하기로 동의했다. Richard는 중간 평화 기간을 이용하여 그의 정치적 경쟁 세력을 벌할 기회를 가졌다. 1397년, 그는 Appellants에 대한 복수를 하여 많은 사람들을 처형하거나 추방했다. 이후 두 해를 일컬어 역사가들은 Richard의 "폭정"으로 정의한다.

#### 리차드 2세 폐위와 헨리 4세의 부임
1399년 고트의 존이 죽으면서 리처드 2세는 고트의 아들인 헨리 볼링브룩을 프랑스로 추방하고 그의 땅과 세력을 흡수했다. 1399년 5월, 리처드 2세는 아일랜드의 군사 작전을 위해 영국을 떠났고 헨리는 이 시기에 영국으로 돌아올 기회가 있었다. 헨리는 1399년 6월 작은 군대를 이끌고 영국을 침공했고, 거의 저항을 받지 않고 많은 지지를 받아 리처드를 폐위시키고 랭커스터 왕조 최초의 헨리 4세로 즉위했다. 리처드는 포로로 잡혀 굶주림으로 사망한 것으로 알려져 있지만 그의 최종 운명에 대한 의문점이 남아 있다.
리처드의 사후 평판은 윌리엄 셰익스피어의 연극 '리처드 2세'에 크게 영감을 주었다. 이 연극에서는 리처드의 폐위와 그의 비인간적인 통치가 장미전쟁의 배경이 된 것으로 그려졌다. 하지만 현대 역사학자들은 이러한 해석을 받아들이지 않고, 리처드의 폐위에 대한 책임을 면제하지는 않는다. 리처드는 아마도 19-20세기의 많은 역사학자들이 믿었던 것처럼 미쳤다는 것은 아니었겠지만, 특히 통치 말기에는 인격 장애가 나타난 것으로 보인다. 대부분의 권위자들은 리처드의 정책이 비현실적이거나 전혀 전례가 없는 것은 아니었지만, 그가 이를 실천한 방식이 정치 지도부에게 지지를 받지 못했으며 이로 인해 그는 정계로부터 외면 당했다고 보았다.

### 랭커스터 왕조 통치 시기(1399-1455)

#### 헨리 4세와 헨리 5세의 통치

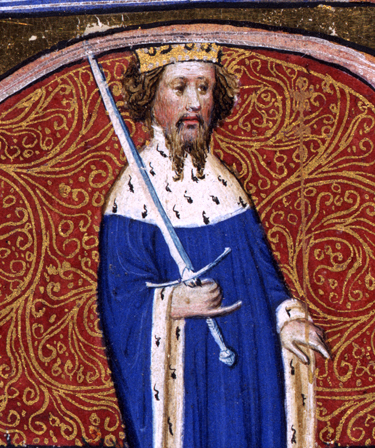
헨리 4세

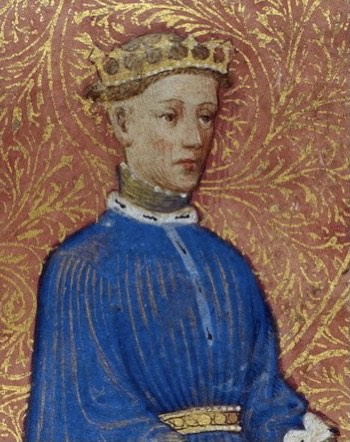
헨리 5세

헨리 4세는 왕위를 계승한 후, 1400년 존 몬타구 (John Montagu), 엑세터 공작 존 홀랜드 (John Holland), 서리 공작 토마스 홀랜드 (Thomas Holland), 글로스터 백작 토마스 데스펜서 (Thomas Despenser) 등이 "주현절 봉기(Epiphany Rising)"를 일으켜 수감 중이던 리처드 2세를 다시 왕위에 올리려 했다. 이 계획은 좌절되었으며, 4명의 공모자는 처형되었고, 리처드는 이후 포테프랙트 성에서 "미상의 원인"으로 사망했다. 이와 별도로, 웨일즈에서는 웨일즈 귀족 출신의 오와인 글린두르 (Owain Glyndŵr)이 주도하는 대규모 반란이 일어나게 되었다. 반란은 헨리의 통치기간을 넘어, 1415년까지 지속되었다. 반란 기간 동안 글린두르는 자신의 친척인 앵글시 가문인 튜더 가문의 지원을 받았는데, 튜더 가문은 이후 장미 전쟁에서 중요한 역할을 맡는 가문이다. 또한, 땅, 돈, 왕실에서의 중요 자리 차지 등 약속한 것을 받지 못한 것에 대한 불만으로 하우스 오브 퍼시(House of Percy)가 반란을 일으켰다. 하지만, 1403년 슈루즈베리 전투에서는 이 반란이 진압되었으며, 우스터는 처형되었다. 1408년 브래머 무어 전투에서 두 번째 반란이 일어났지만, 노스퍼럼버랜드가 사망하면서 실패하게 된다. 헨리는 1413년에 사망하였고, 그를 이어 아들인 몬무스 헨리가 헨리 5세로 즉위하게 된다.
헨리는 국내외에서 왕권를 공고히 하기 위해 과거의 프랑스 왕위 청구권을 방식을 부활시켰다. 그리고 Owain Glyndŵr에 대한 프랑스의 지원과 상업적 분쟁을 카수스 벨리로 사용하여, 1415년 프랑스를 침공했다. 그의 아버지의 시대만큼 반란에 시달리지는 않았지만, 프랑스 원정 전에 왕권에 대한 여러 위협들이 있었다. 이것은 Southampton Plot으로 이어졌으며, 이 일을 이끈 사람들은 Sir Thomas Grey, Henry, Baron Scrope, 그리고 Richard of Conisburgh였다. 후자는 Edmund of Langley, 1st Duke of York의 둘째 아들로, Edward III의 증손으로서 Richard II의 후계자 후보였던 조카였다. 그러나 몰티머는 이 사실을 헨리에게 알림으로써, 반란 세력이 반동을 일으키기 전에 세 사람의 주모자를 처형시켰다.
헨리는 9월 22일에 Harfleur를 점령하고, 10월 25일 Agincourt에서 프랑스를 대패하게함으로써 프랑스 귀족의 상당 부분을 모두 죽이는 대승을 거두었다. Agincourt와 헨리의 이후의 정책은 랭커스터 왕조의 정당성과 프랑스 왕위에 대한 헨리의 청구권 부활정책을 확고히 했다. 1420년, 헨리와 프랑스의 찰스 6세는 Troyes 조약을 서명했다. 이 조약은 프랑스 대왕 후계자인 찰스 왕세자를 상속권에서 배제하고, 찰스의 딸 Catherine of Valois를 헨리와 결혼시키고, 그들의 아들을 프랑스 왕위의 합법적인 계승자로 인정한다는 내용의 문서이다.
리처드 오브 요크(Richard of York)는 리처드 오브 코니스버흐(Richard of Conisburgh)의 아들로, 그의 아버지가 처형당할 때 4살이었다. 리처드 오브 요크의 아버지였던 에드워드 2세 요크 공이 자식 없이 아진쿠르에서 전사한 뒤, 헨리 5세는 리처드 오브 요크가 요크 공국의 지위와 토지를 상속할 수 있도록 허용했다. 1425년, 에드먼드 모티머(Edmund Mortimer)가 자식 없이 죽게 되면서서 리처드 오브 요크는 모티머의 여동생이자 왕위 후계자로서의 권리를 물려받게 되었다.
헨리 5세는 자신의 형제들이 세례식 때문에 모두 돌아가면서 자신과 캐서린이 가진 랭커스터 가문의 왕위 계승권이 확실하다고 생각했다. 1421년 12월 6일, 캐서린은 아들 헨리를 출산했고, 이어지는 해 8월 31일, 36살의 나이로 디센터리로 사망한 헨리 5세의 아들인 헨리 6세가 9개월 나이로 왕위를 계승했다. 헨리 5세의 남동생들은 유효한 후계자를 놓치고 사망하면서, 대안적인 랭커스터 가문 후계자는 보페르 가문(Beaufort family)밖에 없었다. 리처드 오브 요크는 자라면서 헨리 6세의 통치가 악화되는 것을 보고 왕위 계승권에 욕심을 내기 시작했으며, 경제적으로는 자신의 영지에서 얻는 수입으로 인해 왕국에서 가장 부유한 귀족이었다.

#### 헨리 6세 통치

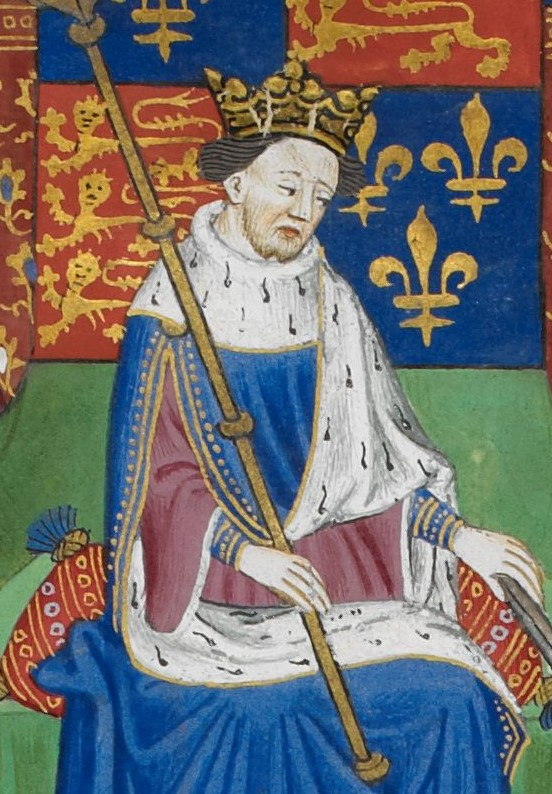
헨리 6세

헨리 6세는 어린 시절부터 고문관과 의회 세력들의 갈등에 둘러싸였던 왕이었다. 젊고, 동시대를 살았던 자신의 삼촌인 험프리 글로스터 공작은 헨리가 성인이 될 때까지 군주 보호자로 왕권을 대신 수행하고자 하였고, 자신의 이익을 위해 일반 백성들에게 자신의 인지도를 의도적으로 부각시키고자 하였다. 그러나 그는 다른 삼촌이었던 카디널 헨리 베드포드와 대립했다. 보포트는 몇 차례에 걸쳐 글로스터의 반역 혐의에 대해 중재하거나 그를 지키기 위해 그의 형이자 헨리의 명목상의 후견인인 존 베드포드 공작에게 요청했다. 해외에서 프랑스인들은 Joan of Arc 주위에 모여들었고, Orleans에서 큰 패배를 안겨주며 Patay에서 승리하여 헨리 5세가 이룬 많은 성과를 뒤집어 버렸다. 그 결과 1429년 7월 17일 Reims에서 Dauphin Charles 7세의 대관식이 열리게 되었다. 이에 대응하여, 헨리 6세는 곧 이후인 11월 6일에 7세로서 공식적으로 대관식을 받았다. 이때, 헨리의 어머니인 Catherine of Valois는 Owen Tudor와 재혼하여 두 명의 살아남은 아들을 낳았다. Edmund Tudor와 Jasper Tudor는 미래의 전쟁의 결말 단계에서 중요한 역할을 하게 되는 인물이다.
헨리는 1437년 16살이 되었을 때 성인이 되었다. 그러나 베드포드는 1435년에 이미 사망했고, 그 이후로 베어포트는 국가의 공적 업무의 대부분의 자리에서 물러나게 되었다. 이는 그가 귀족 정치의 지배적 인물인 윌리엄 드 라 폴, 서필 군 (William de la Pole, Earl of Suffolk)의 동맹자가 부상하게 된 것과 일부 관련이 있다. 베어포트와 마찬가지로, 서필 군은 프랑스 상황이 악화되는 것에 대한 군사적인 대안보다는 외교적인 해결책을 선호했으며, 이것은 폭력과 피를 싫어하는 헨리와 공감되는 입장이었다. 이에 반해 글로스터와 등장하고 있는 리처드 오브 요크는 프랑스에 대한 군사적인 대안의 계속적인 추진을 선호했다. 서필 군과 베어포트 가문은 자주 왕으로부터 많은 금전, 토지, 중요한 정부 및 군사적 지위를 받았는데, 이는 헨리가 그들의 적극적이지 않은 성향을 좋아하기 때문이었다. 이러한 이유로, 리처드는 프랑스에 대한 외교 정책을 계속 추진하는 것과, 자신과 글로스터에게 필요한 자원이 분배되지 않는 것에 대해 분노를 품게 되었다.
사우스햄튼의 윌리엄 드 라 폴, 즉 사우스햄튼 백작은 1444년 투르 조약(Treaty of Tours)을 주도해 영국과 프랑스 사이의 평화를 중재하고자 했다. 사우스햄튼은 엘자스의 주인인 안주의 마르그리트와 헨리 6세의 결혼을 성사시켰다. 안주와 메인의 중요한 땅을 얻기 위한 것이었다. 이 노력으로 인해 사우스햄튼은 백작에서 후작으로 승격됐으며, 1448년에는 공작으로 승격했다. 이 조약은 프랑스에 땅을 양도하는 조항이 있었지만, 이를 영국 대중에게 공개하지 않고 비밀로 유지하려고 했다. 헨리 6세는 이 조약을 프랑스에 요구했으며 이후 두 해 뒤인 1447년, 사우스햄튼은 글로스터 공작을 반역죄로 체포시켰다. 글로스터는 재판을 기다리는 도중 사망했으며, 당시 일부에서는 사우스햄튼이 그를 독살한 것으로 의심했다. 리처드 오브 요크는 프랑스에서의 명성을 상실하고, 멀리 떨어진 아일랜드 총독으로 파견되어 왕실의 일에 개입하지 못하게 되었다.
이 기간 동안 영국은 프랑스에서 계속해서 반전을 겪었다. 왕권의 실질 권력자인 서필드는 이러한 패배의 책임을 피할 수 없었다. 또한, 지속적인 협상을 통해 멘-앙쥬종(Maine-Anjou)을 프랑스에 넘겨줄 협의를 하지 않도록 지속적으로 노력했으나, 이런 것이 받아들여지지 않은 것을 모두 서필드의 탓으로 돌리기 시작했다. 그러나 그는 협상에서 그러한 요구를 하지 않았다고 주장했다. 1450년에는 서필드가 체포되어 런던 탑에 가둬졌으며 하원에서 탄핵을 받았다. 이에 헨리 6세가 개입하여 서필드를 5년간 추방시켰지만, 칼레에서의 강제 추방 중에 서필드는 체포되어 1450년 5월 2일에 처형되었다. 서필드 대신, 1448년에 리처드의 후임으로 프랑스 지휘관으로 임명된 헨리 부포트의 조카인 에드문드 보포트, 소며셋 공작이 프랑스와의 평화를 추구하는 부서의 지도자가 되었다. 소며셋의 정치적 입장은 비교적 불안정했다. 1449년에 다시 시작된 전쟁에서 영국의 실패한 군사 정책으로 인해 리처드의 지지자들로부터 비판을 받게 되었다. 소며셋은 헨리의 아내인 아농 마르그리트와 가까운 동맹자가 되었는데, 마르그리트는 온전히 유순한 헨리 6세를 거의 완전히 통제하고 있었다. 소며셋과 마르그리트와의 가까운 관계로 인해 두 사람이 정사를 가지고 있다는 소문이 돌기도 하였다. 실제로 1453년에 헨리와 마르그리트의 아들인 에드워드 오브 웨스트민스터가 태어날 때, 소며셋이 아버지라는 소문이 돌았다.

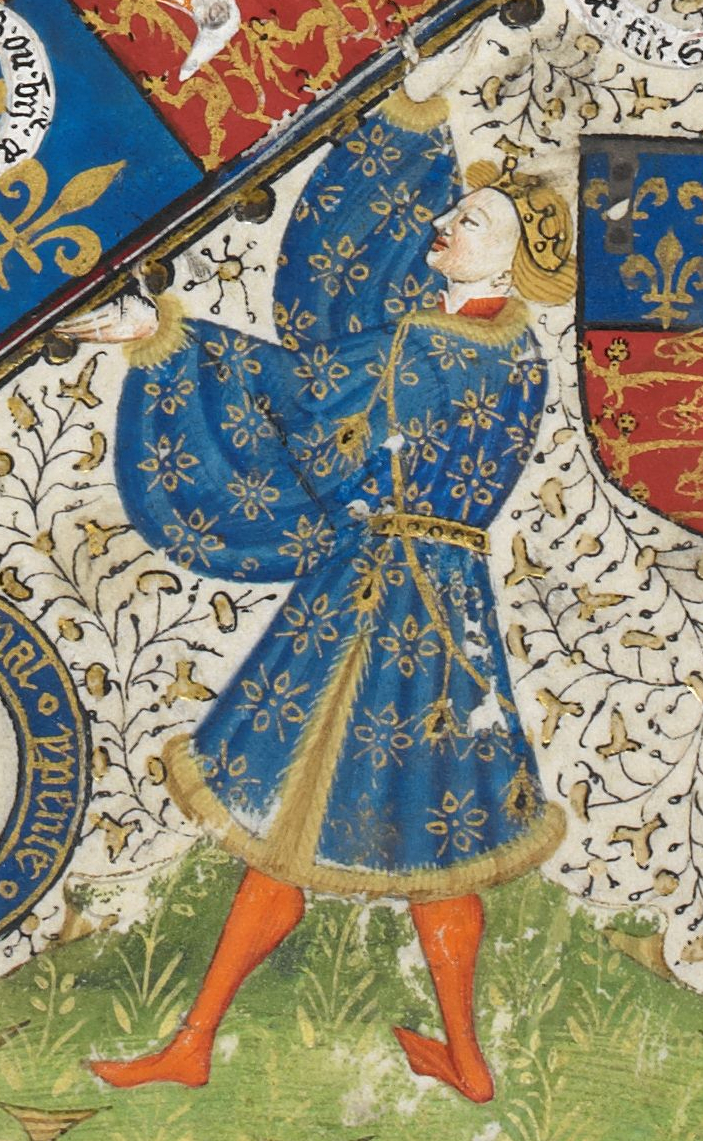
리처드 요크

1450년 4월 15일, 영국은 Formigny에서 큰 반전을 겪었으며 이는 프랑스가 노르망디를 재점령할 수 있는 기회가 되었다. 이와 동시에 켄트 지방에서는 왕실에 대한 혐오가 폭발하여 군사적인 반란이 일어나, 종종 장미전쟁의 기원으로 간주된다. 반란세력은 Jack Cade를 지도자로 삼았으며, "켄트 가난한 군중의 항의"라는 선언서를 작성하여 왕권이 금품을 취하고, 사법의 왜곡과 선거 부정을 저지르고 있다고 비난했다. 반란세력은 런던 일부 지역을 점령하며 대중 세력을 결집시켰으며, 국고 감사원장 제임스 파인스를 처형했다. 그들은 사면을 받은 것으로 알려졌지만, Cade를 비롯한 여러 주요 인물들은 이후에 처형되었다. 반란 이후, Cade와 그의 추종자들의 불만은 Richard of York가 왕권으로부터 배제된 것으로 느껴진 것과 연계하며 반란 이후 Richard of York의 개혁주의자 입장의 이유에 힘을 실었다. Richard of York는 대부분의 1452년과 1453년에 옥에 갇혀 있었는데, 그는 이 기회를 틈타 아일랜드에서 복귀하고 영국 왕실에 더 나은 행정처리를 요구했으며,  그 해 여름까지 Richard는 권력 싸움에서 패배한 것처럼 보였다.
이러한 불화 기간 동안 헨리는 본인의 일에 대해 거의 개입하지 않았다. 그는 어머니의 아버지였던 프랑스의 찰스 6세로부터 상속된 정신 질환이 나타난 증상을 보였다. 군사 문제에서 거의 지도력이 없었기 때문에, 프랑스 전장에서 영국군은 분산되고 약해져서 1450년 Formigny에서 패배하게 되었다. 헨리는 종교와 학문 문제에 더 관심이 있었으며, 그의 소극적이고 소심한 성격과, 전쟁을 원하지 않았다는 선의가 있었을지라도, 그 시대에는 효과적인 왕이 되기 어려웠다. 1453년 7월 17일, 프랑스 남부에서 영국군은 치명적인 패배를 입은 Castillon 전투에서 모든 프랑스 영토를 잃었고, 칼레의 영지를 제외하고는 모든 프랑스 영지를 잃음으로써 유럽의 권력 균형을 바꾸었고, 백년 전쟁을 종식시켰다. 아마도 이런 사실에 대한 반응으로, 헨리는 완전한 정신 붕괴를 겪었고, 그 결과 새로 태어난 아들인 에드워드를 알아볼 수 없었다. 1454년 3월 22일, 대신인 존 켐프 추기경이 사망하였으며, 헨리는 후임자를 지명할 수 없어 왕의 이름으로의 정부가 헌법적으로 불가능해졌다.
중앙 집권 체제의 약화 및 왕의 부재는 힘 있는 귀족 가문 간의 오랫동안 이어져온 불화, 특히 Percy-Neville feud 과 the Bonville-Courtenay feud를 중심으로 정치가 불안정해지면서 더욱 악화되었다. 이는 내전에 적합한 불안정한 정치 분위기를 만들었다. 나라를 다스릴 수 있도록, 총리 회의가 설립되었고, 마가렛의 항의에도 불구하고 1454년 3월 27일 리처드 오브 요크가 총리 대리와 주요 고문으로 임명되었다. 요크는 처유인 리처드 네빌을 총리로 임명하였고, 그의 대대적인 적인 헨리 퍼시, 노던버랜드 백작을 상대로 네빌을 지지했다. 네빌을 지지함으로써 요크는 중요한 동맹인 워윅 백작 리처드 네빌 16세를 얻게 되었다. 워윅은 왕국에서 가장 부유하고 강력한 대모종 중 한 가문이었다. 요크는 서머셋(Somerset)을 제거하고 그를 런던 탑에 구금시켰다.
1455년에는 헨리가 정신 장애에서 깨어나고 호전되면서, 리처드 오브 요크가 이룬 성과의 대부분을 뒤집었다. 소머셋은 석방되고 영광도 되찾았으며 요크는 궁정을 떠나 망명해야 했다. 그러나 불만을 품은 귀족들, 특히 워릭 백작과 그의 아버지인 살리즈버리 백작은 경쟁하는 요크 가문이 정부를 통제하도록 지지했다. 헨리, 소머셋 및 선발된 귀족들의 위원회는 5월 22일 레스터에서 대의원회를 개최하기로 결정했다. 그러나 소머셋의 적들이 있는 런던에서 멀리 떨어진 레스터에서 대의원회를 열기로 했다. 반역죄가 제기될 것을 우려한 요크와 그의 지지자들은 대의원회가 열리기 전에 왕족 당과 충돌하고자 세인트올번스에서 왕족 당의 길을 막을 수 있는 군대를 모았다.

### 요크 가문의 반란기(1455-1460)

#### 반란 근거지, 세인트올번스
리처드 오브 요크 3세는 대규모 군대를 이끌고 런던 남쪽으로 3,000~7,000명의 병력을 데리고 원정에 나섰으며, 1455년 5월 22일 런던 북쪽의 세인트올번스(St.Albans)에서 헨리의 2,000명 군대와 맞붙었다. 그러나 양측 전투에서 사망자는 160명 이하였지만 결정적인 요크파의 승리를 가져왔다. 헨리 6세는 요크의 군대에 포위되어 적군에게 포로로 잡혔다. 요크파의 많은 정치적 적들 중에는 에드먼드 보포트, 2세 소메르셋 공작, 헨리 퍼시, 2세 노퍽 백작, 토마스 클리포드, 8세 클리포드 남작 등이 사망했다. 헨리가 포로로 잡혀있는 동안 요크는 다시 의회에서 임시 경영자로 임명되었고, 요크파가 영향력을 되찾았다.
일시적으로 안정된 상황 덕분에 요크의 동맹자들은 빠르게 강세를 보였다. 특히, 리처드 네빌 16세 워윅 백작은 캘리스 선장으로서 영국 해협에서 반해적 작전을 수행했기 때문에 중요한 지위를 점하게 되었다. 워릭은 의회에서 요크를 보호하며, 그의 아버지였던 리처드 네빌 5세 살리즈버리 백작보다 중요한 동맹자로 자리매김했다. 캘리스 항구를 지휘하고 있었던 워릭은 영국에서 가장 큰 상주 군대를 지휘할 수 있었다. 헨리의 왕비 마르그리트는 워릭을 왕위에 대한 심각한 위협으로 여겨 그의 보급선을 끊으려고 했지만, 1457년 8월 샌드위치를 공격한 프랑스의 침공이 시작되자 마르그리트는 워윅을 지키기 위해 자금을 제공해야만 했다. 그러나 1456년 2월, 헨리는 정신력을 회복하고 다시 영국을 통치하기 시작하게 되었다. 불안정한 평화 시기에도 불구하고, 네빌과 퍼시 가문 사이에 다시 한 번 불규칙한 싸움이 일어나고 있었다.  불안정한 사회적 분위기를 수습하기 위해 헨리는 1458년 3월 25일 성 바울 대성당에서 두 가문 사이의 화해를 공개적으로 섭외했지만, 두 세력은 해산되자마자 반란 계획을 다시 시작했다.

#### 요크의 왕위 차지 시도

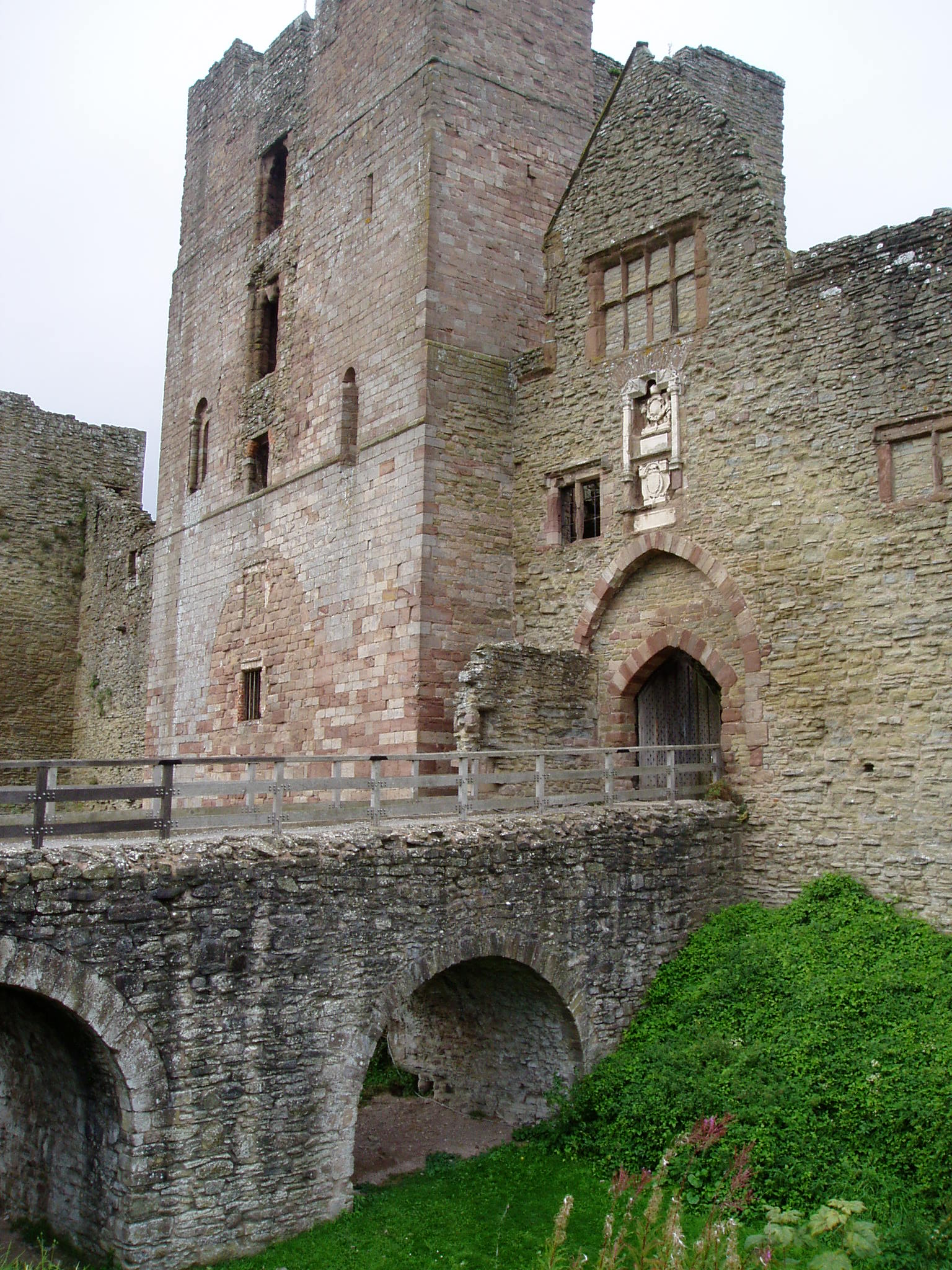
리처드 요크의 요새; 루드로우캐슬, South Shropshire

헨리가 영국 내 평화를 안정시키기 위해 노력하는 동안, 왕권에 대한 불만을 가졌던 와릭은 1458년 5월 카스티야 함대와 그 후 며칠 뒤 하노베르 연맹 함대를 공격하는 등의 활약을 펼쳤다. 와릭이 지휘하는 칼레에서의 지위는 그에게 프랑스의 샤를 7세와 버고뉴의 필립 굿과의 외교 관계를 확립할 수 있는 기회를 제공했다. 이후 와릭은 이러한 국제적 연결고리를 활용하게 된다. 이러한 공격에 대응하여 와릭, 요크, 그리고 샬리즈버리는 런던에서 조사를 받기 위해 소환됐다. 하지만, 그들은 동맹에서 분리되면 체포될까 봐 걱정하여 이에 대한 출석 요청을 거부했다. 대신, 요크는 네빌 가문을 웨일즈 국경 지역에 위치한 그의 주성인 러들로우 성으로 소환했다. 와릭은 이에 맞서 요크군의 본대에 합류하기 위해 칼레에서 일부 군대를 데리고 떠났다.
이 기간 동안 마가렛은, 헨리를 위해 무장 지원을 적극적으로 모집하고 그녀가 직접 선발한 기사와 경호병들에게 은빛 백조 문양의 계몽 문장을 배포했다. 워릭이 합류하기 전에, 1459년 9월 23일 블로어 히스에서 살리스버리가 지휘하는 요크군 5,000명의 병력은 제임스 투셋 제5대 오들리 남작이 이끄는 2배 이상의 랭커스터군에게 습격을 받았다. 랭커스터군은 패배하였고, 오들리 남작은 전투 중에 사망했다. 9월에 워릭은 영국으로 건너가 럿로우(Ludlow)로 북쪽으로 이동했다. 인근 럿포드 다리(Ludford Bridge)에서 워윅의 칼레섬 부대 안드루 트롤로프의 배신으로 요크군은 해산되었다.
아일랜드 지사로 남아 있던 요크는 자신의 둘째 아들인 럿랜드 백작 에드먼드와 함께 더블린으로 도망쳤고, 워윅과 살리스버리는 요크의 상속인인 마치 백작 에드워드와 함께 칼레로 항해했다. 랭커스터 세력은 워윅 대신 새로운 캘레 섬사령관으로 헨리 보 포트를 임명했지만, 요크 세력은 수비대의 충성을 유지할 수 있었다. 럿포드 다리에서의 승리 후, 랭커스터 세력은 요크, 그의 아들, 살리스버리, 워윅을 명예 박탈하고자 코벤트리에서 "악마의 의회"를 소집했지만, 이 의회의 행동으로 많은 무소속 군주들이 자신의 직위와 재산을 위협받게 되었다. 1460년 3월, 워윅은 가스콩의 듀라스 부주임의 보호 하에 아일랜드로 항해하여 요크와 계획을 합의했고, 헨리 홀랜드, 제3 대 엑서 대왕이 지휘하는 왕실 함대의 추격을 피해 칼레로 돌아갔다.
1460년 6월 말, 워윅, 살리스버리, 에드워드는 채널을 건너 런던으로 북상하여 광범위한 지지를 받았다. 살리스버리는 런던 타워를 포위할 병력을 남겨두고, 워윅과 에드워드는 헨리를 추격하여 북상했다. 요크 세력은 1460년 7월 10일 노서햄에서 랭커스터 세력을 만나 전투에서 승리했다. 험프리 스태퍼드, 제1대 백칙역 공작, 존 탈봇, 제2대 슈로즈베리 백작, 존 보몬트, 제1대 비콘트 보몬트, 토마스 퍼시, 제1대 에그레몬트 남작 모두 자신의 왕을 지키기 위해 전사했다. 한편 헨리는 요크파에 잡혀 런던으로 호송되었으며 요새의 항복의 요구를 강제로 받게 되었다.
그해 9월, 요크는 아일랜드에서 돌아와 10월 의회에서 영국 왕위를 요구하는 의미에서 왕좌 위에 손을 얹는 상징적인 제스처를 취했다. 이 행위는 의회에게 충격을 주었다. 심지어 요크의 가장 가까운 지지자들도 이러한 행동을 지원할 준비가 되어 있지 않았다. 판사들은 요크의 청구를 검토하고, 공법 원칙으로는 누가 왕위 계승에서 우선순위를 가지는지를 결정할 수 없다고 판단하여 "법 이상이며 학문 이상"이라고 선언했다. 이 당시 군주들이 헨리를 대체하려는 욕구가 없었기 때문에 요크의 청구를 지지할 충분한 지지가 없어 타협이 이루어졌다. 1460년 10월 25일, '협약법'이 통과되었으며, 이는 헨리의 사망 후 그의 아들 에드워드를 배제하고 왕위를 요크에게 넘기기로 결정한 것이었다. 그러나 이 타협은 금방 좌절되었으며, 전쟁이 다시 시작되었다.

#### 리차드 요크의 죽음
여왕이었던 마가렛과 그녀의 아들은 랭커스터 가문의 소유인 하를렉 성으로 도망갔고, 거기서 해리 왕자의 이복 형제인 재스퍼 투더와 헨리 홀랜드, 3세 더크 오브 엑서터가 웨일즈와 서쪽 지방에서 병력을 모으고 있었다. 마가렛은 스코틀랜드로 북상하여, 거기에서 왕비 후겔더스 메리와 협상을 통해 스코틀랜드군과 기타 지원을 끌어내었다. 그 대가로 버윅을 포기하겠다는 약속을 했다. 이 전에 제임스 2세는 동료들의 혼란을 이용하여 버윅을 되찾으려 했지만, 이를 성공시키기 위해 목숨을 잃었다. 또한, 1460년에는 프랑스군과 지원을 교환하려고 저지 선언도 성공적으로 이루어졌다. 이것은 저지를 포기하는 대가로 이루어졌다. 이를 통해 영국에서 유립 세력의 버군디안과 프랑스 국가가 맞서는 경우를 방지하려는 것이었다. 랭커스터 세력은 더욱 북쪽으로 진격하며 퍼시 가문이 지지하는 세력들을 결집시켰다. 이들은 소머셋과 토머스 커튼네이, 6세/14세 데번 백작과 함께 행동하였다. 이에 따라 유립 세력이 유럽 연합을 위협하는 상황에서, 요크는 먼저 적극적인 행동을 취했다. 요크 가문의 그의 아들인 럿랜드 백작과 솔즈베리는 랭커스터 세력의 위협을 막기 위해 로튼덴을 떠났다. 1460년 12월 16일, 요크의 선봉대는 서쪽에서 온 소머셋의 병력과 워크소프 전투에서 패배했다. 12월 21일, 요크는 웨이크필드 근처의 산달 성으로 도착했다. 이유는 분명하지 않지만, 요크는 12월 30일 성을 떠나 웨이크필드 전투에서 요크, 럿랜드 및 워윅의 동생인 토마스 네빌이 모두 죽었다. 살리스베리는 다음 날 밤에 포로로 잡혀 처형되었다.

#### 요크파의 승리(1461)

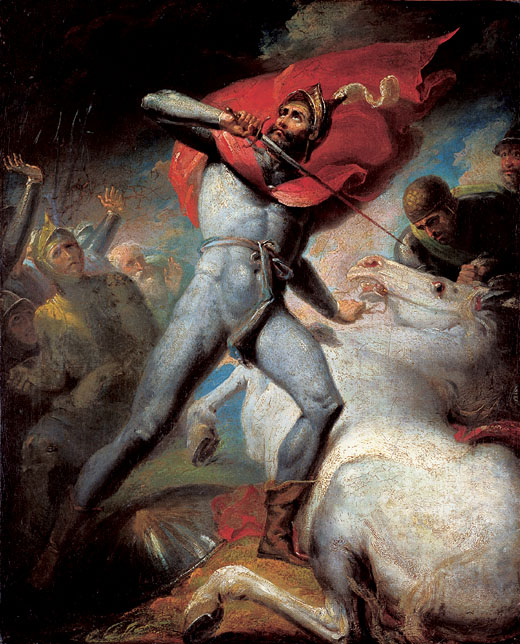
헨리 트레셤의 그림, 당시 킹메이커였던 워릭백작을 묘사

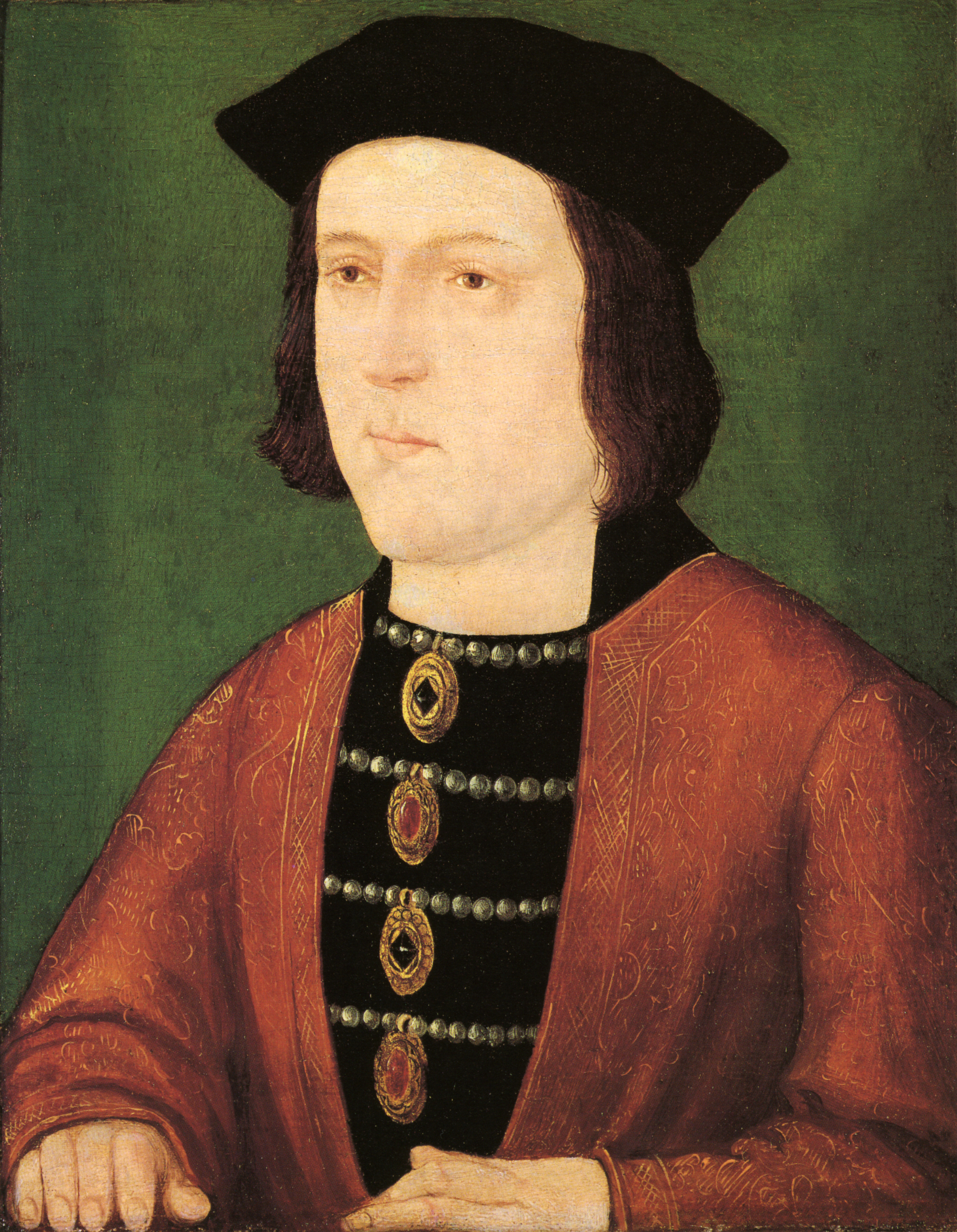
에드워드 4세

영국의 에드워드 4세는 웨이크필드 전투에서 요크파가 패배한 이후, 리처드 요크 공작의 18세 아들인 에드워드 마치가 요크 공작국 상속인이 되어 왕위를 차지할 수 있게 되었다. 에드워드는 서쪽 영국과 웨일즈에서 튜더 가문이 주도하는 랭커스터군이 북부에서 자신을 상대하는 랭커스터군과 합류하는 것을 막기 위해 노력하였다.
1461년 2월 2일, 그는 랭커스터군을 Mortimer's Cross에서 패배시켰으며, 헨리 5세의 유족인 캐서린 드 발루아의 남편인 오웬 튜더가 병사들에게 처형되었다. 해가 뜨는 동안 세 개의 태양이 떠오르는 기상 현상인 parhelion이 일어나 기사들은 두려워했으나, 에드워드는 이것이 성삼위일체를 상징한다며 자신들의 일에 대한 신의 축복임을 설득하였다. 에드워드는 이후 개인의 기념 문양으로 태양을 상징하는 'sunne in splendour'을 채택하였다.
북부에서, 마가렛군과 랭커스터군의 승리 이후, 이긴 군대는 남쪽으로 이동하였고, 적 포로인 헨리 6세와 함께 워릭은 병력을 이끌고 로마시대 고도로 알려진 워터링 스트리트의 세인트올번스에서 적을 맞이하기 위해 움직였다. 워릭의 병력은 잘 방어 준비를 하였지만 결국 2월 17일 세인트올번스 2차 전투에서 패배하였다.
헨리는 랭커스터파에게 풀려나고, 젊은 아들 에드워드 오브 웨스터민스터를 기사로 삼아 총 30명의 랜캐스트파 지도자들을 기사로 삼았다. 워릭과 그의 군대는 에드워드가 모티머스 크로스에서 승리 후 매치즈 지방의 요크파 군대와 합류하기 위해 행군했다. St Albans에서 이긴 뒤에는 랭커스터파가 전략적 우위를 가지고 있었지만, 랭커스터파의 움직임은 런던 시민들에게 지지를 받지 못했다. 워윅과 에드워드는 적극적으로 움직여 런던으로 빠르게 행군했고, 급하게 모인 집회에서 에드워드가 영국의 에드워드 4세로 선언되었다. 에드워드는 영국 국민에게 더욱 매력적인 군주 후보였다. 그의 동시대인인 필리프 드 커민은 그를 활기차고, 잘생기고, 상냥하다고 묘사하며, 그가 전장에서 완전한 갑옷과 화려한 의복으로 강렬한 인상을 남겼다. 그의 지지자들은 헨리의 신체적, 정신적 약점이 그의 지지를 치명적으로 약화시켰다는 점을 부각하여, 자신의 지지세력을 확보하기 위해 이러한 대비전략을 취했다.
에드워드와 워릭은 자신의 지위를 확고히 하기 위해 북쪽으로 이동하여 랭커스터군을 맞이했다. 워윅는 요크군의 선봉 부대를 이끌며 3월 28일 Ferrybridge에서 랭커스터군과 부분 충돌을 겪었는데, 이 과정에서 부상을 입었으며 랭커스터가의 지휘관인 Clifford과 Warwick의 친척인 Neville 군주가 사망했다. Edward는 다음날인 3월 29일, Yorkshire의 Towton에서 랭커스터 주력군과 전투를 벌였다. 이후 벌어진 전투는 영국 내에서 역사상 최대이며 가장 피가 흘린 전투 중 하나이다. 이 전투는 Edward에게 결정적인 승리를 안겨주며 북부 지역의 랭커스터가의 권력을 깨트렸다. 랭커스터 궁정의 중추였던 인물들은 대부분 죽거나 나라를 떠나게 되었다. Northumberland 백작인 Henry Percy는 사망하였고, 가장 영리한 랭커스터 지휘관 중 한 명인 Andrew Trollope도 죽었다. 또한 James Butler, 5th Earl of Ormond도 체포되어 처형되었다. Henry와 Margaret, 그리고 그들의 아들 Edward 왕자는 북쪽으로 스코틀랜드로 도망갔다. Edward는 그의 성종식을 위해 런던으로 돌아갔으며, Warwick는 랭커스터군의 저항을 진압하기 위해 북쪽에 남아있었다. Towton 전투는 영국 국민들에게 Edward가 당분간은 영국을 무리없이 통치할 수 있다는 것을 확실히 알렸다. 이에 따라 Edward는 14명의 랭커스터 귀족과 96명의 기사 및 저술가들의 칭호를 박탈하는 법안을 시행하고자 하였다.

### 요크파 에드워드 4세의 집권 및 통치(1461-1483)

#### 에드워드 4세의 대관식과 워윅의 권력 정점

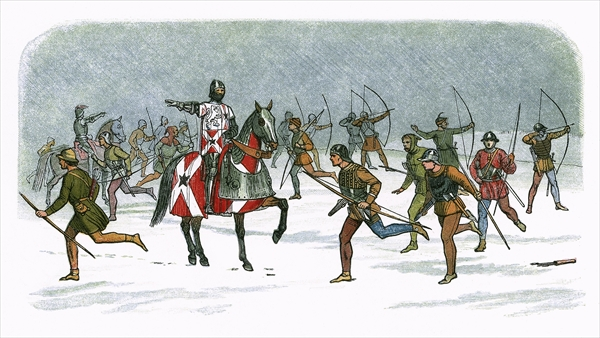
윌리엄 네빌이 Longbowmen을 지휘하는 모습을 그린 19세기 그림

에드워드는 1461년 6월 28일 웨스트민스터 수도원에서 엄숙한 세례를 받고 영국 왕으로서 정식으로 선출되었다. 에드워드는 패배한 원수들의 애정을 얻으려 노력했으며, 타우튼 전투에서 승리한 후 자신의 지배를 받아들인 많은 랭커스터 당원들을 사면했으며, 그들이 자신의 재산과 품질을 유지할 수 있도록 보장하고자 했다.
워릭은 에드워드의 후원을 받아 매우 많은 혜택을 누렸으며, 국내에서 가장 강력한 귀족이 되었다. 그는 양 부모의 땅과 지위를 상속받았으며, 영국 왕실의 고위급 해군 직책과 랭커스터의 스튜어드, 그 외 다른 중요한 직책들도 맡았다. 1462년 여름, 워윅은 스코틀랜드와의 휴전을 성공적으로 협상하였다. 그러는 동안에, 아일랜드의 필타운에서는 토마스 피츠제랄드, 7세 얼 오브 데스먼드가 이끄는 요크 세력들이 존 버틀러, 6세 얼 오브 오먼드를 이끄는 랭커스터 연맹을 결정적으로 물리쳤다. 이것으로 랜캐스트 연맹은 아일랜드에서의 계획을 끝내고 망명하게 되었다. 그 해 10월, Anjou의 마르가렛은 프랑스군을 이끌고 영국을 침공하여 알니크 성과 밤버그 성을 점령하였다. 그러나 단지 3개월 만에 요크 세력에게 다시 진압되었다.
1463년 봄, 랄프 퍼시 경이 노어햄 성을 포위하면서 북부 인근에서 헨리를 지지하는 반란이 일어났다. 1463년 말기에, 스코틀랜드, 프랑스와 각각 별도의 휴전을 체결하여 워윅은 1464년까지 북부 지역의 대부분을 되찾았다. 그러나 주요한 랭커스터 계열군은 북엠버랜드를 통과하여 남하하였지만, 1464년 5월 15일 존 네빌의 요크군이 헥스햄에서 파괴시켰다. 3세 소머셋 공작 헨리 보우포트, 남쪽의 로스 및 헝거포드 남작 등 랭커스터 계열군 사령관은 모두 포획되어 처형되었다. 요크군은 타락한 왕 헨리를 리블 강 근처의 숲에서 포획하여 런던으로 끌려가 탑에서 가두었다. 소머셋 공작군이 패배하고 헨리가 포획된 것으로, 에드워드 통치에 대한 효과적인 반대는 모두 제거된 것이다.
에드워드는 아들이 살아있는 한 헨리를 죽이는 것에 대한 이점이라고 할 것은 없었다.  마가렛과 프린스 에드워드는 스코틀랜드를 떠나 마가렛의 사촌 루이 11세의 프랑스 왕궁으로 향해 떠났으며, 많은 해 동안 매우 가난한 피난민 생활을 유지했다.

#### 불만 고조 시기

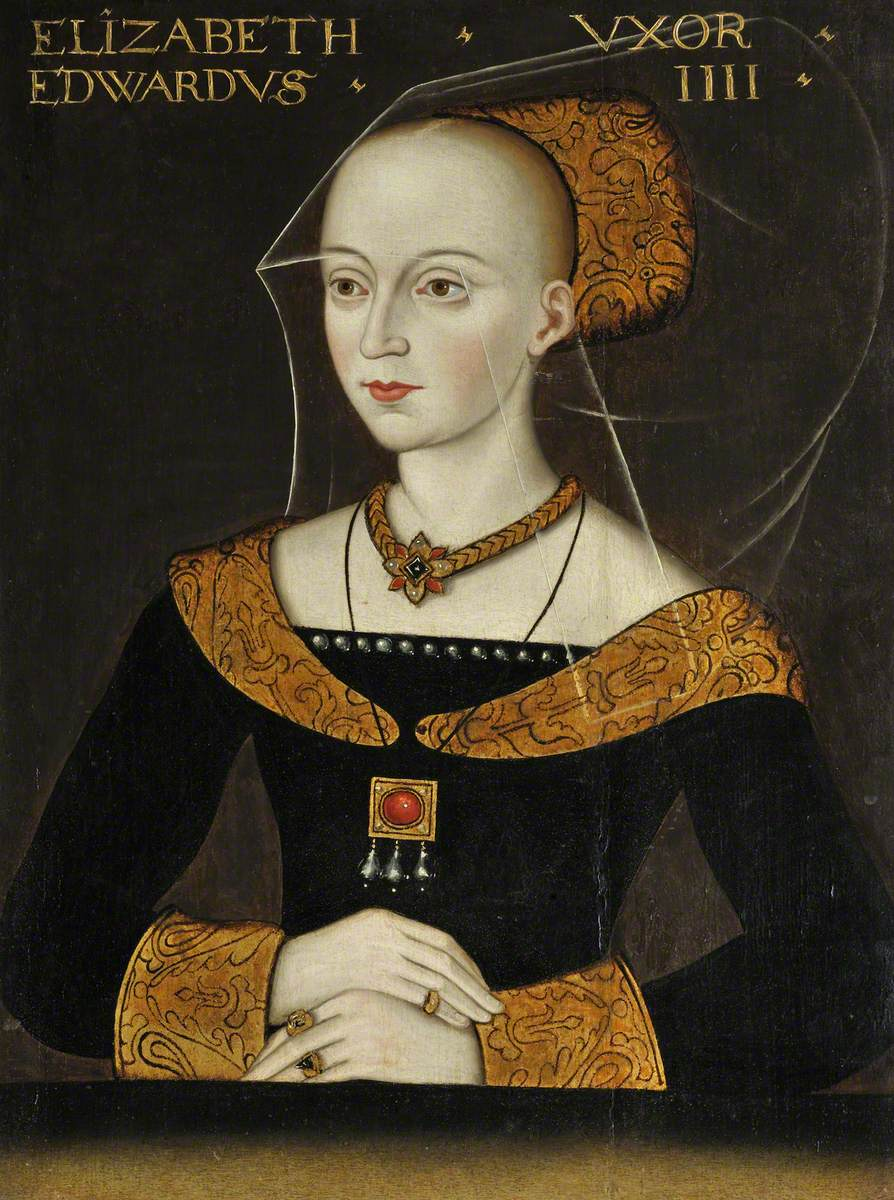
엘리자베스 우드빌, 에드워드 4세의 부인이자, 여왕

정복 활동 및 협상을 통해 입지를 어느 정도 확보한 에드워드는 국내외적인 야심을 추구할 수 있었다. 국제적으로 에드워드는 버고뉴 공국과 전략적 연합을 선호했지만, 워윅은 그와 협상을 하여 프랑스 왕 루이 11세와 조약을 맺도록 설득했다. 워윅은 협상에서 에드워드가 프랑스 왕가와 결혼을 맺을 수 있다는 걸 시사하며 루이 11세의 시아인 보나 및 딸인 프랑스의 앤 중 한 명과의 혼인을 제안했다. 그러나 워릭은 1464년 10월, 4개월 전에 에드워드가 랭커스터 귀족의 과부인 엘리자베스 우드빌과 비밀결혼을 했다는 사실을 발견하고 상당히 수치와 분노를 느꼈다. 엘리자베스는 12명의 형제 자매가 있었는데, 그 중 일부는 저명한 가문과 결혼하여 우드빌 가문을 워윅의 통제를 벗어나 독립적인 권력 집단으로 만들었다. 엘리자베스는 유명한 가문과 결혼을 한 몇몇의 남매를 두고 있었으며, 그들은 유력한 가문들과 결혼하게 되어 워윅이 제어할 수 없는 강력한 정치 지배자로 자리매김하게 되었다. 이 결혼으로, 많은 사람들이 워릭이 왕위 뒤에 숨어서 대립관계를 이루고 있다고 생각했던 것은 아니라는 것을 입증하게 되었다. 하지만, 이 결혼은 엘리자베스가 고귀한 가문 출신이 아닌 여성과 결혼한 것이기 때문에 에드워드는 고문들로부터 비판을 받게 된다. 워윅은 엘리자베스와 그녀의 어머니인 자케타를 오브 룩셈부르크가 마녀로 비난하기도 했지만, 이것은 별다른 정치적 영향력은 없었다. 또한 워윅과 에드워드 사이의 관계를 깨뜨릴 정도도 아니었다.
이 결혼은 에드워드의 훗날을 악화시키는 결과를 가져왔다. 워윅이 프랑스와의 결혼 제안을 교묘히 속인 것으로 의심받게 되었고, 엘리자베스의 가족들은 영국 왕실의 권력 세력으로 자리매김하였다. 엘리자베스의 시아버지인 리버스 백작은 국고감독관으로 임명되어 버군디와의 연합을 지원하였다. 에드워드는 1466년 10월 비밀리에 버군디와 조약을 체결하면서 워윅을 프랑스와의 협상에 계속하게 두었다. 1467년, 에드워드는 워윅의 형제였던 요크 대주교를 보직에서 해임시켰고, 워윅의 맏딸인 이사벨라와 에드워드의 형제인 클라렌스 공작과의 결혼 제안을 거절했다. 이 일로 클라렌스 공작은 형제의 개입에 크게 분노하였다. 1468년, 에드워드는 그의 군대를 보내어 프랑스로부터 저지 섬을 되찾아냈다.

#### 워릭의 반란과 헨리 6세의 재집권

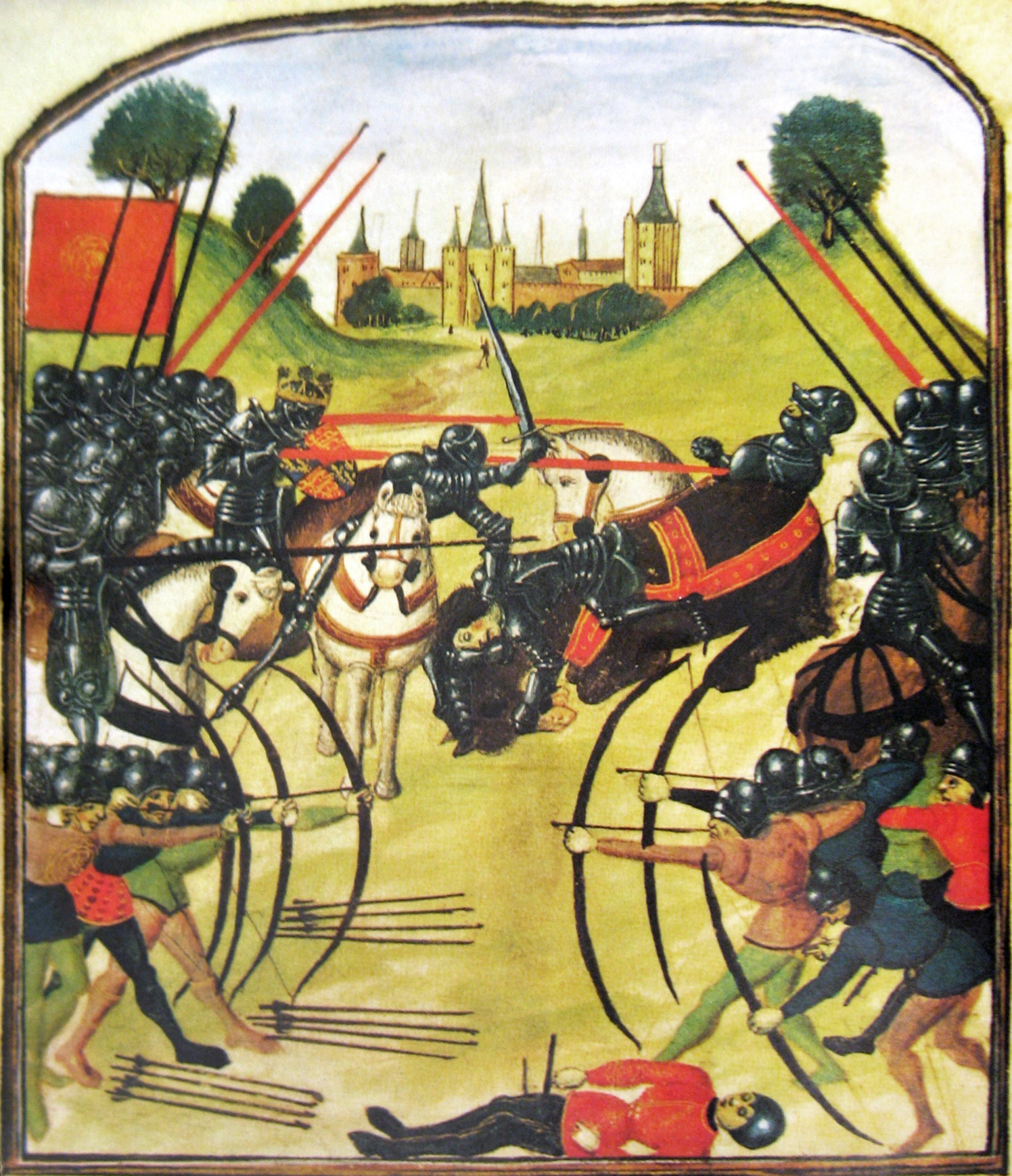
튜크스베리전투

워릭은 헨리 6세를 왕위에 복위시키기 위해 루이 11세와 협력해 마가렛 아브뇽과 화해를 이루었다. 이에 따라 워윅은 딸 앤 마가렛과 헨리의 아들이자 계승자인 웨스트민스터 공작 에드워드와 결혼시켰다. 그러나 이 결혼은 소명의 목적으로만 진행된 것이었을 가능성이 있다. 북부 반란으로 불러온 산발적인 동요를 배치하고, 워윅과 클랜스의 연합 세력이 플리머스와 다트머스를 시작으로 1470년 9월 13일 전면 침공을 단행했다. 이전 반란 시기에 왕위를 지지했음에도 그의 백작 자리 복귀가 되지 않았던 원한으로 가득찼던 워윅의 형제 몬테규스 경도 합류했다. 에드워드는 남으로 진군하던 군대와 북에서 진군하던 몬태규스의 군대 모두를 상대해야 했고, 결국 에드워드, 그의 아우 리처드 글로스터 공작, 몇 백명의 수탁원들은 10월 2일 플랑드르로 도망쳤다. 플랑드르는 에드워드와 동맹을 맺은 버건디 공화국의 일부이었다.
헨리 6세는 영국 왕실을 재집권하게 되었으나, 실질적으로 영국을 통치 권한은 워윅에게 있었다. 11월, 에드워드는 반역자로 선포되었으며, 그의 형제 클래런스는 요크 공작자의 칭호를 받았다. 버고뉴 공작국은 에드워드의 여동생 마가렛과 결혼한 '칼로 대담'이 통치했다. 칼로는 형제처럼 보완해주지 않아 에드워드는 그를 결코 잊지 않았다. 하지만 불행하게도, 워릭과 클래런스에게는 헨리의 신정은 매우 불안정했다. 에드먼드 보포트, 4세 소마셋 공작은 워릭을 1455년에 그의 아버지의 죽음에 대해 책임져야 한다고 여겨, 이후의 내부 분쟁은 결국 워릭과 클래런스를 정치적으로 고립시켰다. 플랜더스 상인들의 지원을 받은 에드워드는 3월 14일 래번스퍼른에 상륙하며, 북퍼시어 백작의 지원을 받았다.[244] 에드워드는 윌리엄 파르 및 제임스 헤링턴 중사와 함께 병력을 합치며, 클래런스는 랜캐스트와의 계약으로 정치적으로 불리해져 형제를 떠나 워릭과 헨리를 배신하였다. 에드워드의 군대는 런던으로 빠르게 진군하여, 이미 약화한 헨리를 포획하고 런던 탑으로 보냈다.
이에도 불구하고 클래런스의 배신 이후, 워릭은 에드워드의 성장하는 군대를 쫓아가 전투에서 만났다. 그들은 1471년 4월 14일 바넷에서 전투를 벌였다. 짙은 안개 환경과, 에드워드의 해적적 태양 문양이 옥스포드 백작의 별과 유사하여, 랜캐스트 군대는 자신들의 병사들을 공격하게 되었다.  이는 에드워드의 공격과 결합되어 워릭의 군대가 파괴되었다. 도주하는 동안 워윅은 말에서 떨어져 죽음을 당했으며 그의 형제인 1세 몬태구 존 네빌 역시 죽음을 맞이해야했다. 이에 헨리 홀랜드, 3세 엑세터 공작은 체포되어 런던 타워에 가두어졌다. 1475년, 엑세터는 요크파 군대와 함께 프랑스 원정에 파견되었으나, 그가 바다에서 넘어지고 목격자 없이 익사했다는 소문이 있다. 워릭의 패배와 죽음은 랭커스터파의 참패를 불러일으키는 치명적인 타격이었으며, 네빌 가문의 정치적 영향력은 영원히 깨졌다.

#### 헨리 6세의 패배: 에드워드 4세의 귀환
헨리 6세의 군대에 의해 다시 왕위에 복귀한 것은 오래가지 않았다. 바넷 전투을 치뤘더 날, 마가렛은 그녀의 군대를 Weymouth에 상륙시키고 웨일즈 마치스에서 모집한 신병들과 함께 군대를 보강했다. 바넷 전투에서 큰 패배를 겪었음에도 불구하고, 전투에서 살아남은 사람들은 랭커스터 여왕 주변에 모였다. 에드워드는 랭커스터 군대가 세 번 강을 건너 웨일즈로 들어가는 것을 막기 위해 움직였다. 헨리 6세가 보낸 서신을 따르면, 그로스터의 총독인 리처드 보샴은 마가렛의 군대가 강을 건널 수 없도록 게이트를 막은 작전을 펼쳤다. 1471년 5월 4일, 에드워드는 트위크스베리에서 마가렛의 군대와 전투를 벌여 승리했다. 헨리 6세와 마가렛의 유일한 아들인 에드워드 오브 웨스터민스터는 클래런스의 군대에 의해 죽었으며, 솜셋 공작과 존 커튼너, 데번시어 백작 모두 죽음을 맞았다.
역사적 기록의 왕실 선전자는 에드워드 4세의 도착 이야기에서 왕군이 "작지만 무장도 잘하고 의지가 강했다"며 에드워드는 그가 요크 공작국만을 위해 돌아왔다고 주장했다고 말했다. 그러나 헨리 6세는 자신의 관할 지역 외부에서 군대를 모집하기 시작할 수 없었고 (잉글랜드 남부 지역에서는 약 3,000명이 노팅엄에 모였으며 윌리엄 파와 제임스 해링턴과 그들의 60명 기병대를 만났다), 북부에서는 예상보다 적은 인원이 도착했다고 Arrivalist는 분석한다.
에드워드 4세는 5월 21일 런던에 들어갔다. 그 밤이나 그 이후에 헨리 6세가 죽었다고 알려졌다. 그의 죽음 원인으로는 아들의 죽음 소식에 의한 우울증이라는 것이 현대의 역사학자들에 의해 주장되고 있지만, 헨리의 유일한 후계자가 죽었으므로 에드워드가 전 왕의 살인을 지시한 것으로 추정되고 있다. 안주의 마가넷은 1475년 프랑스의 루이 11세에게 무자비금을 지불하여 빚을 청산해내고, 그녀의 남은 생애를 거기서 보내며 1482년 8월 25일에 죽었다.

#### 에드워드 4세의 재집권
바넷과 티웍스버리에서의 패배로 인해 무장한 랭커스터가의 저항은 끝난 것으로 보였다. 그러나 에드워드 4세의 정권은 형제 조기의 악화로 점점 분열되었다. 조지 플랜타젠넷, 클래런스 공작과 리처드 플랜타젠넷, 글로스터 공작의 갈등은 계속되었다. 1476년 12월 22일, 클래런스의 아내 이자벨이 죽었다. 클래런스는 이자벨의 시녀 중 한 명인 앙카레트 트위니호를 그녀를 살해한 것으로 고소하고, 그 반대로 클래런스는 앙카레트를 살해했다. 앙카레트의 손자는 1478년 에드워드로부터 앙카레트의 사면을 받았으며, 클래런스의 준군외교에 대한 에드워드의 경계를 보여주는 사례가 되었다. 1477년, 클래런스는 막 결혼한 버간디 공작부인 메리의 혼자자로 추천되었지만, 에드워드는 이 결혼을 반대하였고, 클래런스는 왕실에서 떠나게 되었다.
한편, 글로스터는 앤 네빌과 결혼했으며, 앤과 이사벨은 모두 워릭 백작 부인의 딸이었으므로, 어머니의 상당한 재산을 상속하게 되었다. 두 형제가 소유한 많은 부동산은 에드워드의 후원으로 얻은 것이었으며, 에드워드는 그들이 소유한 부동산을 취소할 권리를 보유하고 있었다. 그러나 결혼으로 얻은 재산은 이와 달리 다툼을 일으키는 것이었다. 클래런스는 에드워드와의 인연이 멀어졌고, 에드워드를 거스르는 반란에 연루되었다는 주장으로 영토에 수감되고 1478년 2월 18일 타워에서 처형당했다.
에드워드의 국내통치는 상대적으로 평화로웠다. 그는 1475년에 프랑스를 침공했고, 피키니 조약(Treaty of Picquigny)을 루이 6세와체결하였다. 이에 따라 에드워드는 75,000크라운의 초기 지불금과 연간 50,000크라운의 연금을 받기로 합의하고 철수했다. 그리고 1482년, 그는 스코틀랜드 왕좌를 차지하려 했지만 결국 영국으로 복귀하라는 재촉을 받아 영국으로 철수했다. 그러나 그들은 버윅을 되찾는 데에 성공했다. 1483년에 에드워드의 건강이 악화되었고, 그는 죽기 전에 동생 리처드를 그의 12살 아들과 후계자인 에드워드를 위한 수석보호자로 지명했다. 1483년 4월 9일, 에드워드 4세는 사망했다.

### 랭커스터 가문의 몰락, 튜터 왕조의 집권(1483-1485)
리처드 3세(Richard III, 1452년 10월 2일 ~ 1485년 8월 22일)는 영국과 아일랜드의 왕으로 1483년 6월 26일부터 그의 죽음인 1485년까지, 약 2년 동안 통치했다. 그는 요크 왕조의 마지막 왕이자 플랜태네저 가문의 마지막 왕이었다. 그의 패배와 죽음은 장미 전쟁의 마지막 결정적인 전투였던 보스워스 전투에서 일어났으며, 이것은 영국의 중세 시대의 종말을 나타냈다.
리처드는 1461년 그의 형제 엘드버드 4세가 왕위를 차지한 후 공작으로 승격되었다. 1472년, 리처드는 리처드 네빌 16세 워릭 백작의 딸인 앤 네빌과 결혼했다. 그는 엘드버드 4세의 통치 기간 동안 북부 영국을 통치하고 1482년 스코틀랜드 침공에서도 역할을 했다. 엘드버드 4세가 1483년 4월에 죽으면서, 12살의 그의 장남 에드워드 5세를 위한 왕정의 수호군인 리처드가 임시 국가수반으로 지명되었다. 1483년 6월 22일, 에드워드 5세의 대관식이 예정되어 있었다. 그러나 그의 부모의 결혼이 비혼으로 선언되어 적법하지 않다는 판결을 받았다. 이제 공식적으로 왕위 상속권이 없는 왕자들은 왕위 계승을 금지당했다. 6월 25일, 귀족과 일반인들의 회의가 이것을 인가하고, 리처드를 정당성을 갖춘 왕으로 선언했다. 그는 1483년 7월 6일에 왕위에 올랐다. 에드워드와 그의 남동생인 리처드 오브 슈루즈버리, 요크 공작, "탑 속의 왕자"는 8월 이후 공개적으로 나타나지 않았으며, 그들이 명령에 따라 리처드 왕이 살해했다는 비난이 돌기 시작했다. 그 후 몇 년 뒤, 튜더 왕조가 통치하게 된다.
그의 통치 기간 중 리처드에 대한 두 가지 주요 반란이 있었다. 1483년 10월, 에드워드 4세의 충성스러운 지지자이자 리처드의 전 동맹자인 버킹엄 2세 헨리 스태포드 공작이 주도하는 반란이 일어났는데, 실패로 끝났다. 그리고 1485년 8월, 헨리 튜더와 그의 삼촌인 재스퍼 튜더가 프랑스군 대원들과 함께 남부 웨일스에 상륙하여, 펨브로크셔를 행진하며 병사를 모았다. 헨리의 군대는 마켓 보스워스 근처에서 리처드의 군대를 물리치고, 리처드는 전투에서 사망했다. 이로써 리처드는 전투에서 사망한 마지막 영국 왕이 되었고, 헨리 튜더는 헨리 7세로 왕위에 오르게 되었다.

## 전쟁의 결과 및 의의

### 장미전쟁의 종결
튜더가는 왕족의 혈통도 아니었고 뛰어난 가문도 아니었다. 원래 웨일즈 출신이면서 헨리 5세의 측근이 된 오언 튜더가 왕이 요절하자 미망인과 가까워져 결국 그녀와 결혼했다. 따라서 그들의 아들 에드워드는 헨리 6세의 이복동생이 되는 셈이었다. 에드워드 자신도 결혼을 잘 해서 마거릿 보퍼드(곤트의 존과 그의 정부 캐서린 스윈포드의 후손)와 결혼하였으며 여기서 태어난 헨리 튜더는 따라서 비록 여자쪽이었고 서자의 혈통이지만, 왕실의 피를 받았고 할머니를 통해서 프랑스 왕실의 혈통도 이어받았다. 어쨌든 헨리 튜더는 1480년대에 생존한 사람들 중에서 랭커스터 가에 가장 가까운 사람이었으면 헨리 6세의 혈통이 끊기자 랭커스터 가의 유일한 후계자가 되었다. 1471년 헨리 6세가 죽고 에드워드 4세의 왕위가 다시 확고해지자, 헨리 튜더는 브르타뉴로 피신했다가 리처드 3세에게 반란을 일으킨 신하들의 지지를 받아 잉글랜드를 침입하였다(1485). 보스워스전투에서 이겨 헨리 7세가 즉위함으로써 튜더왕조가 열렸고 장미전쟁도 마침내 종결되었다.
헨리 7세가 보스워스전투에서 승리한 이후에 그의 왕위가 유지될 수 있었던 것은 리처드 3세의 후사가 죽었고, 환멸을 맛본 요크파로부터 특히 에드워드 4세의 왕비로부터 그가 얻어낸 지지 덕분이었다. 잉글랜드의 대영주들은 전쟁에 신물이 나 있었고 그들의 구성원의 수가 크게 줄어 몇몇 경우에는 그들의 영역 지배권이 약화되거나 아예 파괴되어 버렸다. 그 결과 헨리를 폐위시키려는 시도들은 잉글랜드에서 별로 지지를 받지 못했고, 1487년 램버트 심널(Lambert Simnel)이 그랬듯이 왕위계승권을 주장하는 요크가문 사람들은 신망을 얻지 못했다
헨리 튜더는 요크가문의 여인이며 에드워드 4세의 딸인 엘리자베스와 결혼함으로써 랭커스터와 요크 두 가문의 대표자이자 상속인으로 자처하며 두 가문의 화합을 확고히 하였다. 이로써 장미전쟁은 막을 내리게 된다.

## 장미 전쟁의 주요 전투
아래 목록은 Richard III Society의 Battle Timeline의 목록을 기준으로 한 것이므로 전투를 지칭하는 용어는 차이가 있을 수 있으며 장미 전쟁의 모든 전투 활동이 다 망라되지는 않은 상태이다(2023년 기준).

### 1450년대
- 제1차 세인트올번스 전투: 1455년 5월 22일, 요크 군 승리.
- 블로어 히스 전투: 1459년 9월 23일, 요크 군 승리.
- 루드포드 브릿지 전투: 1459년 10월 12일, 랭카스터 군 승리.

### 1460년대
- 노스햄프턴 전투: 1460년 7월 10일, 요크 군 승리.
- 웨이크필트 전투: 1460년 12월 30일, 랭카스터 군 승리.
- 모티머스 크로스 전투: 1461년 2월 2일, 모티머스 크로스 전투, 요크군 승리.
- 제2차 세인트올번스 전투: 1461년 2월 17일, 랭카스터 군 승리.
- 페리브리지 전투: 1461년 3월 28일, 요크 군 승리.
- 토우턴 전투: 1461년 3월 29일, 요크 군 승리.
- 헤질레이 무어 전투: 1464년 4월 25일, 요크 군 승리.
- 헥스헴 전투: 1464년 5월 15일, 요크 군 승리.
- 에지코트 무어 전투: 1469년 7월 26일, 랭카스터 군 승리.

### 1470년대
- 루즈코트 무어 전투: 1470년 3월 12일, 요크 군 승리.
- 바넷 전투: 1471년 4월 14일, 요크 군 승리.
- 튀케스베리 전투: 1471년 5월 4일, 요크 군 승리.

### 1480년대
- 보스워스 전투: 1485년 8월 22일, 헨리 튜더 승리.
- 스토크 전투: 1487년 6월 16일, 튜더 가의 헨리 7세 승리.

## 전시상황 통치자 변화
장미전쟁은 32년이 넘는 기간에 걸쳐 영국에서 산발적으로 벌어진 일련의 전투였기 때문에 많은 핵심 지도자가 전투 중 사망하거나 자연사, 혹은 처형 및 암살 등으로 인해 변화했다. 킹메이커 출신 워릭 백작과 같은 일부 주요 사령관도 한 세력만을 계속 지지하지 않았다. 요크파는 랭커스터 왕조에 대항하며, House of York(요크의 가문)의 활동을 지지하는 사람들이다. 한편 랭커스터파는 주로 당시 군주였던 헨리 6세를 지원하고, 랭커스터 출신 왕의 통치를 지지하고, 주장했던 사람들이다.
한편 튜더파는 헨리 7세의 집권 및 통지를 지지한 세력이다. 요크파 반군은 랭커스터 왕조가 내세운 핵심 주장에 동조하지는 않았으나 에드워드 4세의 통치에 대해 반란을 일으키기도 하였다.
다음 표는 왕위계승권을 두고 쟁탈전을 벌였던 두 가문에서 튜더왕조의 성립과 장미전쟁의 종결까지의 기간동안 바뀐 통치자를 시기순으로 정리한 표이다. 한국 위키백과에서는 영국의 왕실 인물에 대한 설명이 마땅하지 않은 것들이 많아서, 영문 위키백과를 참고하여 인물 및 지위 설명을 대체한다.
| 신분 및 지위                    | 이름                                    | 출신세력      | 특징 |
| ------------------------------- | --------------------------------------- | ------------- | --- |
| 영국 왕실의 왕                  | Edward IV of England                    | York          | 첫번째 통치: 1461. 3. 4 - 1470. 10. 3 두번째 통치: 1471. 4. 11 - 1483. 4. 9 1483년 4월 9일, 자연사                                         |
| 영국 왕실의 왕                  | Edward V of England                     | York          | 통치시기 : 1483. 4. 9 - 1483. 6. 25 78일 통치 이후 리처드 3세에 의해 처형 Princes in the Tower                                             |
| 영국 왕실의 왕                  | Richard III of England †                | York          | 통치: 1483년 6월 26일 – 1485년 8월 22일 1485 년 8월 22일 보스워스 전투 에서 사망, 전투에서 사망한 마지막 영국 왕                           |
| 영국 여왕(배우자)               | Elizabeth Woodville                     | York          | 에드워드 4세의 배우자 요크 의 에드워드 5세 와 엘리자베스의 어머니 헨리 튜더를 왕위 계승자로 승격시키기 위해 보퍼트와 동맹을 맺음           |
| 영국 여왕(미망인)               | Elizabeth Woodville                     | Tudor         | 에드워드 4세의 배우자 요크 의 에드워드 5세 와 엘리자베스의 어머니 헨리 튜더를 왕위 계승자로 승격시키기 위해 보퍼트와 동맹을 맺음           |
| 영국 여왕(배우자)               | Anne Neville                            | York          | 리처드 3세의 배우자가 1485년 3월 16일에 자연사                                                                                             |
| 요크 공작                       | Richard of York †                       | York          | 1460년 12월 30일 웨이크필드 전투에서 수호자 경 사망                                                                                        |
| 러틀랜드 백작                   | Edmund Plantagenet †                    | York          | 리처드 요크의 아들이 1460년 12월 30일 웨이크필드전투에서 사망                                                                              |
| 클라렌스 공작                   | George Plantagenet                      | York          | 1478년 2월 18일 반역죄로 런던탑에서 처형                                                                                                   |
| 클라렌스 공작                   | George Plantagenet                      | Lancaster     | 1478년 2월 18일 반역죄로 런던탑에서 처형                                                                                                   |
| 버킹엄 공작                     | Henry Stafford                          | York          | 튜더 왕조에 패배 |
| 버킹엄 공작                     | Henry Stafford                          | Tudor         | 제1대 버킹엄 공작 험프리 스태퍼드의 손자 1483년 11월 2일 버킹엄 반란 실패 후 처형됨                                                        |
| 워릭 백작                       | Richard Neville Warwick The Kingmaker † | York          | Yorkist에서 Lancastrian에 패배. 1471년 4월 14일 바넷 전투에서 사망                                                                         |
| 워릭 백작                       | Richard Neville Warwick The Kingmaker † | Lancaster     | Yorkist에서 Lancastrian에 패배. 1471년 4월 14일 바넷 전투에서 사망                                                                         |
| 솔즈베리 백작                   | Richard Neville                         | York          | 1460년 12월 31일 랭카스터군에 의해 웨이크필드전투 후 처형된 킹메이커 워릭의 아버지                                                         |
| 켄트 백작                       | William Neville                         | York          | 워릭의 삼촌, 1463년 1월 9일 자연사 |
| Fauconberg 자작                 | Thomas Neville                          | York          | 1471년 9월 22일 미들햄성에서 처형된 켄트 백작 윌리엄 네빌의 아들                                                                           |
| Fauconberg 자작                 | Thomas Neville                          | Lancaster     | 1471년 9월 22일 미들햄성에서 처형된 켄트 백작 윌리엄 네빌의 아들                                                                           |
| 몬테규 후작                     | John Neville †                          | York          | Kingmaker 워릭의 남동생. Yorkist에서 Lancastrian에 패함. 1471년 4월 14일 바넷 전투에서 사망                                                |
| 몬테규 후작                     | John Neville †                          | Lancaster     | Kingmaker 워릭의 남동생. Yorkist에서 Lancastrian에 패함. 1471년 4월 14일 바넷 전투에서 사망                                                |
| 남작네빌(Baron Neville)         | John Neville                            | Lancaster     | 1461년 3월 28일 페리브리지 전투에서 사망                                                                                                   |
| 남작네빌(Baron Neville)         | John Neville                            | York          | 1461년 3월 28일 페리브리지 전투에서 사망                                                                                                   |
| 왕국 기사 출신                  | Thomas Neville †                        | York          | Kingmaker Warwick의 남동생. 1460년 12월 30일 웨이크필드 전투에서 사망                                                                      |
| 노포크 공작(Norfolk)            | John de Mowbray                         | York          | 1461년 11월 6일 자연사 |
| 노포크 공작(Norfolk)            | John Howard †                           | York          | 1485년 8월 22일 보스워스 전투에서 사망 |
| 링컨 백작                       | John de la Pole †                       | York          | 1487년 6월 16일 스토크 필드 전투에서 사망                                                                                                  |
| 로벨 자작(Lovell)               | Francis Lovell                          | York          | 1485년 8월 22일 보스워스 전투에서 실종 |
| 펨브로크 백작(Pembroke)         | William Herbert                         | York          | 1460년 7월 27일 에지코트 전투 이후 처형 |
| 데본 백작(Devon)                | Humphrey Stafford                       | York          | 1460년 7월 27일 에지코트 전투 이후 처형 |
| 데스몬드 백작(Desmond)          | Thomas FitzGerald                       | York          | 아일랜드에서 요크군을 지휘함. 1468년 드로에다에서 암살됨.                                                                                  |
| 헤이스팅스 남작(Hastings)       | William Hastings                        | York          | 1483년 6월 20일 런던탑에서 처형 |
| 영국 왕실의 왕                  | Henry VI of England                     | Lancaster     | 첫 번째 통치기간: 1422. 9. 1 – 1461. 3. 4 두 번째 통치기간: 1470. 10. 3– 1471. 4. 11 요크파에 의해 체포되어 투옥됨. 1471년 5월 21일 의문사 |
| 웨일스 왕자(Wales)              | Edward of Westminster †                 | Lancaster     | 1471년 5월 4일 튜크스베리 전투에서 전사한 헨리 6세와 Anjou의 Margaret의 아들                                                               |
| 영국의 여왕(배우자)             | Margaret of Anjou                       | Lancaster     | 헨리 6세 1482년 8월 25일 자연사 |
| 서머셋 공작 (Duke of Somerset)  | Henry Beaufort †                        | Lancaster     | 1455년 5월 22일 세인트올번스 전투에서 사망                                                                                                 |
| 서머셋 공작 (Duke of Somerset)  | Henry Beaufort                          | Lancaster     | 1464년 5월 15일 헥삼 전투 이후, 처형된 2대 서머셋 공작 헨리 보퍼트의 아들                                                                  |
| 서머셋 공작 (Duke of Somerset)  | Edmund Beaufort                         | Lancaster     | 1471년 5월 6일 튜크스베리 전투 후 처형된 제3대 서머싯 공작 헨리 보퍼트의 남동생                                                            |
| 노섬벌랜드 백작(Northumberland) | Henry Percy †                           | Lancaster     | 1461년 3월 29일 타우턴 전투 에서 사망 |
| 노섬벌랜드 백작(Northumberland) | Henry Percy                             | Lancaster     | 3대 노섬벌랜드 백작 헨리 퍼시의 아들 |
| 버킹엄 공작                     | Humphrey Stafford †                     | Lancaster     | 1460년 7월 10일 노샘프턴 전투에서 사망 |
| 슈루즈버리 백작                 | John Talbot †                           | Lancaster     | 1460년 7월 10일 노샘프턴 전투에서 사망 |
| 엑서터 공작                     | Henry Holland                           | Lancaster     | 1475년 9월 자연사 |
| 윌트셔 백작                     | James Butler                            | Lancaster     | 1461년 5월 1일 타우턴 전투 후 처형 |
| 데본 백작                       | John Courtenay †                        | Lancaster     | 1471년 5월 4일 튜크스베리 전투에서 사망 |
| 옥스퍼드 백작                   | John de Vere                            | Lancaster     | 튜더 왕가의 헨리 7세가 통치해야한다는 주장을 지지함.                                                                                       |
| 옥스퍼드 백작                   | John de Vere                            | Tudor         | 튜더 왕가의 헨리 7세가 통치해야한다는 주장을 지지함.                                                                                       |
| 오몬드 백작                     | John Butler                             | Lancaster     | 아일랜드에서 랭커스터군을 이끌었음. 1476년 12월 14일 성지에서 자연사                                                                       |
| 버몬트 자작                     | John Beaumont †                         | Lancaster     | 1460년 7월 10일 노샘프턴 전투에서 사망 |
| 오들리 남작                     | James Tuchet †                          | Lancaster     | 1459년 9월 23일 블로어 히스 전투에서 사망                                                                                                  |
| 클리포드 남작                   | John Clifford †                         | Lancaster     | 1461년 3월 28일 페리브리지 전투 에서 사망                                                                                                  |
| 로즈 남작                       | Thomas de Ros                           | Lancaster     | 1464년 5월 17일 헥삼 전투 후 처형됨 |
| 왕국의 기사 출신                | Andrew Trollope †                       | Lancaster     | 1461년 3월 29일 타우턴 전투에서 사망 |
| 왕국의 기사 출신                | Owen Tudor                              | Lancaster     | 헨리 7세의 조부모 에드먼드 튜더와 제스퍼 튜더의 아버지 1461년 2월 2일 헤리퍼드에서 모티머의 십자가 전투 이후 사형                          |
| 리치몬드 백작                   | Edmund Tudor                            | Lancaster     | 헨리 7세의 아버지 1456년 11월 3일 카마던 성에 수감되어 있는 동안 선페스트로 사망                                                           |
| 펨브로크 백작                   | Jasper Tudor                            | Lancaster     | 헨리 7세의 삼촌 |
| 펨브로크 백작                   | Jasper Tudor                            | Tudor         | 헨리 7세의 삼촌 |
| 영국 왕실의 왕                  | Henry VII of England                    | Tudor         | 통치시기: 1485. 8. 22 – 1509. 4. 21 랭카스터가문에 기반을 둔 활동 보스워스 필드에서 요크파에 패함.                                         |
| 리치몬드 백작 부인              | Lady Margaret Beaufort                  | Tudor         | 헨리 7세의 어머니 튜더 왕조의 설립에 큰 공헌을 세움                                                                                        |
| 슈루즈버리 백작                 | George Talbot                           | Tudor         | — |
| 스탠리 백작                     | Thomas Stanley                          | Tudor         | 보스워스 필드 전투 후반에 헨리 7세를 지지                                                                                                  |
| 스트레인지 백작                 | George Stanley                          | Tudor         | Thomas Stanley의 아들이자 후계자 |
| 왕국의 기사 출신                | William Stanley                         | Tudor         | Thomas Stanley의 남동생. Bosworth Field 전투 후반 헨리 7세 지지                                                                            |
| 스케일스 남작                   | Edward Woodville                        | Tudor         | — |
| 윌러비 드 에레스비 남작         | Robert Welles                           | Yorkist rebel | 1470년 3월 19일 Losecoat Field 전투 이후에 사형                                                                                            |
| 왕국의 기사 출신                | Robin of Redesdale †                    | Yorkist rebel | 1469년 7월 24일 Edgcote전투에서 전사한 것으로 알려짐                                                                                       |

## 갤러리

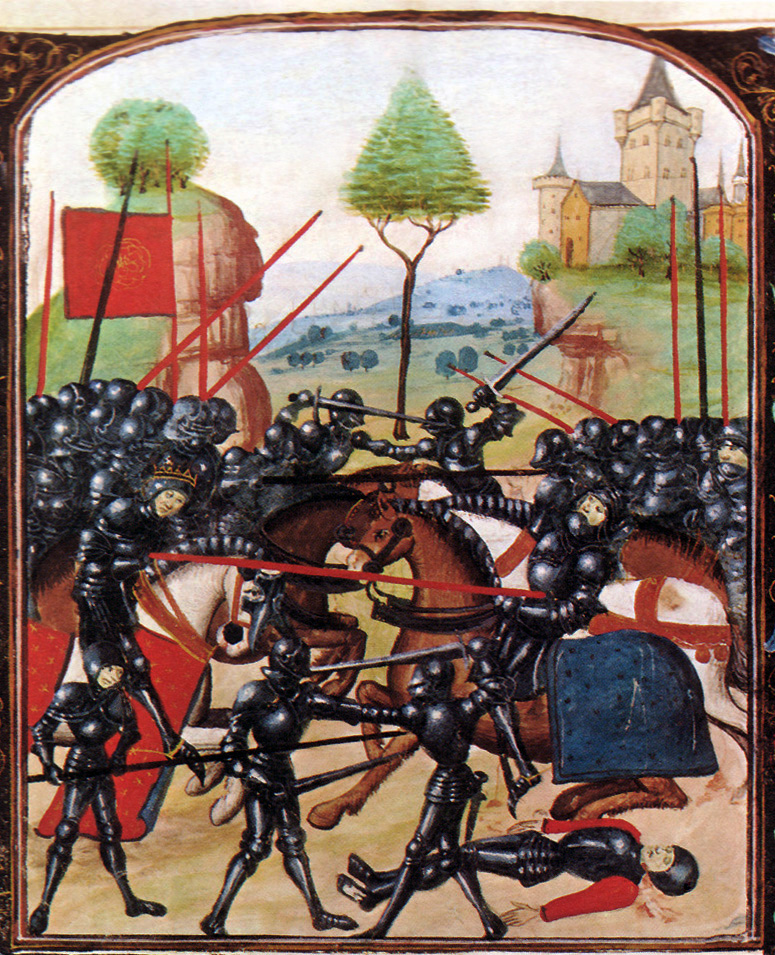
바넷 전투
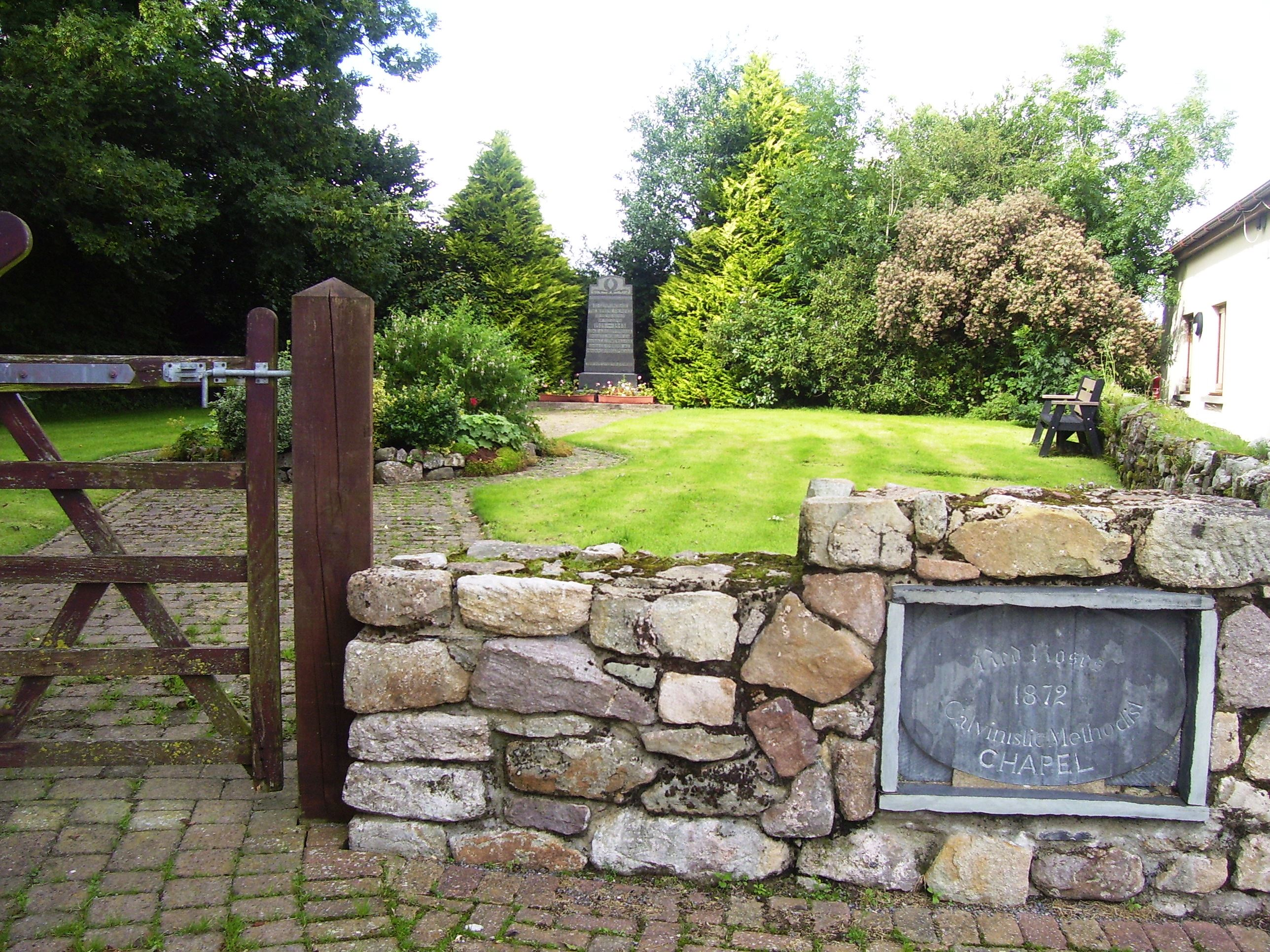
붉은 장미 추모공원
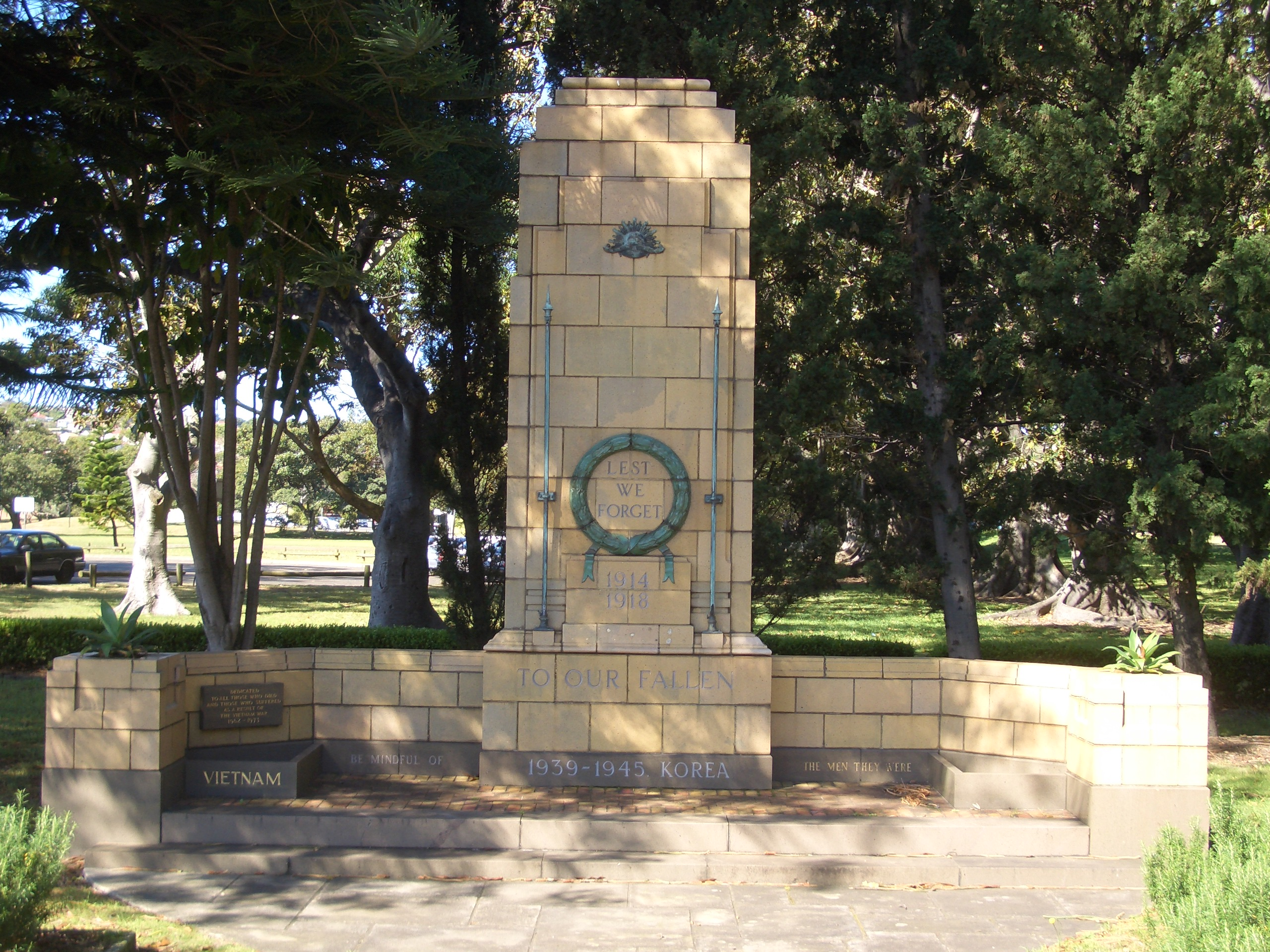
전쟁 추모비
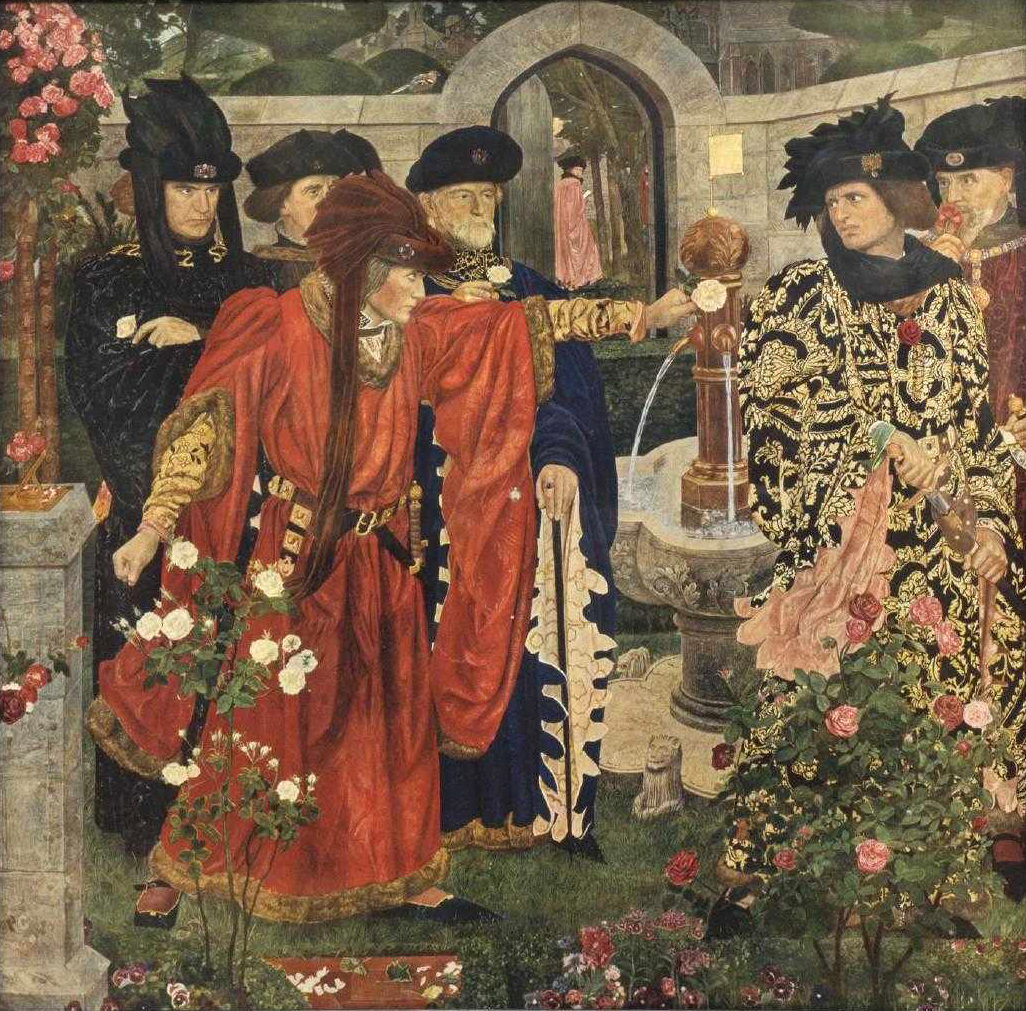
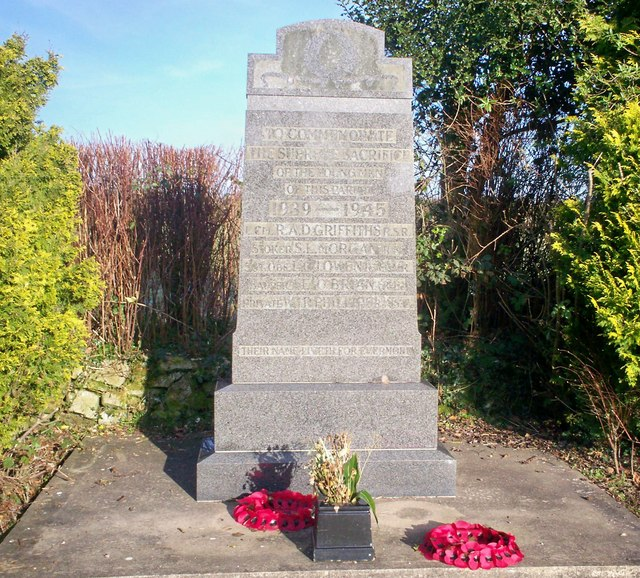
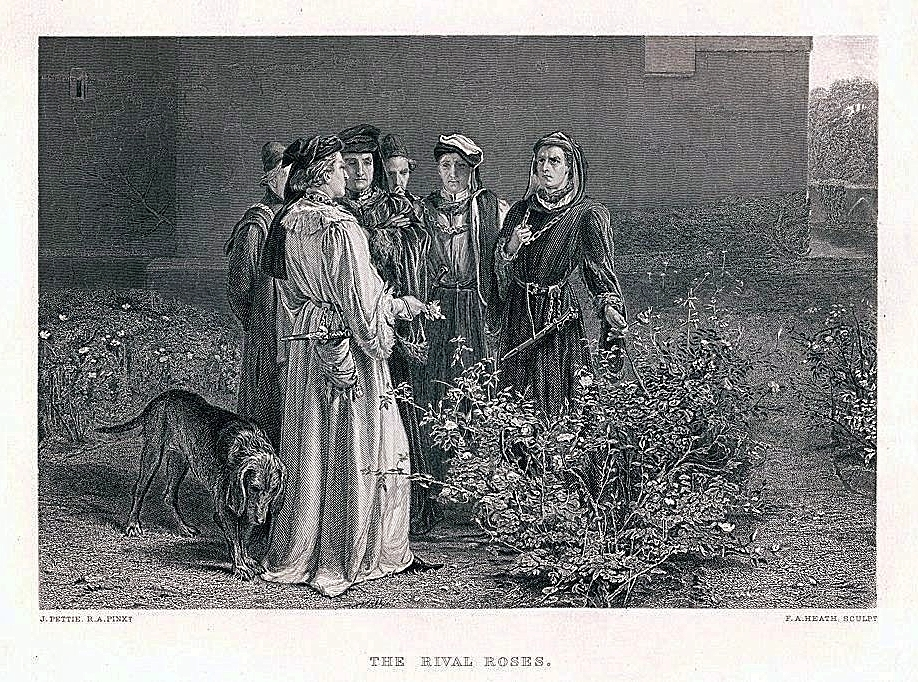

## 장미 전쟁을 소재로 한 작품

### 관련 서적
- 찰스 오만(이지훈, 박민혜 공역). 《워릭 백작 리처드 네빌:장미전쟁의 킹메이커》. 필요한책. 2019년. ISBN 979-11-9587-197-1
- Philippa Gregory. 《Cousins War Series》. Simon & Schuster UK. 2009년. ISBN 978-14-7116-861-1
- 윌리엄 셰익스피어(이태주 역). 《셰익스피어 4대 사극》. 푸른사상. 2022년. ISBN 979-11-3081-870-2
- 스티브 그린블렛(이종인 역). 《폭군:셰익스피어에게 배우는 권력의 원리》. 비잉. 2020년. ISBN 979-11-3545-589-6

### 관련 예술작품
민족주의 음악가 중 한 명인 베드르지흐 스메타나(Bderich Smetana)는 장미전쟁을 소재로 교향시 〈리차드 3세〉를 작곡했는데, 이는 셰익스피어의 극인 《리차드 3세》를 바탕으로 했다. 이 극의 주인공인 리차드 3세는 장미전쟁을 관통하는 주요 인물로 형인 에드워드 4세가 죽자 조카들을 죽이고 스스로 왕이 되어 공포정치를 펼치다 결국 모든 전쟁을 끝낸 헨리튜더(Henry Tudor)에게 패하며 사망한 인물이다. 스메타나의 희곡은 인물의 느낌과 심리적 묘사를 잘 담아내고 있는데, 어둡고 비극적인 느낌으로 시작하다 웅장해지면서 발전해가는 부분은 그가 왕위의 목적을 달성하는 부분을 표현하고 있다. 이어 후반부의 트럼펫과 팀파니의 울림은 튜더와의 전쟁 서막을 알리고 마지막은 그의 인생처럼 비극적으로 마무리된다.

### 관련 드라마
왕좌의 게임은 조지 RR 마틴이 영국 중세의 발발한 장미전쟁에서 영감을 받아 제작한 드라마이다.

장미전쟁을 모티프로 삼아 만든 드라마, 왕좌의 게임

### 관련 게임

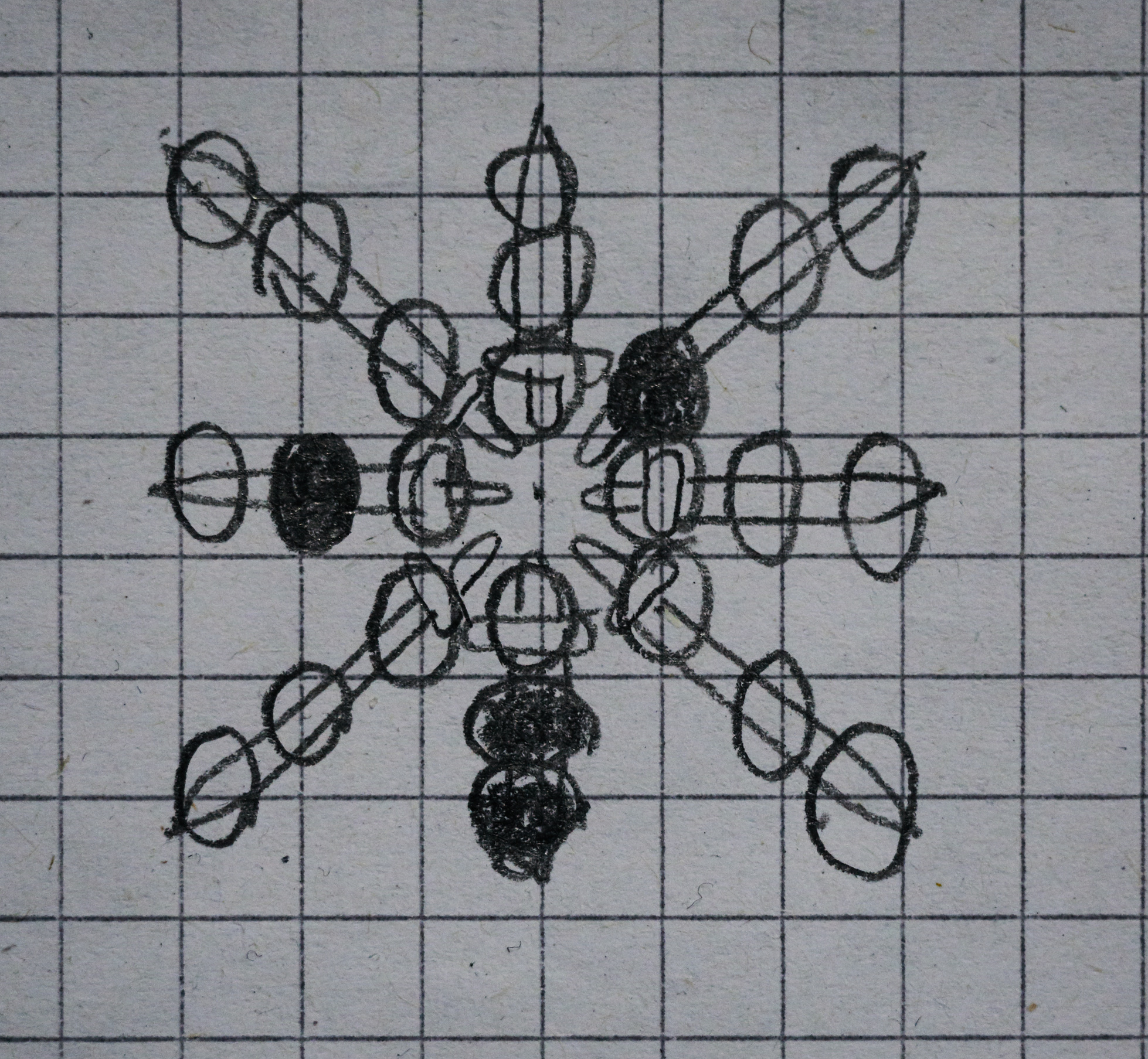
판에 스톤을 배치하고, 그를 연결해서 상대보다 더 넓은 영토를 차지하면 승리하는 게임.

디스이즈게임은 14세기 말 영국을 배경으로 한 장미전쟁의 GDC 2012 영상을 공개한다. 중세 무기와 갑옷으로 무장한 병사와 잔혹했던 전쟁의 현장을 담고 있다. 《Rosenkonig》은 1455년부터 1485년까지 지속된 영국의 장미전쟁을 배경으로 한 2인용 게임으로서, 한 명은 렌체스터 가문을, 또 다른 한 명은 요크 가문을 대표하여 전쟁을 치르는 게임이다.

### 관련 만화
Ted에서는 Ted-education이라는 채널을 따로 운영하면서, 애니메이션을 통해 시청자들에게 특정 개념이나 사건을 쉽게 이해시킬 수 있는 미디어를 제공하고 있다. 영국 역사에 대해 생소함을 느끼고 있는 사람들이라면, 영상 자료 등 시각자료를 통해 역사를 흐름에 따라 이해하는 것도 좋을 것 같아 유튜브 클립을 함께 첨부한다.
- 비디오 - 유튜브 : The wars that inspired Game of Thrones-Alex Gendler
  1. Animator Brett Underhill
  2. Composer Cem Misirlioglu, Brooks Ball
  3. Narrator Addison Anderson

## 같이 보기
- 백년 전쟁
- 캉브레 동맹 전쟁
- Roses Match : Yorkshire County Cricket Club과 Lancashire County Cricket Club 간의 크리켓 경기, 1849년에 처음 개최됨
- Roses Tournament : 영국의 랭커스터 대학교와 요크 대학교 간의 연례 스포츠 대회로 유럽에서 가장 큰 대학 간 스포츠 토너먼트

## 참고 문헌
Allmand, Christopher (1 November 2014). Henry V. Yale University Press.
Allmand, C. T. (30 April 1982). "The Coronations of Henry VI". History Today. Vol. 32, no. 5.
"Battle for Mortimer's Cross: History". Archived from the original on 11 July 2009.
Bennett, Michael (1 June 1998). "Edward III's Entail and the Succession to the Crown, 1376–1471". The English Historical Review. 113 (452)
Blackstone, William. "Chapter 12". Commentaries on the Laws of England. Vol. Book 1.
Boardman, Andrew (2006). The First Battle of St Albans
Carpenter, Christine (1980). "The Beauchamp Affinity: A Study of Bastard Feudalism at Work". English Historical Review.
Chisholm, Hugh, ed. (1911). "Clarence, Dukes of s.v. George, duke of Clarence". Encyclopædia Britannica. Vol. 6 (11th ed.). Cambridge University Press.
Chrimes, Stanley (1999) [1972]. Henry VII. Yale English Monarchs. New Haven, Connecticut; and London: Yale University Press.
Clark, K. L. (2016). The Nevills of Middleham: England's Most Powerful Family in the Wars of the Roses. Stroud, Gloucestershire: The History Press.
"Clarence, Dukes of s.v. George, duke of Clarence". Encyclopædia Britannica. Vol. 6 (11th ed.). Cambridge University Press.
Cokayne, G. E. (1913). Gibbs, Vicary & Doubleday, H. Arthur (eds.). The Complete peerage of England, Scotland, Ireland, Great Britain and the United Kingdom, extant, extinct or dormant (Canonteign to Cutts). Vol. 3 (2nd ed.). London: The St Catherine Press
"Duchy of Lancaster". Lancaster Castle. Retrieved 25 December 2019
"Edmund of Langley First Duke of York". Encyclopædia Britannica.
"Edward III (r. 1327–1377)". Royal Family. 12 January 2016. Retrieved 31 July 2021.
English Heritage (1995). "English Heritage Battlefield Report: Shrewsbury 1403" (PDF)
Fritze, Ronald H.; Robison, William Baxter (2002). Historical Dictionary of Late Medieval England, 1272–1485. Greenwood Publishing Group.
Giles, John Allen, ed. (1845). "The Arrivall of Edward IV in England". Chronicles of the White Rose of York (Second ed.). James Bohn.
Goodman, Anthony (1981). The Wars of the Roses: Military Activity and English society, 1452–97. London: Routledge & Kegan Paul.
Godwin.(16 February 2012). Fatal Colours. London: Phoenix.
Griffiths, Ralph Alan (1968). "Local Rivalries and National Politics: The Percies, the Nevilles, and the Duke of Exeter, 1452–55". Speculum.
Griffiths, Ralph A. (1981). The Reign of King Henry VI. University of California Press.
Griffiths & Thomas. (1985). The Making of the Tudor Dynasty. New York: St. Martin's Press.
Guilhamon, Henri (1976). La Maison de Durfort au Moyen Age.
Harvey, I. M. W. (1991). Jack Cade's Rebellion of 1450. Oxford: Clarendon Press.
Hartley, Cathy (2003). A Historical Dictionary of British Women. London: Europa Publications
Hicks, Michael A. (1980). False, Fleeting, Perjur'd Clarence.
Hicks (1998). Warwick the Kingmaker. Oxford: Blackwell Publishers.
Hicks.(2001). Revolution and Consumption in Late Medieval England. Boydell & Brewer.
Hicks (2003). The Wars of the Roses: 1455–1485. Osprey.
Hicks(2006). Anne Neville: Queen to Richard III. Stroud: The History Press.
Hookham, Mary Ann (1872). The Life and Times of Margaret of Anjou, Queen of England and France; and of her Father René "the Good," King of Sicily, Naples, and Jerusalem With Memoirs of the Houses of Anjou. Vol. 2. London
Jacob, Ernest Fraser (1961). The Fifteenth Century 1399–1485. Oxford History of England. Vol. 6.
Jones, Dan (2012). "Richard Alone". The Plantagenets: The Kings Who Made England.
Jones, Dan (2014). The Hollow Crown: The Wars of the Roses and the Rise of the Tudors. Faber & Faber.
Kingsford, C. (1911), "Henry V (1387–1422)", in Chisholm, Hugh (ed.), Encyclopædia Britannica, vol. 13 (11th ed.), Cambridge University Press
Kendall, Paul Murray (2002). Richard The Third. New York: W. W. Norton & Company.
Lambert, David; Gray, Randal (1991). Kings and Queens. Collins Gem.
McCormack, Anthony M. (2005). The Earldom of Desmond 1463–1583: The Decline and Crisis of a Feudal Lordship. Four Courts Press.
Mortimer, Ian (20 June 2006). "Richard II and the Succession to the Crown". History. 91 (3, 303)
Mortimer(2007). The Fears of Henry IV: The Life of England's Self-Made King. Jonathan Cape. appendix 2.
Peberdy, Philip (1967). Bargate Guildhall Museum Southampton. Southampton Museums
Penn, Thomas (2019). The Brothers York. Allen Lane.
Pollard.(2007). Warwick the Kingmaker: Politics, Power and Fame. London
Potter, Philip J. (10 January 2014). Monarchs of the Renaissance: The Lives and Reigns of 42 European Kings and Queens. McFarland.
Ross. (1997) [1974]. Edward IV. English Monarchs series (revised ed.). Connecticut, United States: Yale University Press.
Rowse, A. L. (1966). Bosworth Field & the Wars of the Roses. Wordsworth Military Library.
Royle, Trevor (2009). The Road to Bosworth Field. London: Little, Brown.
Sadler (2010). The Red Rose and the White: the Wars of the Roses 1453–1487. Longman.
Saul, Nigel (2005). The Three Richards: Richard I, Richard II and Richard III. London: Hambledon Continuum.
Scofield, Cora L. (1923). The Life and Reign of Edward the Fourth. Vol. I. London: Longmans, Green and Co.
Sellar, W. C.; Yeatman, R. J. (1930). 1066 And All That. Methuen
Spencer, Andrew M. (31 October 2013). Nobility and Kingship in Medieval England: The Earls and Edward I, 1272–1307. Cambridge University Press.
Seward, Desmond (1995). A Brief History of the Wars of the Roses. London: Constable & Co.
Stubbs, William (1875). The Constitutional History of England, in its origin and development. Oxford: Clarendon Press.
Tuck, Anthony (1985). Crown and Nobility 1272-1461: Political Conflict in Late Medieval England. London: Fontana.
Wagner, John A. (2001). Encyclopedia of the Wars of the Roses. ABC-CLIO.
Walker, Simon (2006). Political Culture in Late Medieval England: Essays by Simon Walker. Manchester University Press.
Weir, Alison (1996). The Wars of the Roses. New York: Random House
Wolffe, Bertram (1981). Henry VI (The English Monarchs Series). Methuen.
Vickers, K. (1907). Humphrey, Duke of Gloucester: A Biography. London:
"1413", TimeRef (History timelines), archived from the original on 5 May 2009
- 본 문서에는 현재 퍼블릭 도메인에 속한 브리태니커 백과사전 제11판의 내용을 기초로 작성된 내용이 포함되어 있습니다.